# Acidente nuclear de Fukushima I
Acidente nuclear de Fukushima Daiichi (福島第一原子力発電所事故, Fukushima Dai-ichi pronúnciaⓘ genshiryoku hatsudensho jiko) refere-se a um desastre nuclear que ocorreu na usina homônima na costa nordeste do Japão, que teve três dos seus seis reatores nucleares derretidos por danos causados nos seus sistemas de resfriamento pelo sismo e tsunâmi de Tohoku, o que resultou em explosões por acumulação de hidrogênio criado pela degradação térmica do revestimento de zircônio dos elementos combustíveis. A primeira explosão ocorreu em 12 de março de 2011 no reator 1 e a segunda aconteceu em 14 de março no reator 3, sendo que ambas destruíram parte dos edifícios de seus respectivos reatores. O reator 4 teve incêndios em seu prédio devido ao vazamento de hidrogênio do reator 3. Logo após o acidente, cerca de 164 mil residentes das áreas circundantes foram deslocados permanente ou temporariamente (voluntariamente ou por ordem de evacuação). Esta resposta resultou em pelo menos 51 mortes, sendo mais atribuídas ao estresse subsequente ou ao medo de riscos radiológicos. O acidente de Fukushima foi classificado como nível 7 na Escala Internacional de Acidentes Nucleares (INES), a classificação mais alta, compartilhando esse status apenas com o desastre nuclear de Chernobyl, ocorrido em 1986 na União Soviética.
Em 5 de julho de 2012, a Comissão de Investigação Independente de Acidentes Nucleares de Fukushima do Japão (NAIIC) constatou que as causas do acidente eram previsíveis e que o operador da usina, a Tokyo Electric Power Company (TEPCO), não cumpriu os requisitos básicos de segurança, como avaliação de risco, preparação para conter danos colaterais e desenvolvimento de planos de evacuação. Em uma reunião em Viena, três meses após o desastre, a Agência Internacional de Energia Atômica (AIEA) culpou a negligência do Ministério da Economia, Comércio e Indústria do Japão, dizendo que o ministério enfrentava um conflito de interesses inerente como agência governamental encarregada de regular e promover a indústria de energia nuclear. A TEPCO removeu o restante do combustível nuclear das usinas e concluiu a remoção de 1.535 conjuntos de combustível da piscina de combustível irradiado da Unidade 4, em dezembro de 2014 e 566 conjuntos de combustível da piscina de combustível irradiado da Unidade 3 em fevereiro de 2021. A TEPCO planeja remover todas as varetas de combustível das piscinas de combustível usadas das Unidades 1, 2, 5 e 6 até 2031 e remover os restos de combustível fundido remanescentes das contenções do reator das Unidades 1, 2 e 3 até 2040 ou 2050. Um programa contínuo de limpeza intensiva para descontaminar as áreas afetadas e desmantelar a usina levará de 30 a 40 anos.
A zona de exclusão de Fukushima foi designada em um raio de cerca de 20 quilômetros ao redor da usina devido aos altos níveis de radiação resultantes do desastre nuclear. Dentro dela, as atividades humanas foram proibidas ou severamente limitadas devido aos riscos à saúde causados pela radiação, o que resultou na evacuação de milhares de residentes de comunidades, que foram forçados a abandonar suas casas e pertences. No entanto, há sinais da natureza se recuperando com a vegetação tomando conta das áreas urbanas abandonadas. Ao todo, cerca de 110 mil pessoas foram evacuadas das comunidades ao redor da usina devido ao aumento dos níveis externos de radiação ionizante ambiental causada pela contaminação radioativa do ar dos reatores danificados. Grandes quantidades de água contaminada com isótopos radioativos foram liberadas no Oceano Pacífico durante e após o desastre. Michio Aoyama, professor de geociência de radioisótopos no Instituto de Radioatividade Ambiental, estimou que 18 mil terabecquerel (TBq) de césio-137 radioativo foram liberados no Pacífico durante o acidente e, em 2013, 30 gigabecquerel (GBq) de césio-137 ainda estavam fluindo para o oceano todos os dias. Desde então, o operador da usina construiu novos muros ao longo da costa e criou uma área de 1,5 km de "parede de gelo" de terra congelada para interromper o fluxo de água contaminada. A Tepco usa diariamente 400 toneladas de água para refrigerar os reatores destaivados da usina, que posteriormente se tornam radiotivas e são armazenadas em mais de mil tanques construídos no local, onde passam por um processo de purificação. Em agosto de 2013,  verificaram-se vários vazamentos de material radioativo e, ainda, a possibilidade de um grande transbordamento de água contaminada com material radioativo para o Oceano Pacífico.
O acidente nuclear de Fukushima teve várias consequências profundas, abrangendo áreas ambientais, de saúde, sociais e econômicas. O acidente resultou na liberação de substâncias radioativas para o ar e a água, causando contaminação em grande escala. Isso teve impactos ambientais e aumentou as preocupações com a saúde pública. Para evitar exposição à radiação, houve a necessidade de evacuar áreas próximas à usina nuclear. Muitas pessoas foram forçadas a deixar suas casas, e algumas ainda não puderam retornar devido à contaminação persistente. Embora não tenha havido um aumento sensível nas taxas de câncer diretamente atribuíveis ao acidente, houve preocupações sobre a exposição à radiação e seus efeitos a longo prazo na saúde. O estresse psicológico relacionado à evacuação e incerteza sobre o futuro também impactou a saúde mental das pessoas afetadas. O Japão reavaliou sua política energética e reduziu temporariamente sua dependência de energia nuclear. O país aumentou seus investimentos em fontes de energia renovável e buscou maneiras de melhorar a eficiência energética. As investigações apontaram falhas na segurança e na supervisão, nomeadamente falhas na avaliação de riscos e no planejamento de evacuação. A controvérsia envolve o descarte de águas residuais tratadas antes usadas para resfriar o reator, resultando em numerosos protestos em países vizinhos.

## Contexto

### Política energética japonesa (1950-2011)
O Japão começou a investir em energia nuclear nas décadas de 1950 e 1960 como parte de sua estratégia para diversificar sua matriz energética e reduzir a dependência de fontes de energia importadas. O país enfrentava limitações em recursos naturais convencionais, como carvão e petróleo, e procurava alternativas para garantir sua segurança energética.
O desenvolvimento da energia nuclear no Japão acelerou-se nos anos 1960, com a construção das primeiras usinas nucleares. A Usina Nuclear de Tokai, concluída em 1966, foi a primeira a entrar em operação comercial no Japão. Posteriormente, a nação expandiu significativamente seu programa nuclear, construindo diversas usinas em todo o país. A década de 1970 viu um aumento notável no número de reatores nucleares em operação no Japão, impulsionado pelo rápido crescimento econômico e pela demanda crescente por eletricidade. No entanto, o país também enfrentou desafios, incluindo preocupações com segurança e resistência da opinião pública.
A tragédia de Fukushima em 2011, com o acidente na Usina Nuclear de Fukushima Daiichi após um terremoto e tsunami, teve um impacto permanente na política energética japonesa. O país reduziu temporariamente sua dependência de energia nuclear e reavaliou suas opções de energia, considerando uma maior diversificação, incluindo fontes renováveis. Em anos mais recentes, o Japão tem trabalhado para retomar o uso da energia nuclear, mas o processo tem sido gradual, e a discussão em torno da segurança e aceitação pública continua a ser um ponto importante no desenvolvimento futuro da energia nuclear no país.

### Operadora
A Tokyo Electric Power Company, Inc. (TEPCO) é uma empresa de energia elétrica, de capital aberto, sediada em Tóquio, Japão. Fundada em 1951, como uma empresa de energia elétrica no Japão. A formação da TEPCO foi parte de um processo de reestruturação do setor elétrico japonês após a Segunda Guerra Mundial, que visava consolidar várias empresas de energia elétrica regionais em empresas maiores e mais eficientes. Antes da formação da TEPCO, a região metropolitana de Tóquio era atendida por várias empresas de energia elétrica menores e dispersas. A consolidação dessas empresas em uma única entidade, a TEPCO, permitiu uma gestão mais eficiente dos recursos e uma expansão mais coordenada da infraestrutura de energia elétrica na região.
A TEPCO é uma das maiores empresas de serviços públicos do mundo e desempenha um papel fundamental no fornecimento de eletricidade para a região metropolitana de Tóquio e outras partes do Japão. A TEPCO opera uma ampla gama de instalações de geração de energia, incluindo usinas nucleares, usinas termelétricas a carvão e a gás, e usinas hidrelétricas. Antes do desastre de Fukushima em 2011, a empresa era uma das maiores operadoras de energia nuclear do mundo, com várias usinas nucleares em operação, incluindo a Usina Nuclear de Fukushima Daiichi, onde ocorreu o desastre.
Após o desastre nuclear, a TEPCO enfrentou uma série de desafios, incluindo críticas públicas, ações judiciais, pressões regulatórias e demandas por compensação das vítimas do desastre. A empresa foi forçada a assumir a responsabilidade pelos danos causados pelo acidente e a implementar medidas para mitigar os riscos associados à sua operação. Desde então, a TEPCO tem se empenhado em melhorar seus padrões de segurança, reforçar seus protocolos de resposta a emergências e diversificar suas fontes de energia para reduzir sua dependência da energia nuclear. A empresa também tem trabalhado para descomissionar as unidades danificadas na Usina Nuclear de Fukushima Daiichi e para lidar com os desafios associados ao gerenciamento de resíduos radioativos e descontaminação da área afetada pelo desastre.
Após sua fundação, a TEPCO assumiu a responsabilidade pelo fornecimento de eletricidade para a região de Tóquio e áreas circundantes, tornando-se uma das maiores empresas de serviços públicos do Japão. Ao longo dos anos, a empresa expandiu suas operações, construindo e operando uma variedade de instalações de geração de energia, incluindo usinas nucleares, usinas termelétricas a carvão e a gás, e usinas hidrelétricas. Apesar dos desafios enfrentados, a TEPCO continua desempenhando um papel importante no fornecimento de eletricidade para o Japão e se diz comprometida em reconstruir a confiança do público e garantir a segurança e a estabilidade de suas operações.

### Usina e materiais

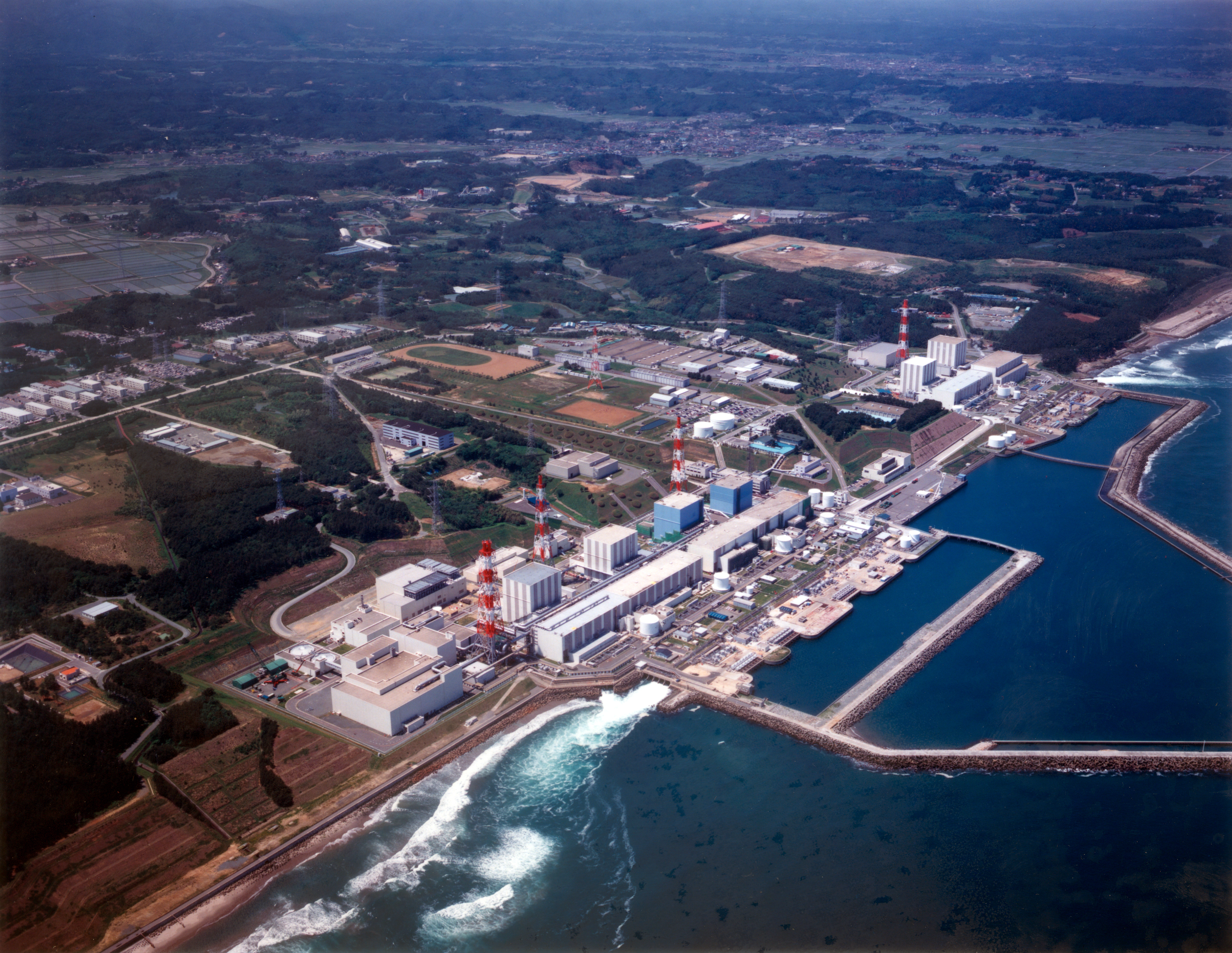
Vista aérea da Central Nuclear de Fukushima Daiichi, na província de Fukushima (Japão). Palco do desastre de 2011 e epicentro da maior crise nuclear do século 21.

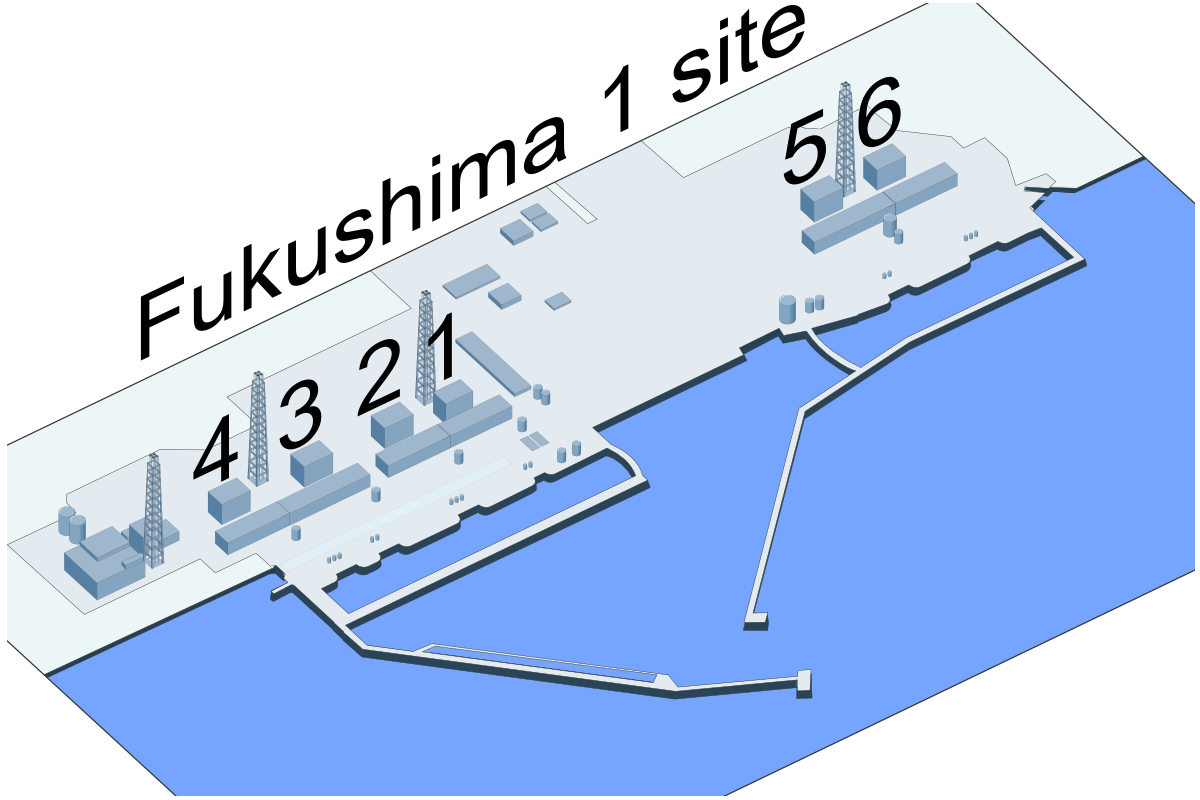
Diagrama representando a planta da Central Nuclear de Fukushima Daiichi. Em evidencia, as unidades 1, 2, 3 e 4 (esquerda) e 5 e 5 (direita). Observe o muro de contenção e quebra mar logo a frente: as ondas do tsunami de 2011 ultrapassarm essa barreira.

A Usina Nuclear de Fukushima Daiichi, onde ocorreu o acidente em 2011, era uma usina nuclear de água fervente (BWR - Boiling Water Reactor). Essa é uma das duas principais categorias de reatores nucleares utilizados comercialmente, sendo a outra a de reatores de água pressurizada (PWR - Pressurized Water Reactor). Em um reator BWR, a água é utilizada como refrigerante e moderador. A água que circula pelo núcleo do reator é aquecida até o ponto de fervura, produzindo vapor que é direcionado para girar as turbinas conectadas a geradores elétricos. Essa é a forma como a energia é gerada em uma usina nuclear desse tipo. Os reatores da Usina Nuclear de Fukushima Daiichi eram da tecnologia BWR-3 e BWR-4, projetados pela General Electric.
O núcleo do reator contém os elementos combustíveis, geralmente feitos de óxido de urânio enriquecido, que são responsáveis por sustentar a reação em cadeia de fissão nuclear. Hastes de controle feitas de materiais absorvedores de nêutrons, como o boro, são inseridas ou removidas do núcleo para controlar a taxa de fissão nuclear e, assim, regular a produção de calor. O sistema primário contém a água que circula pelo núcleo do reator para absorver o calor gerado pela fissão nuclear. A água entra no núcleo como líquido e é vaporizada à medida que absorve o calor. O vapor gerado no núcleo é direcionado para turbinas, onde a energia cinética do vapor é convertida em energia mecânica, que, por sua vez, acionam geradores elétricos para produzir eletricidade. O gerador de vapor é responsável por transferir o calor do sistema primário para o sistema secundário. Ele converte a água que circula no circuito primário em vapor. A turbina é movida pelo vapor gerado no núcleo do reator. A rotação da turbina aciona o gerador elétrico para produzir eletricidade. O vapor, após passar pela turbina, é condensado de volta à água no condensador. Essa água condensada é então retornada ao circuito primário para continuar o ciclo.
Muitos dos componentes internos e revestimento do conjunto de combustível são feitos de uma liga de zircônio (Zircaloy) devido à sua baixa seção transversal de nêutrons. Em temperaturas normais de operação (~300 °C), é inerte. No entanto, acima de 1.200 graus Celsius (2.190 °F), o Zircaloy pode ser oxidado por vapor para formar gás hidrogênio ou por dióxido de urânio para formar urânio metálico. Ambas as reações são exotérmicas. Em combinação com a reação exotérmica do carboneto de boro com o aço inoxidável, essas reações podem contribuir para o superaquecimento de um reator.

### Sistemas de refrigeração
Refrigerar o núcleo de um reator nuclear é essencial para manter a estabilidade e a segurança da operação da usina. O calor é gerado no núcleo do reator devido à fissão nuclear, um processo em que núcleos de átomos são divididos, liberando uma quantidade grande de energia térmica. Este calor intenso pode levar o combustível nuclear e outros componentes a temperaturas extremamente elevadas. Se o núcleo do reator ficar muito quente, pode ocorrer a fusão do combustível nuclear. Isso significa que o material nuclear no núcleo começa a derreter, o que pode resultar em sérias consequências para a integridade do reator e a liberação de materiais radioativos. Se o núcleo do reator entrar em fusão devido ao superaquecimento, há o risco de liberação de materiais radioativos para o ambiente. O resfriamento adequado reduz esse risco, minimizando o potencial de contaminação ambiental. Além do combustível nuclear, outros componentes do reator, como os elementos estruturais e os materiais de revestimento, também podem aquecer durante a operação. O resfriamento evita o sobreaquecimento desses componentes, ajudando a garantir a integridade estrutural e a funcionalidade adequada do reator. Existem diferentes sistemas de resfriamento em usinas nucleares, e a água é frequentemente usada como refrigerante. Em sistemas de água pressurizada (PWR) e água fervente (BWR), a água desempenha papéis cruciais na transferência de calor do núcleo para sistemas de resfriamento secundários. Em caso de emergência, como o desligamento dos sistemas de resfriamento principal, é fundamental ter sistemas de backup para garantir a continuidade do resfriamento e evitar a elevação perigosa da temperatura no núcleo do reator. A dinâmica dos acontecimentos que levaram ao desastre em Fukushima comprometeram severamente todos esses aspectos citados.
A localização de usinas nucleares perto de corpos d'água, como oceanos, rios ou lagos, é uma prática comum por várias razões. No entanto, é importante notar que nem todas as usinas nucleares estão localizadas à beira do oceano, e a escolha do local depende de diversos fatores específicos de cada instalação. Para garantir que os reatores e outros componentes permaneçam dentro de faixas seguras de temperatura, é necessário um sistema eficiente de resfriamento. A água é frequentemente utilizada por suas propriedades químicas e físicas (a absolvição de calor) e por sua abundância natural. A proximidade de grandes corpos d'água facilita a obtenção de água para esse fim. Em caso de emergência, como ocorreu no acidente de Fukushima em 2011, ter acesso a uma fonte de água próxima pode ser crucial para a estabilidade do reator. A água pode ser usada para resfriar o núcleo do reator e prevenir a fusão do combustível nuclear.
No caso de uma situação de emergência, os vasos de pressão do reator (RPV) são automaticamente isolados das turbinas e do condensador principal e, em vez disso, são comutados para um sistema condensador secundário que é projetado para resfriar o reator sem a necessidade de bombas alimentadas por energia externa ou geradores . O sistema do Condensador de Isolamento (IC) envolvia um circuito fechado de refrigeração do vaso de pressão com um trocador de calor em um tanque condensador dedicado. O vapor seria forçado para dentro do trocador de calor pela pressão do reator, e o refrigerante condensado seria realimentado no vaso por gravidade. Cada reator foi inicialmente projetado para ser equipado com dois CIs redundantes, cada um capaz de resfriar o reator por pelo menos 8 horas (nesse ponto, o tanque do condensador teria que ser recarregado). No entanto, foi possível que o sistema IC arrefece o reactor demasiado rapidamente pouco depois do encerramento, o que poderia resultar numa tensão térmica indesejável nas estruturas de contenção. Para evitar isso, o protocolo exigia que os operadores do reator abrissem e fechassem manualmente o circuito do condensador usando válvulas de controle operadas eletricamente.
Após a construção da unidade 1, as seguintes unidades foram projetadas com novos sistemas de resfriamento de isolamento do núcleo do reator de ciclo aberto (RCIC). Este novo sistema utilizou o vapor do vaso do reator para acionar uma turbina que acionaria uma bomba para injetar água no vaso de pressão a partir de um tanque de armazenamento externo para manter o nível de água no vaso do reator e foi projetado para operar por pelo menos 4 horas. (até o esgotamento do líquido refrigerante ou falha mecânica). Além disso, este sistema poderia ser convertido em um sistema de circuito fechado que retira o refrigerante da câmara de supressão (SC) em vez do tanque de armazenamento, caso o tanque de armazenamento esteja esgotado. Embora este sistema pudesse funcionar de forma autônoma sem uma fonte de energia externa (além do vapor do reator), era necessária energia CC para controlá-lo remotamente e receber parâmetros e indicações de energia CA para alimentar as válvulas de isolamento.
Numa situação de emergência em que a energia de reserva no local fosse parcialmente danificada ou insuficiente para durar até que uma ligação à rede à energia externa pudesse ser restaurada, já não era possível confiar nestes sistemas de arrefecimento para arrefecer o reactor de forma fiável. Nesse caso, o procedimento esperado era ventilar tanto o recipiente do reator quanto a contenção primária usando válvulas operadas elétrica ou pneumaticamente, utilizando a eletricidade restante no local. Isto reduziria a pressão do reactor suficientemente para permitir a injecção de água a baixa pressão no reator utilizando o sistema de protecção contra incêndios, a fim de repor a água perdida por evaporação.

## Acidente

Diagrama simplificado da Central Nulcear de Fukushima, evidenciando as Unidades 1, 2, 3, e 4 após sofrerem explosões de Hidrogênio e um incendio na Piscina de Combustivel Irradiado da Unidade 2.

### Dia 1

#### Sismo e tsunami

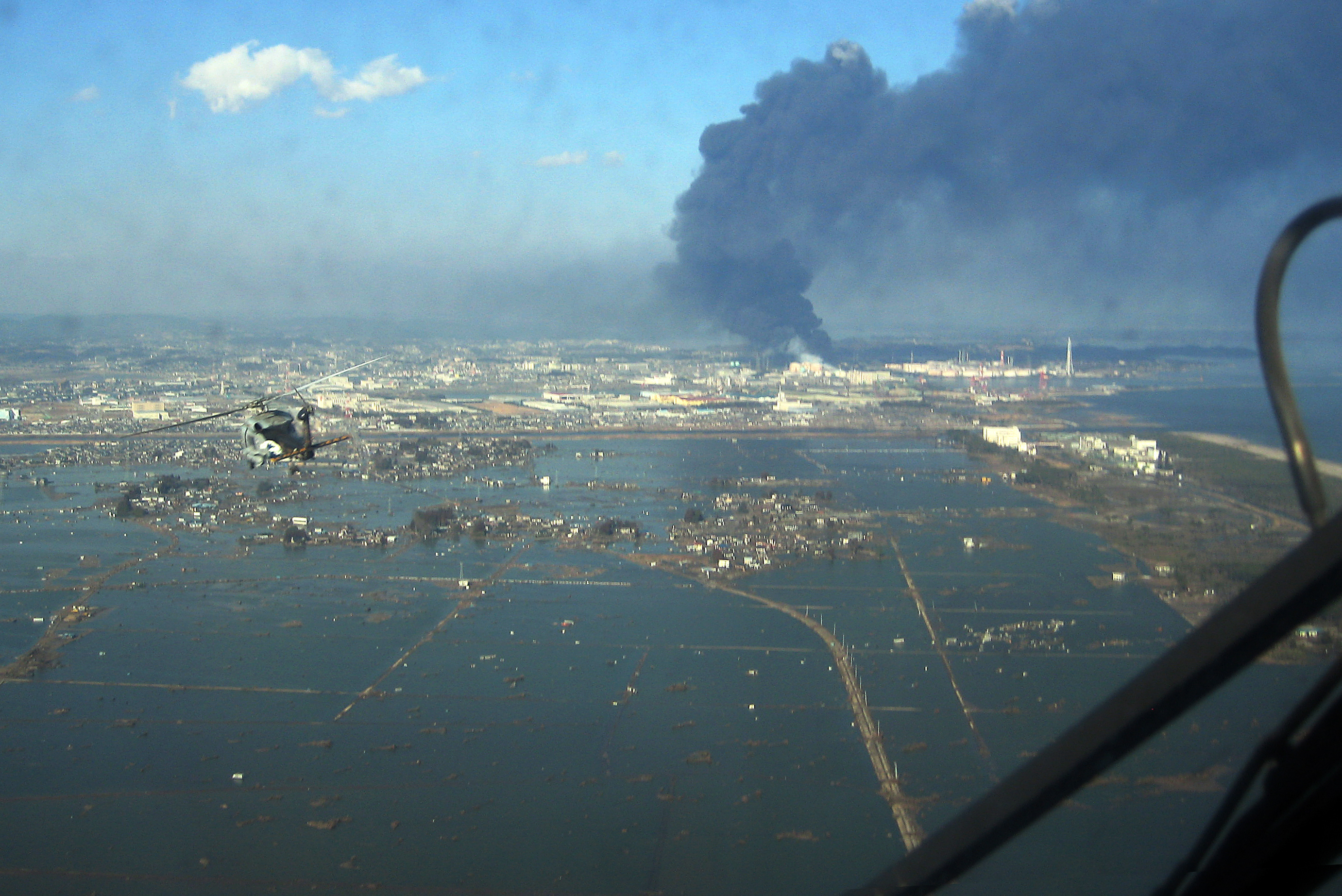
Vista aérea de Sendai em 12 de março de 2011.

Às 14h46m (02:46 UTC-3) um terremoto de magnitude 9,1 atinge a costa da Ilha de Honshu , a uma profundidade de cerca de 24 quilômetros (15 milhas). Os reatores nucleares 1, 2 e 3 da usina Fukushima I são automaticamente desligados pelo tremor. Os reatores nucleares 4, 5 e 6 estavam em manutenção de rotina e não estavam operando (o reator 4 foi descarregado em novembro de 2010). O tremor também cortou a rede elétrica da Usina japonesa; no entanto, geradores a diesel de reserva foram acionados para continuar o resfriamento. Um minuto depois, a reação nuclear parou, mas a geração de calor de decomposição continua.  Outros 3 sismos secundários de magnitude 7,4; 7,9 e 7,7 são registrados entre às 15h:08h e às 15h:27m.
Cerca de 1 minuto mais tarde e, às 15h:27m chega a primeira onda de um total de 7 que viriam a atingir a Usina. Esta onda foi medida pelo marégrafo em 4 m (13 pés) e não superou o projeto do local de 5,7 m (18,7 pés), sendo mitigada pelo paredão. Chegam mais ondas e, em última análise, uma grande onda destrói o marégrafo. O condensador de emergência foi projetado para resfriar o vapor dentro do vaso de pressão do reator nº 1 falha.

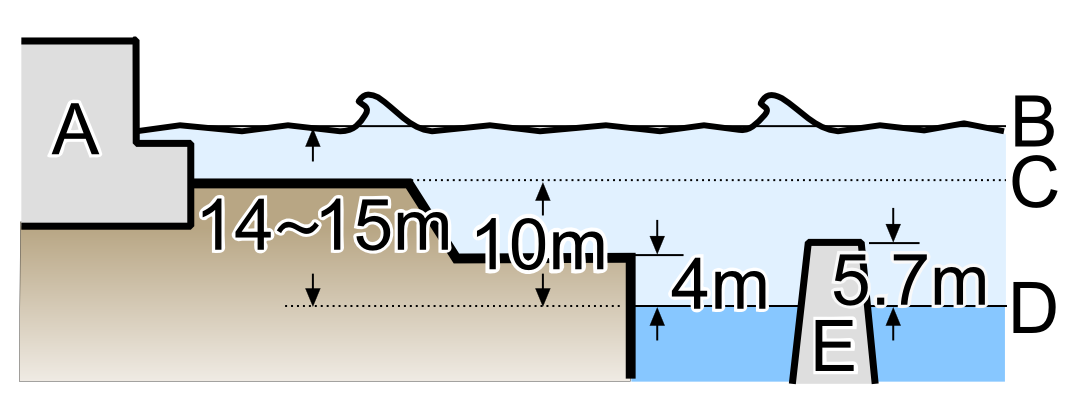
O auge do tsunami que atingiu a estação aproximadamente 50 minutos após o terremoto. (A) Edificios da central elétrica, na qual se encontravam os geradores de emergência; (B) Altura máxima do tsunami; (C) Nível do solo em relação ao mar dos prédios dos reatores; (D) Nível médio do mar e (E) o paredão de bloqueio que deveria ter protegido a usina.

Uma grande onda chega, a altura exata é desconhecida porque o marégrafo falhou após fornecer uma leitura máxima de 7,5 m (24,5 pés). Estimativas baseadas em danos causados pela água em edifícios indicam que pelo menos uma onda chegou à estação de 14 a 15 m aproximadamente (46 a 49 pés). A água subiu sobre o local a uma profundidade de 4 m a 5 m (13 a 16 pés), o edifício do reator da Unidade 1 e a sala da turbina foram os mais baixos em relação ao nível do mar. A água inundou as salas das turbinas através das entradas de ar do gerador, das portas e, quando a onda atingiu a parte traseira do edifício, uma escotilha de acesso. O porão que abriga os geradores a diesel de emergência começa a inundar, estando os geradores localizados no lado voltado para o mar (frente) do porão das salas das turbinas, com quadros adjacentes. A sala de baterias estava localizada abaixo da sala de controle, no porão traseiro da sala das turbinas, com o painel adjacente. As estruturas de captação de água do mar na costa para todas as seis unidades não estão disponíveis devido a danos em bombas, filtros e equipamentos e inundações causadas por falhas elétricas. A onda também arrasta ou danifica os tanques de óleo diesel, localizados abaixo das salas das turbinas, um tanque lavando e bloqueando uma estrada de acesso. Com a perda de toda a fonte de alimentação elétrica, a pulverização do núcleo de baixa pressão, as bombas principais do sistema de remoção de calor residual e injeção de refrigerante de baixa pressão e os sistemas de despressurização automática falharam (a maior parte do núcleo de emergência sistema de refrigeração). Apenas os sistemas de bomba movidos a vapor (condensador de isolamento no reator 1, injeção de refrigerante de alta pressão e sistema de resfriamento de isolamento do núcleo do reator nos reatores 2 e 3) permaneceram disponíveis. Mais tarde, à medida que a temperatura subia, foi iniciado um sistema que usava bombas movidas a vapor e válvulas alimentadas por bateria. A chegada do tsunami impediu os operadores de reiniciar os condensadores de isolamento por mais de 30 minutos. Depois, eles foram operados de forma intermitente. Apesar de terem sido projetados para resfriar a Unidade 1 por pelo menos 8 horas, a operação limitada dos condensadores não reduziu o calor no núcleo e no recipiente de contenção.
Cerca de 5 minutos depois, o fornecimento de energia para o sistema de refrigeração das unidades 1, 3 e 2, respectivamente, foi cortado. Os reatores 1 a 4 perdem a energia CA (da rede externa e dos geradores internos de emergência a diesel) e a energia CC dos bancos de baterias. A sala de controle dos reatores 1 e 2 também perde toda a energia CC. As bombas elétricas de resfriamento falham, as válvulas operadas eletricamente são desativadas e os instrumentos na sala de controle falham. As válvulas do condensador de isolamento (IC) do reator 1 falham – fecham com perda de energia, desativando o sistema de resfriamento do IC. Sem os instrumentos, os funcionários não conseguiam ver valores de pressão e temperatura do núcleo: vitais para operar a usina. O quadro da situação em que o núcleo se encontrava sem refrigeração faz com que a temperatura e a pressão do reator comecem a aumentar.

O Tsunami  destruiu parte de um reservatório de combustível irradiado, ameaçando espalhar material nuclear nos arredores da usina. Segundo uma reportagem posterior do New York Times:
"... no início da crise na sexta-feira, imediatamente após o devastador terremoto, os funcionários da usina de Fukushima concentraram sua atenção em um reservatório danificado de armazenamento de combustível nuclear irradiado no reator nº 2 em Daiichi, disse um executivo nuclear que pediu anonimato... Os danos levaram a administração da usina a desviar grande parte da atenção e da capacidade de bombeamento para aquele reservatório, acrescentou o executivo. O desligamento dos outros reatores prosseguiu mal e os problemas começaram a se espalhar."
Em meio ao caos instalado, não se sabia ainda quais eram as dimensões reais dos estragos e suas eventuais consequências. Muito menos quais medidas tomar. A atenção do governo japonês estava em socorrer as vítimas do terremoto e evacuar as áreas ameaçadas por novos sismos e tsunamis. Assim, a crise começou a se agravar.

#### Crise

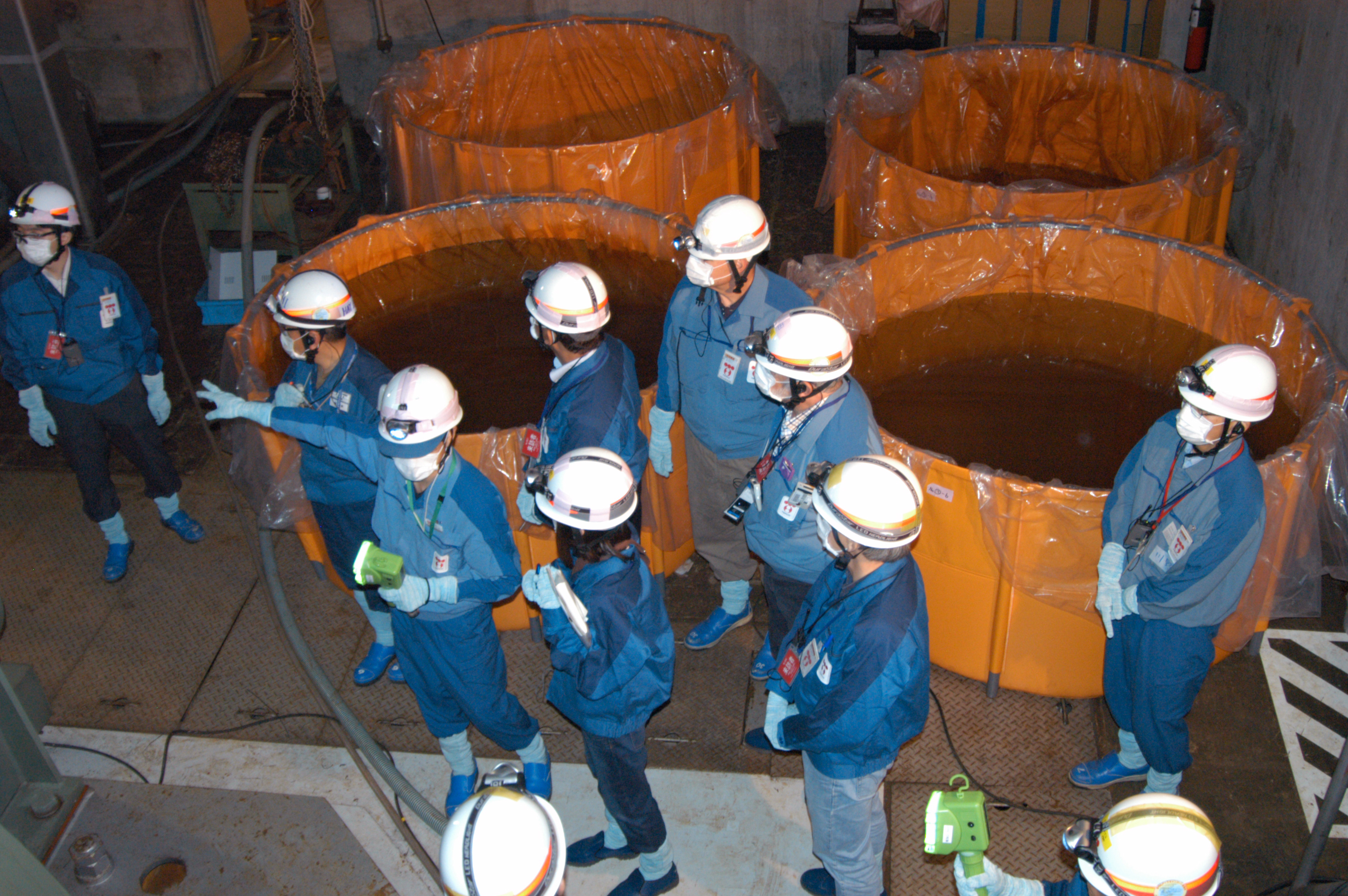
Membros da equipe de investigação da AIEA no Japão examinam a sala do gerador a diesel na Unidade 1 da Usina Nuclear Fukushima Daini em 26 de maio de 2011. A sala foi inundada pela água do mar durante o tsunami de 11 de março, e trabalhadores japoneses transferiram a água para os recipientes mostrados.

Às 16h30m, a Agência de Segurança Nuclear e Industrial do Japão (Nisa) criou uma sede de emergência para coletar informações sobre possíveis danos aos 55 reatores nucleares do país e tomar decisões para amenizar possíveis estragos. A gravidade da situação em Fukushima começa a ser compreendida, mas subestimada pelas autoridades. Sabendo que os geradores de Fukushima estão inoperantes, a Tepco envia geradores à diesel móveis, mas estes demoraram a chegar pela situação caótica nas estradas. Enquanto se debate a situação, duas horas mais tarde, por volta das 18h o nível de água no reator número 1 atinge o topo do núcleo e o combustível começa a ficar exposto. A temperatura começa a aumentar, perigosamente. Os operadores temem uma fusão do núcleo do reator. Se as condições não forem corrigidas e a temperatura continuar a aumentar, os elementos combustíveis podem começar a fundir. Isso significa que o núcleo do reator, que normalmente é composto por barras sólidas de material nuclear, começa a perder sua forma original e a se transformar em uma massa fundida - uma espécie de “lava radioativa”.
Os operadores lutam para iniciar o sistema de refrigeração de emergência, mas ele não funciona. Para resfriar o reator, os operadores recorreram aos sistemas de resfriamento do núcleo de emergência (ECCS) da usina, incluindo os condensadores de isolamento , e aos sistemas de injeção de refrigerante de alta pressão (HPCI). Segundo a NHK , o sistema do condensador de isolamento não havia sido ativado nos últimos 40 anos e ninguém presente jamais testemunhou sua operação. Também foi descoberto posteriormente que a TEPCO havia feito alterações no projeto original do sistema, sem aprovação ou notificação da NISA. Durante a crise, os operadores não sabiam se uma das válvulas do sistema estava aberta ou fechada.  O reator número 1 se transforma no epicentro da crise de Fukushima.
Às 19 horas, o secretário-chefe de gabinete, Yukio Edano, anunciou que o primeiro-ministro Naoto Kan declarou "status de emergência nuclear". As autoridades garantem às pessoas que este é um procedimento padrão em eventos como este e que nenhum material radioativo foi detectado na área ao redor da usina. Cerca de 30 minutos depois, o combustível nuclear da unidade 1 fica totalmente exposto após vaporizar toda a água dentro do vaso do reator. A temperatura começa a subir perceptivelmente.
A Tepco, sem dar maiores detalhes, avisa o gabinete do primeiro-ministro japonês do risco de um “vazamento radiativo”. Por volta das 21 horas da noite é feito um pronunciamento em rede nacional sobre a evacuação de todos os residentes no raio de 3 quilômetros da central nuclear. Anuncia que a medida é apenas uma “precaução” e que nada é necessário temer. Residentes a um raio de 10 quilômetros são tranquilizados e informados que não precisam se preocupar e podem seguir suas atividades normalmente. Enquanto o pronunciamento estava sendo feito, a Tepco descobriu que a pressão dentro da unidade 1 era o dobro da operacional.
Por volta desta hora, os primeiros grupos geradores móveis chegam ao local, outras unidades chegam durante a noite. Os trabalhadores verificam os motores e o conjunto de manobra na tentativa de reiniciar o resfriamento dos reatores, os testes revelam que as bombas de controle de líquido de reserva (SLC) da Unidade 2 não estão danificadas, o primeiro gerador móvel é colocado adjacente à Unidade 2 e os trabalhadores começam a passar o cabo para a distribuição da bomba SLC painel.
À meia-noite, os níveis de água no reator estavam caindo e a TEPCO alertou sobre a possibilidade de liberações radioativas. Nas primeiras horas de 12 de março, a TEPCO informou que os níveis de radiação estavam aumentando no edifício da turbina da Unidade 1. Os operadores estavam considerando liberar parte da pressão crescente para a atmosfera, o que poderia resultar na liberação de material combustível radioativo, mas não poderiam fazer enquanto as áreas ao redor não fossem evacuadas. O problema é que grande parte da população ainda se encontrava ignorante sobre as reais proporções da crise e, mesmo que a evacuação começasse naquele momento, demoraria muito, levando em conta a situação caótica nas estradas que o tsunami não conseguiu destruir.
A resistência à pressão de uma usina nuclear pode variar dependendo do projeto específico da usina e das características de seus componentes. Os reatores nucleares são construídos para suportar pressões muito grandes para garantir a segurança operacional. A pressão nominal em um reator nuclear, conhecida como pressão de trabalho, é geralmente medida em megapascals (MPa) ou pascal (Pa), dependendo do contexto. Em usinas nucleares típicas, a pressão de trabalho no circuito primário, onde a água é usada para transferir o calor gerado no núcleo do reator, pode variar. Um exemplo comum seria uma pressão da ordem de 15 a 16 megapascals (MPa), ou seja, cerca de 150 a 160 vezes a pressão atmosférica ao nível do mar. Entretanto, esses valores podem variar com base no projeto específico da usina e nas normas de segurança estabelecidas pelas autoridades reguladoras. Os sistemas de contenção e os vasos de pressão que abrigam o núcleo do reator são construídos para suportar essas pressões e garantir a contenção efetiva em caso de emergência. Sem eletricidade, necessária para bombas de água e ventiladores, o aumento do calor dentro da área de contenção levou ao aumento da pressão. Operadores temem pela integridade do prédio de contenção. Construído de aço e concreto armado, o prédio de contenção é projetado para suportar uma determinada pressão (geralmente, até 500 MPa), mas não se sabia ainda se o terremoto havia de alguma forma comprometido a estrutura do edifício. Se este fosse o caso, havia a possibilidade de ter sua capacidade de resistência à pressão ligeiramente reduzida.

### Dia 2

#### Derretimento do núcleo
Às 05h:44m o governo japonês volta atrás no que disse anteriormente e amplia a zona de evacuação de 3 para 10 quilômetros. A medida foi uma resposta à iminente necessidade de liberação de vapor do reator 1 de Fukushima. Nos reatores da usina, os elementos combustíveis são revestidos com zircônio, que é um material resistente à corrosão que é usado para manter os elementos combustíveis isolados do sistema de refrigeração. No entanto, quando ocorreu a perda de resfriamento, a temperatura elevada causou a degradação térmica do revestimento de zircônio. O zircônio, ao entrar em contato com o vapor d'água em altas temperaturas, reage exotermicamente, liberando hidrogênio gasoso que é inflamável. Uma vez que esta é uma reação exotérmica (ou seja, que libera calor), contribui também para que a temperatura se eleve.
Já pelas primeiras horas do dia 12 de março, o núcleo do reator provavelmente já estava fundido,após atingir uma temperatura de mais de 2300ºC e se misturou com o material da estrutura para formar uma espécie de magma chamado “cório”. A mistura se derramou no fundo do vaso do reator. De acordo com autoridades japonesas, o calor do magma fez com que ele perfurasse o recipiente antes de cair no porão de concreto do vaso de contenção. O núcleo fundido do reator libera elementos e compostos voláteis. Estes podem ser fase gasosa, como iodo molecular ou gases nobres, ou partículas condensadas de aerossol após deixarem a região de alta temperatura. Uma alta proporção de partículas de aerossol se origina dos materiais da haste de controle do reator. Os compostos gasosos podem ser adsorvidos na superfície das partículas de aerossol. Assim, a radiação passa a ser detectada nos arredores da usina. Técnicos entraram no que parecia ser Césio-137 e Iodo-131. Durante um derretimento, a temperatura das barras de combustível aumenta e elas podem deformar-se, no caso do revestimento de zircaloy, acima de 700-900 °C. Se a pressão do reator for baixa, a pressão dentro das barras de combustível rompe o revestimento da barra de controle. Condições de alta pressão empurram o revestimento sobre os pellets de combustível, promovendo a formação de dióxido de urânio – zircônio eutético com ponto de fusão de 1.200–1.400 °C. A explosão de vapor resultante do contato do cório com a água do fundo do reator pode dispersar os materiais e formar projéteis que podem danificar o recipiente de contenção por impacto. Picos de pressão subsequentes podem ser causados pela combustão do hidrogênio liberado.
Uma vez que a estrutura do núcleo foi comprometida, material radioativo já havia contaminado todo o sistema de refrigeração primário. Toda a água pressurizada usada para resfriar o núcleo e o vaso do reator se encontrava altamente radiativa. Naturalmente, o vapor gerado pelo superaquecimento já tinha taxas de radiação intoleráveis. O vapor corria pelas tubulações da usina, cujo ambiente já começava a se aquecer, enquanto a concentração de hidrogênio se acentua à medida que o Zircônio superaquecido reagir quimicamente com o vapor pressurizado. Quando em contato com o oxigênio, o hidrogênio se torna perigosamente explosivo, mas o vaso de contenção era preenchido com nitrogênio inerte para evitar uma reação química violenta e inflamável. Água pingava e os medidos espalhados pelos prédios começaram a mostrar quantidades expressivas de radioatividade. A liberação controlada de vapor parecia uma medida lógica a ser tomada para evitar o comprometimento e colapso do vaso de contenção, que a esta altura já suportava uma pressão quase 3 vezes a de operação normal.

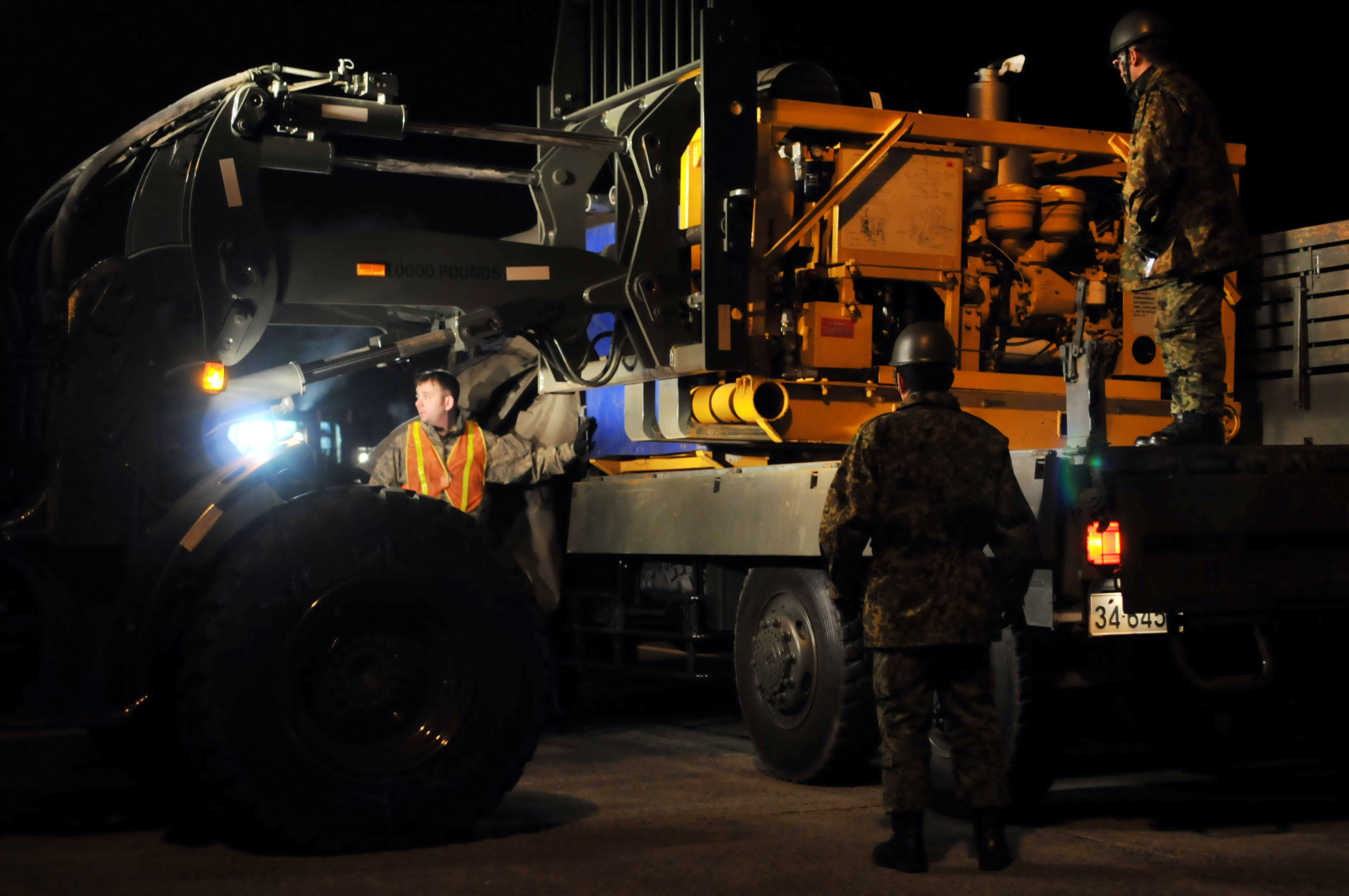
Membros da Força Aérea dos Estados Unidos e membros da Segurança Civil Japonesa carregam em um caminhão uma bomba de alto fluxo fornecida pelos Estados Unidos.

O primeiro-ministro Naoto Kan perguntou ao diretor da Daiichi, Masao Yoshida, por que seus trabalhadores não estavam abrindo as válvulas para liberar a pressão crescente do vapor dentro do reator. Yoshida respondeu que não podiam abrir as válvulas elétricas por causa da falha de energia e a radiação era muito alta para enviar trabalhadores para abrir manualmente as válvulas. No entanto, com a pressão e as temperaturas continuando a subir, às 09h15m, a TEPCO enviou trabalhadores para iniciar a abertura manual das válvulas. A alta radiação retardou o trabalho e as válvulas só foram abertas às 14h30m. A liberação controlada de vapor começou por volta das 14h:00m e foi uma medida adotada para aliviar a pressão excessiva no interior dos reatores nucleares. A elevação da pressão dentro dos reatores foi um resultado direto da perda dos sistemas de resfriamento após o terremoto e o tsunami. Quando os sistemas normais de resfriamento falharam, a água utilizada para resfriar os reatores começou a evaporar, resultando na acumulação de vapor. Isso levou a um aumento significativo da pressão dentro dos vasos de contenção onde os reatores estão localizados. A pressão excessiva representa uma ameaça à integridade estrutural do reator e ao sistema de contenção, podendo levar a danos sérios. Para evitar a ruptura do vaso de contenção, foi decidido liberar controladamente o vapor contendo produtos radioativos para o meio ambiente. Essa liberação foi uma ação de mitigação para reduzir a pressão interna do reator e impedir danos mais graves. Este procedimento deveria ser automatizado, mas como a usina ainda estava sem energia, precisou ser feito manualmente, com operadores descendo até a casa de máquinas e expostos a altos níveis de radiação. O vapor do vaso começou a ser drenado para a piscina do poço úmido por meio de canaletas de ventilação usadas para a troca de “vapor-água”. A água líquida dentro do poço úmido funcionou como uma espécie de “filtro”, dissolvendo boa parte das partículas radioativas enquanto o vapor em ebulição se acumulava acima do nível da água. É importante observar que a decisão de liberar vapor foi tomada como uma medida de emergência para evitar danos estruturais e, portanto, não causar danos ainda mais graves. Essas liberações controladas, no entanto, contribuíram para a liberação de materiais radioativos no meio ambiente, e foram parte dos eventos que levaram à classificação do acidente como nível 7 na Escala Internacional de Acidentes Nucleares (INES).

#### Primeira explosão

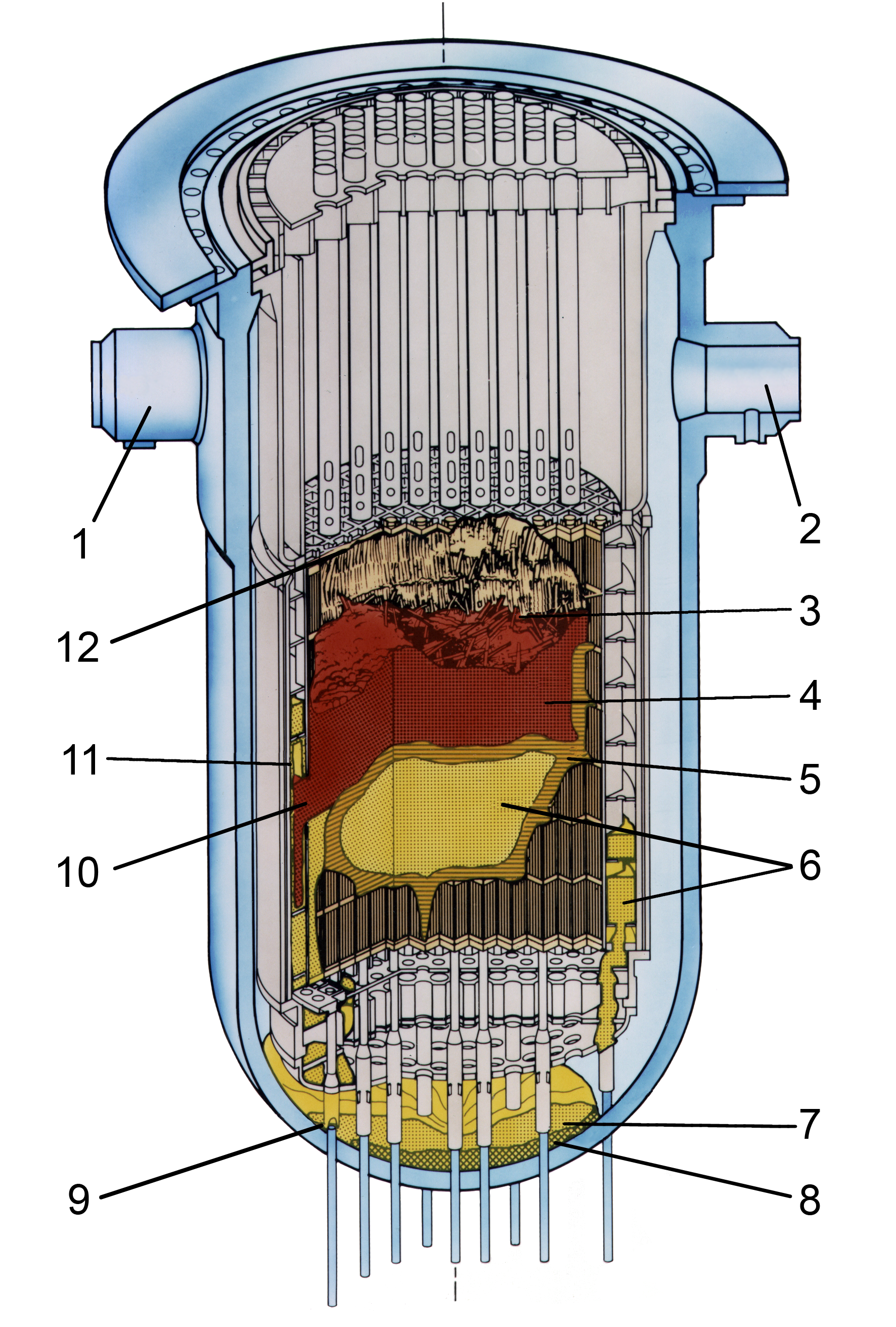
Este infógrafico ilustra o derretimento do núcleo de um reator nuclear dentro do vaso do Vaso de Pressão do reator (do colapso de Thee Mile Island). (1 e 2) entrada e saída de água de resfriamento; (6) combustivel nuclear fundido; (10) rompimento do vaso e (7) material fundido que despencou para o fundo do vaso.

Houve problemas com o sistema de condensação de emergência no Reator 1. O condensador de emergência é um componente crucial projetado para ajudar a reduzir a pressão no reator ao condensar o vapor gerado durante uma situação de emergência. Após o terremoto e o tsunami, os sistemas de resfriamento dos reatores foram severamente comprometidos, levando à perda de água de resfriamento e, subsequentemente, ao aumento da pressão no núcleo do Reator 1. Em uma tentativa de aliviar a pressão, os operadores da usina estão empenhados em usar o sistema de condensação de emergência. O condensador de emergência é um dispositivo de resfriamento do reator que guia o vapor dentro do reator para tubos finos em uma piscina fora do recipiente de contenção, resfria-o e o retorna ao reator para injetar água. Ele não requer energia, como bombas. circulação natural. Devido à sua estrutura, o condensador de emergência é equipado com um dispositivo de segurança que fecha automaticamente a válvula e interrompe a operação quando há falta de energia, mas os trabalhadores de campo na sala de controle principal das Unidades 1 e 2 não têm experiência na operação de CIs. Ninguém sabia disso. De acordo com um relatório da Comissão Governamental de Investigação de Acidentes, quando toda a energia é perdida devido ao tsunami, das quatro válvulas do IC, as válvulas 2 e 3 na parte externa do recipiente de contenção fecham e as válvulas 1 e 4 na parte interna do fechamento do navio de contenção. Durante a operação, a fonte de energia foi perdida, resultando em um estado "intermediário aberto " . Após a queda de energia, o display do painel de controle da sala de controle central apagou e o IC não pôde mais ser operado, mas a bateria se recuperou temporariamente e as válvulas 2 e 3 mostraram-se fechadas. Como resultado, os trabalhadores perceberam que um dispositivo de segurança havia sido ativado e a válvula estava fechada, então acionaram o painel de controle para abri-la. No entanto, como não puderam confirmar visualmente o vapor que deveria ser gerado durante a operação, eles estavam erroneamente preocupados que a "queima a seco" pudesse danificar o condensador de emergência e liberar materiais radioativos. Por volta das 18h25 do dia anterior, a válvula 3 foi fechada novamente para parar o IC. Na realidade, o condensador de emergência não é danificado pela queima a seco, mas os trabalhadores de campo não compreenderam isto. Depois disso, a luz indicadora do painel de controle estava prestes a apagar novamente, e pensando que se apagasse seria impossível reiniciar, a válvula foi aberta novamente por volta das 21h30. fora e tornou-se inoperável.
Às 15h:46m aconteceu uma enorme explosão no prédio da unidade 1 de Fukushima. A explosão arrebentou a estrutura de concreto armado e aço do vaso de contenção e espalhou destroços altamente contaminados por todo o terreno da usina. As paredes laterais do nível superior foram destruídas, deixando no lugar apenas as grades verticais com estrutura de aço. Apesar dos danos, as paredes restantes estavam relativamente intactas em comparação com explosões posteriores nas Unidades 3 e 4. A princípio, a estrutura do vaso do reator dentro do qual se encontrava o núcleo já derretido estava intacta - o que poupou um vazamento muito mais expressivo de radioatividade - mas a explosão destruiu o teto do prédio abaixo do qual ficava a piscina estava armazenado toneladas de combustível já irradiado. A força da explosão deslocou uma grande quantidade de destroços que atingiu a equipe que trabalhava na refrigeração dos vizinhos reatores 2 e 3. Vários funcionários saíram feridos (alguns severamente) ao serem alvejados por escombros. A roupa de proteção que muitos deles usavam foi danificada, permitindo que o corpo deles entrassem em contato com partículas radioativas dissolvidas no vapor d’água. Os medidores de radiação que eles portavam, imediatamente, soaram alarmes avisando que atingiram uma dose crítica de radioatividade. Os produtos da fissão nuclear libertados pelo reator, especialmente o iodo-131 radioativo, levaram as autoridades japonesas a distribuir pastilhas de iodo aos residentes próximos.

### Dia 3

#### Colapso no reator 3
Embora a energia CA tenha sido perdida no terremoto, alguma energia CC ainda estava disponível na unidade 3 e os trabalhadores puderam confirmar remotamente que o sistema RCIC continuava a resfriar o reator. No entanto, sabendo que o seu fornecimento de CC era limitado, os trabalhadores conseguiram prolongar o fornecimento de CC de reserva para cerca de 2 dias, desligando equipamentos não essenciais, até que baterias de substituição foram trazidas de uma central eléctrica vizinha na manhã do dia 13 (com 7 horas entre perdas). Às 11h36 do dia seguinte, após 20,5 horas de operação, o sistema RCIC falhou. Em resposta, o sistema de injeção de refrigerante de alta pressão (HPCI) foi ativado para aliviar a falta de resfriamento enquanto os trabalhadores continuavam tentando reiniciar o RCIC. Além disso, o sistema FP foi utilizado para pulverizar o PCV (principalmente o SC) com água, a fim de retardar o aumento das temperaturas e pressões do PCV.
Na manhã do dia 13 (02h:42m), após a energia DC ter sido restaurada por novas baterias, o sistema HPCI apresentou sinais de mau funcionamento. A válvula de isolamento HPCI não foi ativada automaticamente ao atingir uma determinada pressão. Em resposta, os trabalhadores decidiram desligar o HPCI e iniciar a injeção de água através do equipamento de combate a incêndios de baixa pressão. Contudo, os trabalhadores descobriram que o SRV não operou para aliviar a pressão do vaso do reator, a fim de permitir a injeção de água pelo DDFP. Em resposta, os trabalhadores tentaram reiniciar os sistemas HPCI e RCIC, mas ambos não conseguiram reiniciar. Após esta perda de resfriamento, os trabalhadores estabeleceram uma linha de água a partir do poço da válvula para injetar água do mar no reator ao lado da unidade 2. No entanto, a água não pôde ser injetada devido às pressões do vaso de pressão do reator que excedem a capacidade da bomba. Da mesma forma, também foram feitos preparativos para ventilar a unidade 3 PCV, mas a pressão da PCV não foi suficiente para romper o disco de ruptura.
Por volta das 5h30m da manhã o núcleo do reator 3 começou a derreter de modo semelhante ao da unidade 2. Ao longo das próximas horas, as barras iriam se deformar e derreter. Por fim, a massa liquefeita caiu no fundo do vaso do reator, provavelmente fervendo violentamente uma considerável quantidade de água salgada anteriormente infectada no sistema. Após evaporar toda a água, o cório começou a perfurar o fundo do vaso do reator.
Mais tarde naquela manhã (9h:08m), os trabalhadores conseguiram despressurizar o reator operando a válvula de segurança com baterias coletadas em automóveis próximos. Isto foi logo seguido pelo rompimento do disco de ruptura da linha de ventilação e pela despressurização da PCV. Infelizmente, a ventilação foi rapidamente interrompida por uma válvula de isolamento pneumática que fechou no caminho de ventilação devido à falta de ar comprimido, e a ventilação só foi retomada 6 horas depois, quando um compressor de ar externo pôde ser instalado. Apesar disso, a pressão do reator foi imediatamente baixa o suficiente para permitir a injeção de água (água doce borada, conforme solicitado pela TEPCO) usando o sistema FP até que os tanques FP de água doce se esgotarem, momento em que o refrigerante injetado foi trocado para água do mar a partir do poço da válvula.
Foi relatado que um derretimento parcial seria possível na unidade 3. Às 13h00m, os reatores 1 e 3 são ventilados para liberar a sobrepressão e então reabastecidos com água e ácido bórico para resfriamento e para inibir outras reações nucleares. Enquanto isso, a Unidade 2 possivelmente estava com nível d' água abaixo do normal, mas foi considerada estável; embora a pressão dentro do recipiente de contenção fosse alta.

Mapa geral mostrando evacuação e progressão de outras zonas e níveis de radiação selecionados.

A Unidade 2 possivelmente estava com nível de água abaixo do normal, mas foi considerada estável; embora a pressão dentro do recipiente de contenção fosse alta. A Agência Japonesa de Energia Atômica anunciou que estava classificando a situação na unidade 1 como nível 4 (um acidente com consequências locais) na Escala Internacional de Eventos Nucleares e Radiológicos.

### Dia 4

#### Resfriamento do reator 3
Após o SCRAM do reator, os operadores ativaram o sistema de resfriamento de isolamento do núcleo do reator (RCIC) e o sistema de remoção de calor residual e os sistemas de pulverização do núcleo foram disponibilizados para resfriar a piscina de supressão; se eles foram ativados antes do tsunami, não ficou claro. As bombas RHRS e CS foram desativadas pelo tsunami. Com a energia restante da bateria CC, o RCIC continuou a manter o nível da água estável e os operadores mudaram para o sistema de injeção de líquido refrigerante de alta pressão (HPCI) quando o nível da água começou a cair. Em 13 de março, o sistema HPCI falhou, cuja razão não é totalmente clara devido à indisponibilidade de instrumentação. Acredita-se que seja devido à perda de energia CC devido ao esgotamento das baterias ou à queda da pressão do reator abaixo do nível em que ele pode operar. Os operadores não conseguiram reiniciá-lo porque as baterias estavam esgotadas. Depois disso, os operadores não conseguiram iniciar o sistema RCIC e começaram a injetar água do mar. Embora não estivesse claro na época, parte do combustível do Reator 3 aparentemente derreteu cerca de sessenta horas após o terremoto (na noite de 12 para 13).
No início de 13 de Março, um funcionário da Agência Japonesa de Segurança Nuclear e Industrial (NISA) disse numa conferência de imprensa que o sistema de refrigeração de emergência da Unidade 3 tinha falhado, estimulando uma busca urgente por um meio de fornecer água de refrigeração ao recipiente do reactor para evitar um derretimento do núcleo do reator. Às 05h38 não havia como adicionar refrigerante ao reator, devido à perda de potência. O trabalho para restaurar a energia e aliviar a pressão excessiva continuou. A certa altura, os três primeiros metros das barras de combustível de urânio/ óxido misto ( MOX ) não estavam cobertos por líquido refrigerante.

#### Segunda explosão

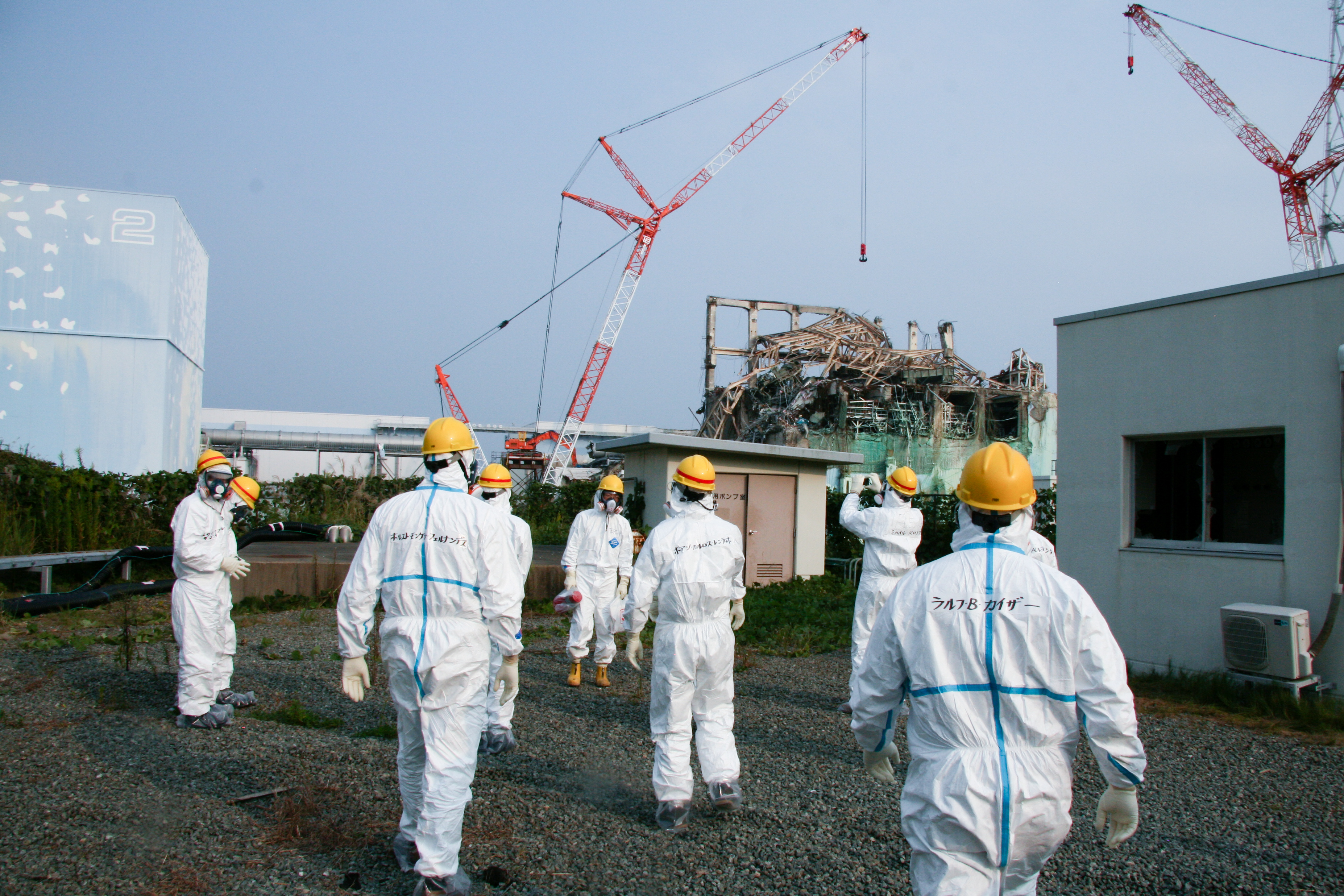
Técnicos da Agência Internacional de Energia Atômica examinam a Unidade 3 da Central Nuclear de Fukushima I após a explosão em 15 de março de 2011

No dia 14 de março de 2011, a usina nuclear de Fukushima Daiichi enfrentou uma explosão devastadora no reator 3, logo após o terremoto e o tsunami que atingiram o Japão. A explosão ocorreu as 11h:01m devido ao acúmulo de hidrogênio dentro do edifício do reator, que foi gerado como resultado das reações nucleares no núcleo do reator. Aqui está uma descrição mais detalhada do evento. O hidrogênio liberado se acumulou no edifício do reator devido à falha no sistema de ventilação, que normalmente removeria o gás para evitar a acumulação perigosa. O hidrogênio é altamente inflamável e, quando se mistura com o ar em uma certa concentração, pode se tornar explosivo. A explosão ocorreu quando o hidrogênio acumulado atingiu uma concentração explosiva dentro do edifício do reator e entrou em contato com uma fonte de ignição, como faíscas elétricas ou calor extremo. A força da explosão danificou severamente o edifício do reator, lançando detritos e materiais radioativos na área circundante. A explosão causou danos significativos ao reator e às estruturas adjacentes, aumentando o risco de liberação de materiais radioativos na atmosfera e no ambiente circundante. Apesar dos danos, o vaso de contenção do reator, uma estrutura projetada para conter a pressão e os materiais radioativos em caso de acidente nuclear, permaneceu intacto. Os trabalhos para restabelecer o resfriamento da água do mar diretamente do oceano começaram duas horas depois, e o resfriamento da unidade 3 foi retomado à tarde (aproximadamente às 16h00) e continuou até que o resfriamento fosse perdido mais uma vez como resultado da evacuação do local no dia 15.
A explosão foi maior que a da Unidade 1 e foi sentida a 40 quilômetros de distância. As leituras de pressão dentro do reator permaneceram estáveis em cerca de 380 kPa às 11h13 e 360 kPa às 11h55, em comparação com níveis nominais de 400 kPa e um máximo registrado de 840 kPa. A injeção de água continuou. Foram registradas taxas de dose de 0,05 mSv / h na sala de serviço e de 0,02 mSv/h na entrada da planta. Onze pessoas ficaram feridas na explosão. A TEPCO e a NISA anunciaram que quatro funcionários da TEPCO, três funcionários subcontratados e quatro soldados da Força de Autodefesa ficaram feridos. Seis militares da Unidade Central de Defesa de Armas Químicas Biológicas Nucleares da Força de Autodefesa Terrestre, liderada pelo Coronel Shinji Iwakuma, tinham acabado de chegar fora do reator para borrifá-lo com água e estavam saindo de seus veículos quando o ocorreu uma explosão. Iwakuma disse mais tarde que a TEPCO não os informou que havia perigo de explosão de hidrogênio no reator, acrescentando: "A Tokyo Electric estava desesperada para estabilizar (a usina), então não estou zangado com eles. Se houver uma possibilidade de uma explosão, eu ficaria relutante em enviar meus homens para lá."

#### Colapso da Unidade 2
Por volta das 20h:00m, comeram os danos no núcleo da Unidade 2. A Unidade 2 foi o único outro reator operacional que sofreu perda total de energia CA e CC. Antes do apagão, o RCIC funcionava conforme projetado, sem a necessidade de intervenção do operador. A válvula de alívio de segurança (SRV) liberaria intermitentemente vapor diretamente no toro de supressão do PCV em sua pressão projetada e o RCIC reabasteceria adequadamente o líquido refrigerante perdido. Contudo, após o apagão total da unidade 2, os operadores da central (semelhante à unidade 1) assumiram o pior cenário e prepararam-se para um incidente LOC. Porém, quando uma equipe foi enviada para investigar o estado do RCIC da unidade 2 na manhã seguinte (02h55), eles confirmaram que o RCIC estava operando com a pressão do PCV bem abaixo dos limites de projeto. Com base nessas informações, os esforços foram concentrados na unidade 1. No entanto, o tanque de armazenamento de condensado de onde o RCIC retira água estava quase esgotado no início da manhã e, portanto, o RCIC foi reconfigurado manualmente às 05:00 para recircular a água do sistema de supressão. câmara em vez disso. As barras de combustível ficaram totalmente expostas por 140 minutos e havia risco de derretimento do núcleo. Foi relatado que os indicadores do nível de água do reator mostravam valores mínimos possíveis às 19h30m  de 14 de março. Entretanto, as taxas de dose de radiação medidas no portão da central (às 21h:37m) atingiram um máximo de 3,13 m Sv /h, o que foi suficiente para atingir o limite anual para trabalhadores não nucleares em vinte minutos. Esses níveis diminuíram posteriormente quando outra medição feita às 22h35 mostrou uma leitura mais baixa de 0,326 mSv/h. Ao mesmo tempo, os trabalhadores conseguiram reabastecer metade do reator com água, mas partes das hastes ainda estavam expostas e os técnicos não puderam descartar a possibilidade de algumas terem derretido. Acreditava-se que por volta das 23h JST, as barras de combustível de 4 m de comprimento no reator foram totalmente expostas pela segunda vez.

### Dia 5

#### Terceira explosão

Pico de radiação durante a explosão da Unidade 2.

A Unidade 2 foi o único outro reator operacional que sofreu perda total de energia CA e CC. Antes do apagão, o RCIC funcionava conforme projetado, sem a necessidade de intervenção do operador. A válvula de alívio de segurança (SRV) liberaria intermitentemente vapor diretamente no toro de supressão do PCV em sua pressão projetada e o RCIC reabasteceria adequadamente o líquido refrigerante perdido. Contudo, após o apagão total da unidade 2, os operadores da central (semelhante à unidade 1) assumiram o pior cenário e prepararam-se para um incidente LOC. Porém, quando uma equipe foi enviada para investigar o estado do RCIC da unidade 2 na manhã seguinte (02h55), eles confirmaram que o RCIC estava operando com a pressão do PCV bem abaixo dos limites de projeto. Com base nessas informações, os esforços foram concentrados na unidade 1. No entanto, o tanque de armazenamento de condensado do qual o RCIC retira água estava quase esgotado no início da manhã e, portanto, o RCIC foi reconfigurado manualmente às 05:00 para recircular a água do sistema de supressão da câmara em vez disso.
No dia 13, a unidade 2 foi configurada para ventilar a PCV automaticamente (abrindo manualmente todas as válvulas, deixando apenas o disco de ruptura) e foram feitos preparativos para injetar água do mar do poço da válvula através do sistema FP caso fosse necessário. No entanto, como resultado da explosão na unidade 3 no dia seguinte, a configuração de injeção de água do mar foi danificada e a válvula de isolamento da ventilação PCV foi encontrada fechada e inoperante. Naquele dia, a unidade 2 foi configurada para ventilar a PCV automaticamente (abrindo manualmente todas as válvulas, deixando apenas o disco de ruptura) e foram feitos preparativos para injetar água do mar do poço da válvula através do sistema FP caso fosse necessário. No entanto, como resultado da explosão na unidade 3 no dia seguinte, a configuração de injeção de água do mar foi danificada e a válvula de isolamento da ventilação PCV foi encontrada fechada e inoperante. Às 13h do dia 14, a bomba RCIC da unidade 2 falhou após 68 horas de operação contínua. Sem nenhuma maneira de ventilar o PCV, em resposta, foi elaborado um plano para retardar a falha de contenção, ventilando o recipiente do reator para dentro do PCV usando o SRV, a fim de permitir a injeção de água do mar no recipiente do reator.
Depois que a Unidade 3 explodiu a partir do gás hidrogênio acumulado, os detritos abriram buracos nas paredes da Unidade 2. Inicialmente, esperava-se que esses buracos liberassem qualquer gás hidrogênio vindo da Unidade 2 e evitassem uma explosão semelhante. Infelizmente, isso não se concretizou, pois uma explosão foi ouvida após as 06h14 JST do dia 15 de março na Unidade 2, possivelmente danificando o sistema de supressão de pressão na parte inferior do recipiente de contenção. O nível de radiação foi relatado como excedendo o limite legal, e o operador da usina começou a evacuar todos os trabalhadores não essenciais da usina. Apenas uma tripulação mínima de 50 homens, também conhecida como "Os 50 de Fukushima", foi deixada no local.  Logo depois, as taxas de dose equivalente de radiação aumentaram para 8,2 mSv/h cerca de duas horas após a explosão e novamente caíram para 2,4 mSv/h, pouco depois.
A explosão danificou a piscina de condensação do vaso de contenção do reator 2 de Fukushima I destinado a absorver sobrepressões de vapor. Embora admitissem que a piscina de supressão no fundo do navio de contenção tinha sido danificada na explosão, causando uma queda de pressão ali, as autoridades nucleares japonesas enfatizaram que a contenção não tinha sido violada como resultado da explosão e não continha buracos óbvios. Imagens tiradas por uma inspeção robótica em 2012 revelaram posteriormente danos superficiais à tubulação, mas mostram que a superfície externa do toro está em condições normais. Os potenciais pontos de ruptura das tampas dos bueiros também foram encontrados intactos.

#### Colapso da unidade 4

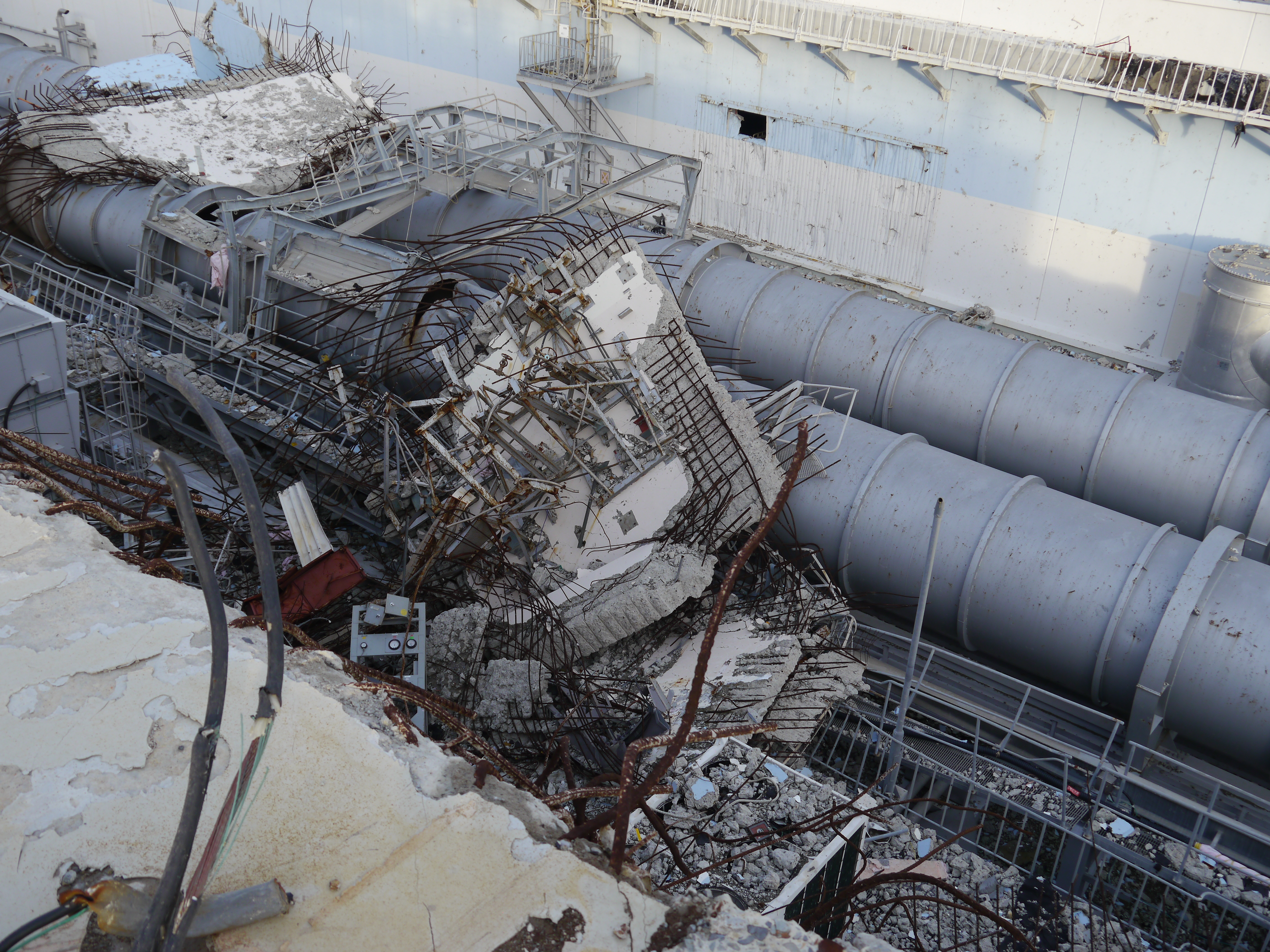
Escombros dos andares superiores da Unidade 4 ejetados pela força da explosão de hidrogênio. Toneladas de concreto e ferro altamente contaminados foram arremessados nos arredores da Usina. Os escombros foram cortados para preparar a construção de uma nova cobertura, para que o combustível possa ser transportado do reservatório de combustível irradiado da unidade para um reservatório comum.

Poucos minutos depois, foi a vez da Unidade 4. Aproximadamente às  6h JST do dia 15 de março, uma explosão danificou a área do telhado do 4º andar do reator da Unidade 4, bem como parte da Unidade 3 adjacente. Acredita-se que a explosão tenha sido causada pela ignição de hidrogênio que se acumulou perto do tanque de combustível irradiado, inicialmente pensou-se que o hidrogênio tivesse vindo das barras de combustível armazenadas, mas mais tarde, a TEPCO acreditou que o hidrogênio vinha da Unidade 3.  Um resumo escrito à mão de uma teleconferência, feito por um assessor do então presidente da Comissão Reguladora Nuclear, Gregory Jazcko , afirmou que o combustível poderia ter sido ejetado do tanque de combustível irradiado da Unidade 4 durante esta explosão; mais tarde descobriu-se que isso estava errado. Relatórios posteriores de que o reservatório de combustível irradiado da Unidade 4 havia pegado fogo foram considerados errôneos; relatórios posteriores esclareceram que o incêndio não envolveu a piscina de combustível.  As versões atuais do relatório da AIEA não mencionam um incêndio  (em 6/2014, os registros do processo de transferência de combustível do reservatório de combustível irradiado da Unidade 4 para o reservatório de combustível comum indicam progresso constante sem relatos de danos ao combustível  ). À medida que os níveis de radiação aumentaram, alguns dos funcionários que ainda estavam na fábrica foram evacuados.  Na manhã de 15 de março, o secretário Edano anunciou que, de acordo com a TEPCO, as taxas equivalentes de dose de radiação medidas na Unidade 4 atingiram 100 mSv /h.  Edano disse que não houve liberação contínua de "alta radiação".

## Consequências

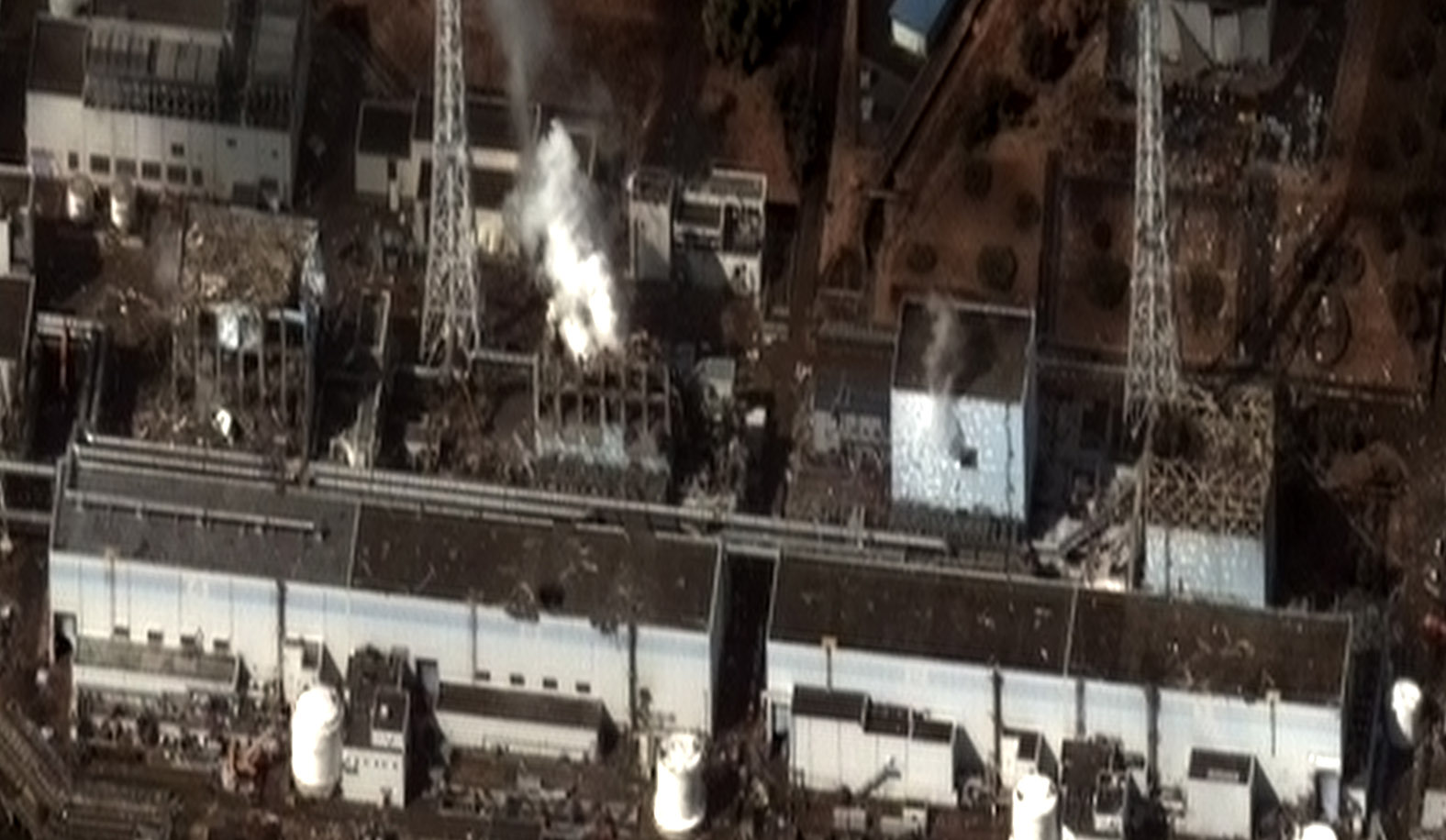
Imagem de 16 de março de 2011 dos quatro prédios dos reatores danificados. Da direita para a esquerda: Unidades 1, 2, 3 e 4.

O acidente nuclear de Fukushima, desencadeado pelo terremoto e tsunami catastróficos em 11 de março de 2011, teve consequências devastadoras em várias frentes - seja social, política, econômica ou humana. Primeiramente, a evacuação forçada de aproximadamente 160.000 pessoas das áreas circundantes à usina resultou em deslocamento em massa e impactos psicológicos profundos para as comunidades locais. Muitos desses evacuados ainda não puderam retornar às suas casas devido à contaminação radioativa persistente, enfrentando incertezas quanto ao seu futuro e à recuperação de suas vidas. Além disso, o acidente teve consequências ambientais graves, com a liberação de grandes quantidades de material radioativo para o meio ambiente. Isso afetou não apenas a região imediata ao redor da usina, mas também teve ramificações mais amplas, incluindo a contaminação de alimentos, solo e água em áreas mais distantes. As preocupações com a saúde pública e os efeitos a longo prazo da exposição à radiação persistem até hoje, com impactos potenciais sobre a saúde física e mental das populações afetadas.
Por fim, o acidente de Fukushima teve implicações marcantes, profundas e permanentes para a indústria nuclear global e para a política energética das nações. Ele levantou questões sobre a segurança das usinas nucleares, destacando a necessidade de reavaliação dos procedimentos de segurança e preparação para emergências em instalações nucleares em todo o mundo. Isso influenciou debates sobre a dependência contínua da energia nuclear e incentivou muitos países a revisar suas políticas de energia, com um aumento do foco em fontes de energia renovável e alternativas mais seguras e sustentáveis. O acidente na Usina Nuclear de Fukushima Daiichi é considerado um dos acidentes nucleares mais graves da história e certamente o mais catastrófico do século 21 até o momento. Embora tenha sido classificado como um incidente de nível 7 na Escala Internacional de Eventos Nucleares (INES) - o mesmo nível atribuído ao desastre de Chernobyl em 1986 - as características específicas do acidente de Fukushima são diferentes daquele ocorrido em Chernobyl. Em termos de comparação com outros acidentes nucleares, é importante considerar não apenas a escala do desastre em si, mas também os esforços de mitigação, os impactos sociais, econômicos e ambientais, bem como as lições aprendidas e as mudanças implementadas na sequência do acidente. Nesse sentido, Fukushima certamente se destaca como um dos eventos mais emblemáticos e impactantes do século 21.

### Custo humano

#### Evacuação

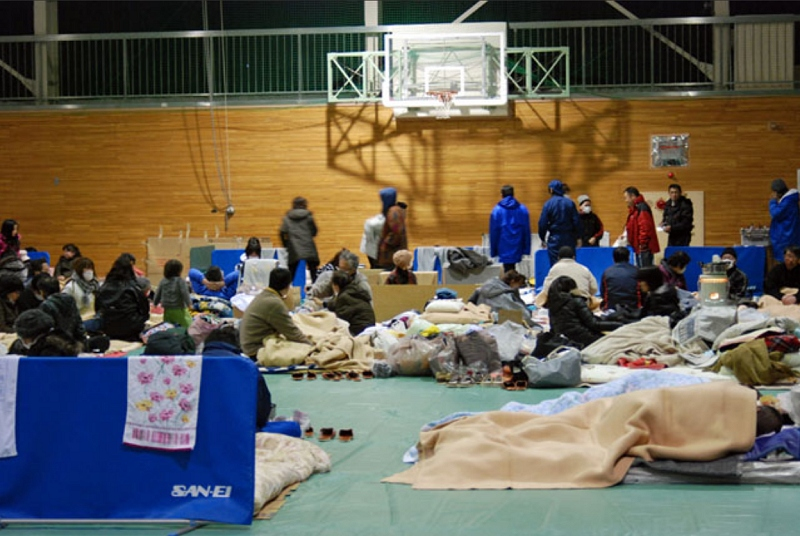
Abrigo de emergência em um ginásio escolar em Kōriyama, província de Fukushima (16 de março de 2011)

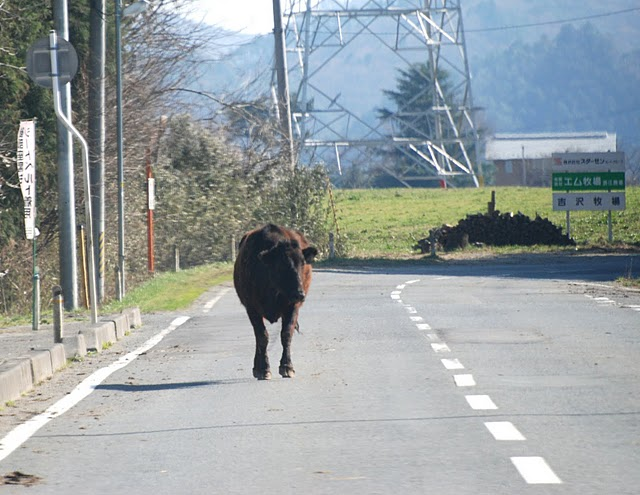
Uma vaca solta vagando por Namie, Fukushima depois que a área foi evacuada. Antes do desastre, a cidade tinha mais de 17 mil habitantes: hoje conta com cerca de 1200.

Em janeiro de 2015, o número de residentes deslocados devido ao acidente foi de cerca de 119.000, atingindo um pico de 164.000 em junho de 2012. Em termos de meses de vida perdidos , a perda de vidas teria sido muito menor se todos os residentes não tivessem feito nada. ou foram abrigados no local, em vez de evacuados. Na antiga União Soviética , muitos pacientes com exposição radioativa insignificante após o acidente de Chernobyl demonstraram extrema ansiedade em relação à exposição à radiação. Eles desenvolveram muitos problemas psicossomáticos , incluindo a radiofobia juntamente com um aumento do alcoolismo fatalista. Como observou o especialista japonês em saúde e radiação Shunichi Yamashita:
"Sabemos por Chernobyl que as consequências psicológicas são enormes. A esperança de vida dos evacuados caiu de 65 para 58 anos - não por causa do cancro, mas por causa da depressão, do alcoolismo e do suicídio. A mudança não é fácil, o estresse é muito grande. Não devemos apenas rastrear esses problemas, mas também tratá-los. Caso contrário, as pessoas sentir-se-ão apenas cobaias da nossa investigação."
Uma pesquisa de 2012 realizada pelo governo local de Iitate obteve respostas de aproximadamente 1.743 evacuados dentro da zona de evacuação. A pesquisa mostrou que muitos residentes estão enfrentando crescente frustração, instabilidade e incapacidade de retornar às suas vidas anteriores. Sessenta por cento dos entrevistados afirmaram que a sua saúde e a saúde das suas famílias se deterioraram após a evacuação, enquanto 39,9% relataram sentir-se mais irritados em comparação com antes do acidente:
"Resumindo todas as respostas às perguntas relacionadas com a situação familiar actual dos evacuados, um terço de todas as famílias inquiridas vive separada dos seus filhos, enquanto 50,1% vive longe de outros membros da família (incluindo pais idosos) com quem viviam antes da catástrofe. A pesquisa também mostrou que 34,7% dos evacuados sofreram cortes salariais de 50% ou mais desde a eclosão do desastre nuclear. Um total de 36,8% relataram falta de sono, enquanto 17,9% relataram fumar ou beber mais do que antes de evacuarem."
O estresse muitas vezes se manifesta em doenças físicas, incluindo mudanças comportamentais, como escolhas alimentares inadequadas, falta de exercícios e privação de sono. Descobriu-se que os sobreviventes, incluindo alguns que perderam casas, aldeias e familiares, enfrentariam problemas de saúde mental e físicos. Grande parte do estresse veio da falta de informação e da relocação.
Uma meta-revisão de 48 artigos indexados por PubMed , PsycINFO e EMBASE em 2014 destacou diversas consequências psicofísicas entre os residentes de Miyagi, Iwate, Ibaraki, Tochigi e Tóquio. Os resultados resultantes incluíram sintomas depressivos , ansiedade, distúrbios do sono, funcionamento social , isolamento social , taxas de admissão, taxas de suicídio e alterações na estrutura cerebral, radiação com impacto na segurança alimentar, ansiedade materna e diminuição da confiança materna.  As taxas de sofrimento psicológico entre as pessoas evacuadas aumentaram cinco vezes em comparação com a média japonesa devido à experiência do acidente e da evacuação.  Um aumento na obesidade infantil na área após o acidente também foi atribuído às recomendações de que as crianças ficassem em casa em vez de sair para brincar.
A cobertura mundial do incidente pela mídia foi descrita como "dez anos de desinformação", com a mídia e as organizações ambientais confundindo rotineiramente as vítimas do terremoto e do tsunami com as vítimas do incidente nuclear. O incidente dominou a cobertura mediática enquanto as vítimas dos desastres naturais foram "ignoradas", e vários relatos dos meios de comunicação descreveram incorrectamente milhares de vítimas do tsunami como se fossem vítimas do "desastre nuclear".

#### Efeitos da radiação na

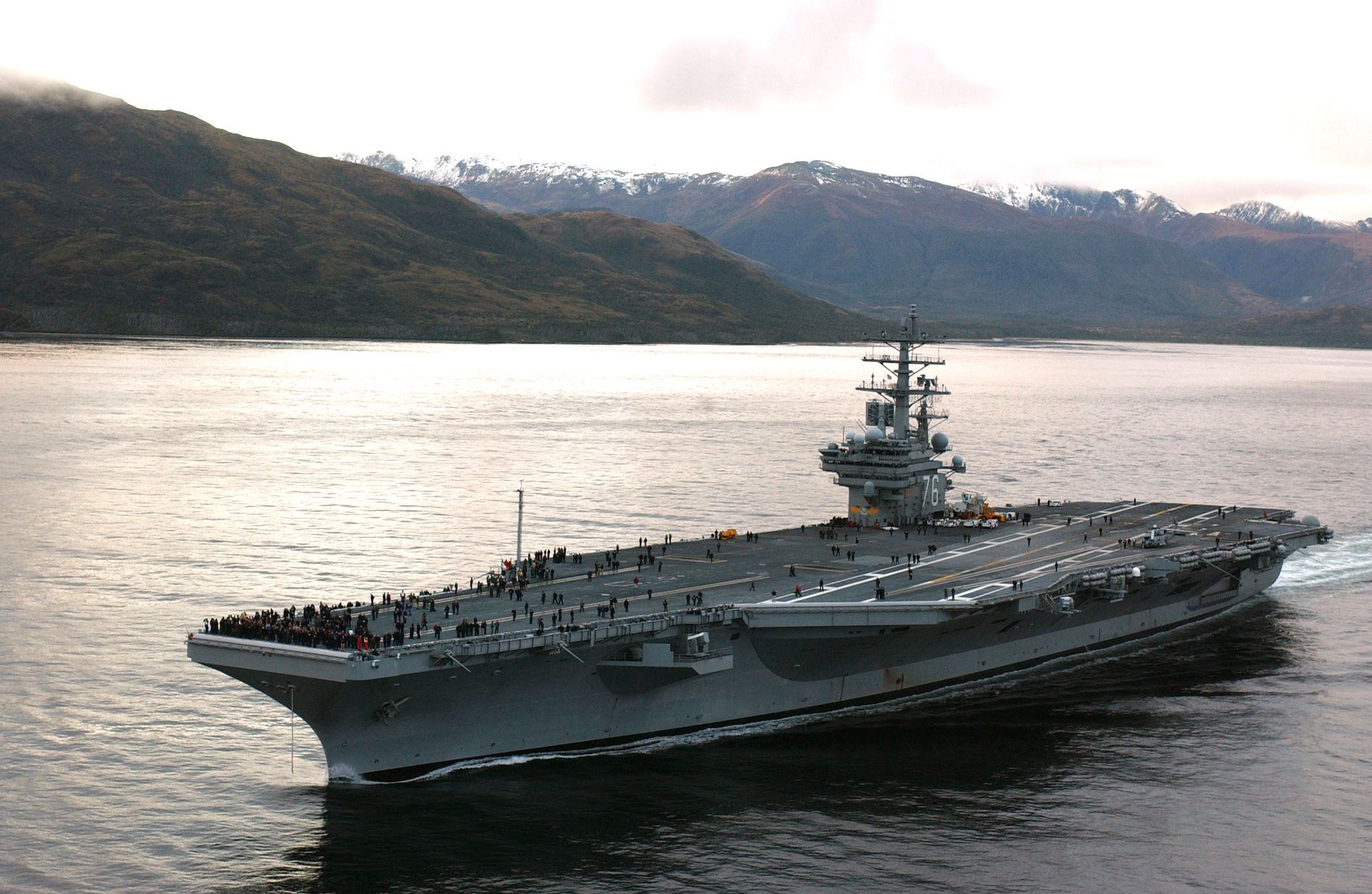
A primeira indicação da existência de uma “nuvem radioativa” veio de um porta-aviões norte-americano. Entre 13 e 14 de março de 2011, o USS Ronald Reagan passou por uma área radioativa a 160 quilômetros da costa do Japão e foi contaminado. Segundo informações iniciais, a exposição à radiação dos tripulantes no convés foi aproximadamente 700 vezes maior do que o normal em uma hora.

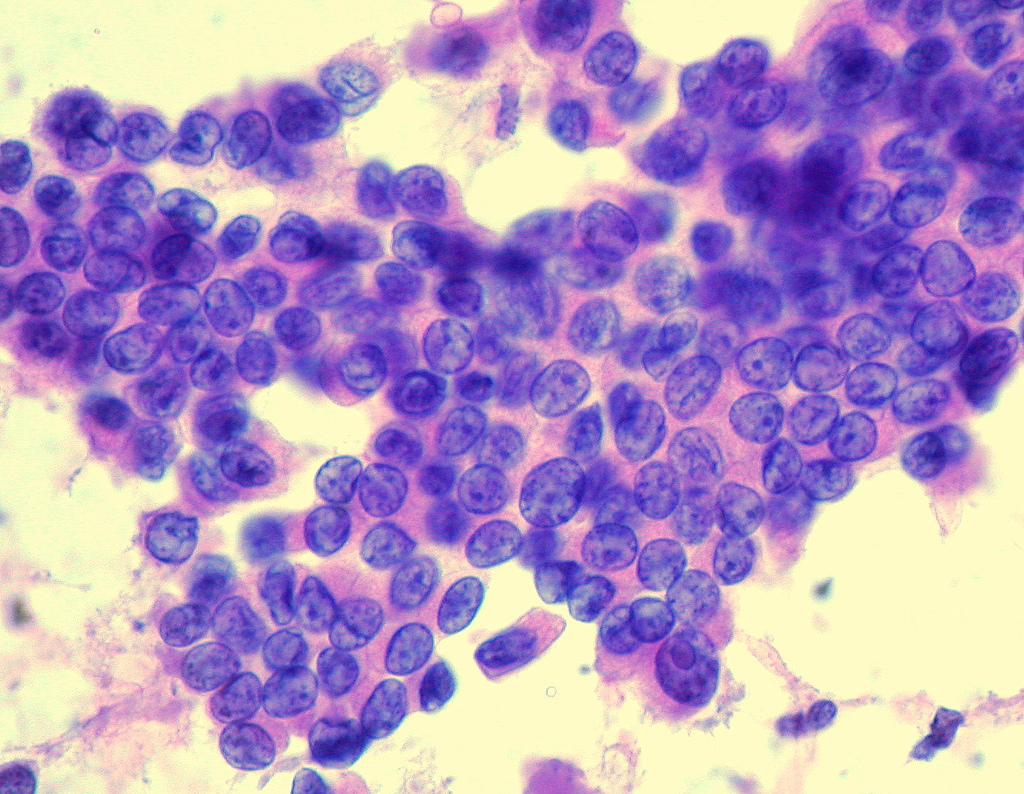
O iodo-131 pode aumentar o risco de desenvolvimento de câncer de tireoide, principalmente os tipos papilar (imagem) e folicular. Esses dois tipos de câncer de tireoide são os mais comuns e respondem pela grande maioria dos casos de câncer de tireoide associados à exposição ao iodo-131. O câncer papilar de tireoide é o mais comum entre crianças e adultos que receberam radiação na cabeça até o pescoço.

Dose de radiação (em Milisilverts por ano) calculada durante o primeiro ano após o acidente, assumindo que a pessoa ficasse oito horas por dia ao ar livre. Para efeito de comparação, a dose média de radiação de um brasileiro é de 2,8 milisieverts por ano. Os círculos roxos representam a população das localidades. A cidade de Fukushima está localizada a 60 quilômetros da usina.

A liberação de isótopos radioativos dos vasos de contenção do reator foi resultado da ventilação para reduzir a pressão gasosa e da descarga de água refrigerante no mar. Isso resultou na implementação de uma zona de exclusão de 30 km pelas autoridades japonesas ao redor da usina e no deslocamento contínuo de aproximadamente 156.000 pessoas no início de 2013. O número de evacuados diminuiu para 49.492 em março de 2018. Partículas radioativas do incidente, incluindo iodo-131 e césio-134 e 137, foram detectadas desde então em estações de amostragem de radionuclídeos atmosféricos em todo o mundo, inclusive na Califórnia e no Oceano Pacífico.
A Organização Mundial da Saúde (OMS) divulgou um relatório que estima um aumento no risco de cânceres específicos para certos subgrupos da população na província de Fukushima. Um relatório da OMS de 2013 prevê que, para as populações que vivem nas áreas mais afetadas, existe um risco 70% maior de desenvolver cancro da tiróide nas mulheres expostas quando crianças (o risco aumentou de um risco ao longo da vida de 0,75% para 1,25%), um risco de 7% maior risco de leucemia em homens expostos quando bebês, um risco 6% maior de câncer de mama em mulheres expostas quando bebês e um risco 4% maior, em geral, de desenvolver cânceres sólidos para mulheres.ref name=":20" /> Relatórios preliminares de estimativas de dose da OMS e do Comité Científico das Nações Unidas sobre os Efeitos da Radiação Atómica (UNSCEAR) indicam que, fora das áreas geográficas mais afetadas pela radiação, mesmo em locais dentro da província de Fukushima, os riscos previstos permanecem baixos e não há aumentos observáveis. no cancro acima da variação natural nas taxas de base são antecipadas.  Em comparação, após o acidente do reator de Chernobyl, apenas 0,1% dos 110.000 trabalhadores de limpeza inquiridos desenvolveram até agora leucemia, embora nem todos os casos tenham resultado do acidente. No entanto, 167 trabalhadores da fábrica de Fukushima receberam doses de radiação que aumentam ligeiramente o risco de desenvolver câncer.
Um estudo da Universidade de Stanford de junho de 2012 estimou, usando um modelo linear sem limite , que a liberação de radioatividade da usina nuclear de Fukushima Daiichi poderia causar 130 mortes por câncer em todo o mundo (o limite inferior da estimativa é 15 e o limite superior 1100) e 199 casos de câncer no total (o limite inferior é 24 e o limite superior 1.800), estimando-se que a maioria deles ocorra no Japão. A exposição à radiação dos trabalhadores da fábrica foi projetada para resultar em 2 a 12 mortes. No entanto, uma declaração do UNSCEAR de dezembro de 2012 na Conferência Ministerial de Fukushima sobre Segurança Nuclear informou que "devido às grandes incertezas nas estimativas de risco em doses muito baixas, o UNSCEAR não recomenda a multiplicação de doses muito baixas por um grande número de indivíduos para estimar números dos efeitos na saúde induzidos pela radiação em uma população exposta a doses incrementais em níveis equivalentes ou inferiores aos níveis naturais de base”.

O relatório da OMS divulgado em 2013 prevê que, para as populações que vivem em torno da central nuclear de Fukushima, existe um risco relativo 70% maior de desenvolver cancro da tiróide para mulheres expostas quando crianças, um risco relativo 7% maior de leucemia em homens expostos quando crianças, e um risco relativo 6% maior de câncer de mama em mulheres expostas quando bebês. Segundo a organização:
Fora das áreas geográficas mais afetadas pela radiação, mesmo em locais dentro da província de Fukushima, os riscos previstos permanecem baixos e não se prevêem aumentos observáveis no cancro acima da variação natural nas taxas de referência.
A OMS sublinha que as percentagens indicadas nesta secção do seu relatório são aumentos relativos do risco de desenvolver estes cancros, e não aumentos absolutos do risco, uma vez que o risco de base absoluto ao longo da vida de desenvolver cancro da tiróide em mulheres é de 0,75% e o risco induzido por radiação Prevê-se agora que o risco de câncer aumente de 0,75% para 1,25%, com esta mudança de 0,75% para 1,25% representando o "risco relativo 70% maior":
…Estas percentagens representam aumentos relativos estimados em relação às taxas de base e não são riscos absolutos para o desenvolvimento de tais cancros. Devido às baixas taxas basais de cancro da tiróide, mesmo um grande aumento relativo representa um pequeno aumento absoluto nos riscos. Por exemplo, o risco inicial de cancro da tiróide ao longo da vida para as mulheres é de apenas três quartos de um por cento [0,75%] e o risco adicional ao longo da vida estimado nesta avaliação para uma criança do sexo feminino exposta no local mais afectado é de meio por cento. [0,5%].
Em agosto de 2013, mais de 40 crianças foram diagnosticadas com câncer de tireoide e outros tipos de câncer na província de Fukushima. 18 deles foram diagnosticados com câncer de tireoide, mas esses cânceres não são atribuídos à radiação de Fukushima, pois padrões semelhantes ocorreram antes do acidente de 2006 no Japão, com 1 em cada 100.000 crianças por ano desenvolvendo câncer de tireoide naquele ano, ou seja, este não é superior à taxa pré-acidente. Embora o polêmico cientista Christopher Busby discorde, alegando que a taxa de câncer de tireoide no Japão era de 0,0 crianças por 100.000 em 2005, o Grupo de Pesquisa de Vigilância do Câncer do Japão mostrou uma taxa de câncer de tireoide de 1,3 por 100.000 crianças em 2005, com base em casos oficiais de câncer. Como ponto de comparação, as taxas de incidência de câncer de tireoide após o acidente de Chernobyl em 1986 não começaram a aumentar acima do valor de referência anterior de cerca de 0,7 casos por 100.000 pessoas por ano até 1989 a 1991, 3 a 5 anos após o acidente. tanto na faixa etária dos adolescentes quanto das crianças. Portanto, os dados de Chernobyl sugerem que não se espera que um aumento do cancro da tiroide em torno de Fukushima comece a ser observado até pelo menos 3 a 5 anos após o acidente.

#### Depressão, ansiedade e suicídio

Evolução das zonas de evacuação entre abril de 2011 e julho de 2012 (em francês). * Em verde: o acesso é livre, não é necessário equipamentos de segurança, mas o pernoite é proibido; * Em Amarelo: Zonas "dificeis", com doses superiores a 20 mSv anual, acesso reservado, sem necessidade de equipamentos de proteção; * Em vermelho, áreas restritas, doses anuais de radiação entre 20 e 50 mSv, acesso permitido apenas com expressa autorização; * Em cinza: zonas proibidas, áreas completamente evacuadas e acesso proibido; * Em roxo: zonas de evacuação expandidas.

O desastre na Usina Nuclear de Fukushima Daiichi teve uma ampla gama de efeitos psicológicos nos afetados, incluindo residentes evacuados, trabalhadores expostos à radiação, famílias de vítimas, comunidades locais e sociedade em geral.  Muitos afetados pelo desastre experimentaram trauma psicológico profundo devido à experiência de evacuação forçada, perda de casas e pertences, medo da radiação, incerteza sobre o futuro e preocupações com a saúde e a segurança. O estresse pós-traumático (PTSD) é comum entre os sobreviventes de desastres e pode causar sintomas como flashbacks, pesadelos, ansiedade, depressão e hipervigilância. O desastre gerou preocupações quase obsessivas sobre os efeitos da radiação na saúde, incluindo câncer e outros problemas de saúde relacionados à exposição radioativa. Essas preocupações com a saúde podem levar a altos níveis de ansiedade, estresse e hipocondria entre os afetados pelo desastre.
Muitos afetados pelo desastre experimentaram luto e perda de entes queridos, amigos, vizinhos, comunidades e modos de vida. O processo de lidar com essas perdas pode ser extremamente desafiador e pode levar a sentimentos de tristeza, desesperança e isolamento. Pessoas afetadas pelo desastre podem enfrentar estigmatização e discriminação devido ao medo da radiação e à falta de compreensão sobre os riscos reais. Isso pode levar a sentimentos de vergonha, culpa e isolamento social. O desastre teve impactos sociais e econômicos profundos nas comunidades afetadas, incluindo deslocamento, desemprego, perda de renda, desintegração social e desintegração de redes de apoio. Esses fatores podem contribuir para problemas de saúde mental, como depressão e ansiedade.
O Transtorno Depressivo foi observado em muitas vítimas do acidente nuclear. O impacto psicológico do desastre, incluindo trauma, estresse pós-traumático, ansiedade e perda, pode contribuir para o desenvolvimento da depressão entre os afetados. Além disso, os desafios sociais e econômicos resultantes do desastre, como deslocamento, perda de emprego, isolamento social e incerteza sobre o futuro, também podem aumentar o risco de depressão. Estudos e pesquisas realizadas após o desastre de Fukushima encontraram taxas mais altas de depressão entre as pessoas evacuadas, trabalhadores da usina nuclear, famílias de vítimas e comunidades locais afetadas. Os sintomas de depressão podem incluir sentimentos persistentes de tristeza, desesperança, perda de interesse em atividades anteriormente apreciadas, distúrbios do sono e do apetite, fadiga, dificuldade de concentração e pensamentos de morte ou suicídio.
Em suma, a catástrofe afetou todas as idades da população e, embora os adolescentes tivessem maior probabilidade de desenvolver problemas de saúde mental em geral, os adultos mais velhos tinham maior probabilidade de desenvolver depressão.  Para os evacuados que viviam em alojamentos temporários, a depressão era mais frequentemente de longo prazo para estes indivíduos quando comparada com a população em geral em Fukushima. As taxas de depressão eram altas entre as mães que viviam em Fukushima e estavam grávidas quando o desastre ocorreu, e permaneceram altas nos meses após o nascimento do bebê. Os sintomas depressivos ocorreram ainda mais em mulheres que sofreram interrupção dos cuidados obstétricos devido ao desastre nuclear e potencialmente devido a edifícios de saúde danificados. Cerca de um quarto das mulheres que estavam grávidas no momento do desastre apresentaram sintomas de depressão e, embora a proporção de gestantes preocupadas tenha diminuído ao longo do tempo, os serviços de aconselhamento ainda foram fornecidos nos anos seguintes devido ao número de mulheres preocupadas com os potenciais efeitos do evento para a saúde. Além disso, um estudo que analisou idosos da cidade de Iwanuma, na província de Miyagi, descobriu que o exercício pode ajudar a diminuir os sintomas depressivos entre os idosos que sobreviveram ao desastre do terremoto e do tsunami.
Apesar dos desafios enfrentados, muitos afetados pelo desastre demonstraram resiliência e capacidade de se recuperar ao longo do tempo. O apoio psicológico, social e comunitário pode desempenhar um papel crucial na promoção da recuperação e na redução dos impactos psicológicos a longo prazo do desastre. O desastre de Fukushima teve efeitos psicológicos profundos e duradouros nos afetados, que variam de trauma e estresse pós-traumático a ansiedade, luto, estigmatização e impactos sociais e econômicos. O apoio psicológico e social contínuo é essencial para ajudar os afetados a lidar com esses desafios e promover a recuperação e a resiliência a longo prazo.

#### Estimativa de vítimas
A única morte oficialmente reconhecida é a de um trabalhador da usina por câncer de pulmão quatro anos após o desastre; além de 2.202 evacuados; somados a 6 trabalhadores que adquiriram leucemia e dois gravemente queimados com radiação. Os corpos de dois funcionários da TEPCO, um de 21 e o outro de 24 anos foram encontrados nos porões da Usina quando os bombeiros drenaram a água ali acumulada. Segundo um estudo do Instituto de Econômia do Trabalho da Alemanha, mais de 1200 pessoas morreram devido ao aumento dos custos de energia no Japão, em decorrencia do frio.
Apesar da gravidade máxima do acidente de Fukushima, não houve mortes causadas pelasíndrome aguda da radiação. Dados os efeitos incertos sobre a saúde dasbaixas doses de radiação, as mortes por cancro não podem ser excluídas. No entanto, estudos da Organização Mundial de Saúde e da Universidade de Tóquio demonstraram que não se espera nenhum aumento perceptível na taxa de mortes por cancro.  As mortes futuras previstas por cancro devido à exposição acumulada à radiação na população que vive perto de Fukushima variaram de nenhuma até centenas.
De acordo com uma pesquisa do Yomiuri Shimbun de 2012 , 573 mortes foram certificadas como “relacionadas a desastres” por 13 municípios afetados pelo desastre nuclear de Fukushima. Esses municípios estão em zonas de entrada proibida, preparação para evacuação de emergência ou zonas de evacuação expandidas ao redor da usina nuclear danificada de Fukushima. A certidão de óbito relacionada ao desastre é emitida quando a morte não é causada diretamente por uma tragédia, mas por “fadiga ou agravamento de doença crônica devido ao desastre”. Segundo o relatório da Comissão Independente de Investigação:
Residentes na área afetada ainda estão lutando contra os efeitos do acidente. Continuam a enfrentar graves preocupações, incluindo os efeitos para a saúde da exposição à radiação, da deslocação, da dissolução de famílias, da perturbação das suas vidas e estilos de vida e da contaminação de vastas áreas do ambiente. ... Se houvesse pelo menos uma palavra sobre uma usina nuclear quando a evacuação foi ordenada, poderíamos ter reagido razoavelmente, levado nossos objetos de valor conosco ou trancado a casa antes de partirmos. Tivemos que correr com nada além das roupas que usamos. estávamos vestindo. É uma grande decepção cada vez que temos permissão para voltar para casa por um breve período e descobrir que fomos roubados novamente.— Comentário de um residente de Okuma, a partir dos apêndices do relatório.
Muitas mortes são atribuídas à evacuação e subsequente deslocamento de longo prazo após a evacuação em massa de emergência.  Para evacuação, o número estimado de mortes durante e imediatamente após o trânsito varia de 34 a "maior que 50".  As vítimas incluem pacientes internados em hospitais e idosos em instalações de enfermagem que morreram de causas como hipotermia, deterioração de problemas médicos subjacentes e desidratação. Os idosos e já doentes tinham maior probabilidade de serem feridos por serem realocados do que danificados pela radiação.
No caso de deslocações de longa duração, muitas pessoas (na sua maioria doentes e idosos) morreram a uma taxa cada vez maior  enquanto estavam em alojamentos e abrigos temporários. As condições de vida degradadas e a separação das redes de apoio  são provavelmente factores contribuintes. Em 27 de fevereiro de 2017 , o governo da província de Fukushima contabilizou 2.129 "mortes relacionadas a desastres" na província.  Este valor excede o número de pessoas que morreram na província de Fukushima diretamente devido ao terremoto e tsunami.  "Mortes relacionadas com desastres" são mortes atribuídas a desastres e não são causadas por trauma físico direto, mas não distinguem entre pessoas deslocadas pelo desastre nuclear em comparação com o terremoto/tsunami. No ano de 2016, entre essas mortes, 1.368 foram listadas como “relacionadas à usina nuclear”, de acordo com análises da mídia.  Os relatórios salientaram que muitas destas mortes podem ter sido causadas pelo facto de o período de evacuação ter sido demasiado longo e que os residentes poderiam ter sido autorizados a regressar às suas casas mais cedo, a fim de reduzir o número total de mortes relacionadas.  De acordo com a UNSCEAR, as medidas de evacuação e abrigo para proteger o público reduziram significativamente a exposição potencial à radiação por “um factor de 10”.
Outra causa de morte é o aumento do número de suicídios devido ao stress mental, desespero, ansiedade e depressão causados pela cobertura mediática e por longos períodos de evacuação. Após o desastre de Fukushima, houve um aumento temporário nas taxas de suicídio no Japão, embora não haja um consenso definitivo sobre a extensão do aumento e suas causas exatas. O desastre de Fukushima foi uma tragédia sem precedentes que afetou profundamente a vida das pessoas nas áreas afetadas e em todo o Japão. O trauma e o estresse pós-traumático resultantes do terremoto, tsunami e acidente nuclear podem ter aumentado os sentimentos de desesperança e desamparo, aumentando o risco de suicídio entre as pessoas afetadas. Muitas pessoas perderam familiares, amigos e meios de subsistência como resultado do desastre. A perda de entes queridos e a incerteza em relação ao futuro podem ter contribuído para sentimentos de desesperança e depressão, aumentando o risco de suicídio. O medo e a preocupação com os efeitos da radiação na saúde, juntamente com a incerteza sobre a segurança das áreas afetadas, podem ter causado estresse psicológico adicional para as pessoas que vivem na região. Isso pode ter contribuído para problemas de saúde mental e aumentado o risco de suicídio. Até o ano de 2017, 99 mortos por suicídio foram reconhecidos pela autoridades japonesas, sendo 59 homens e 40 mulheres.

### Custo social, político e econômico

#### Política enérgica japonesa (2011-presente)

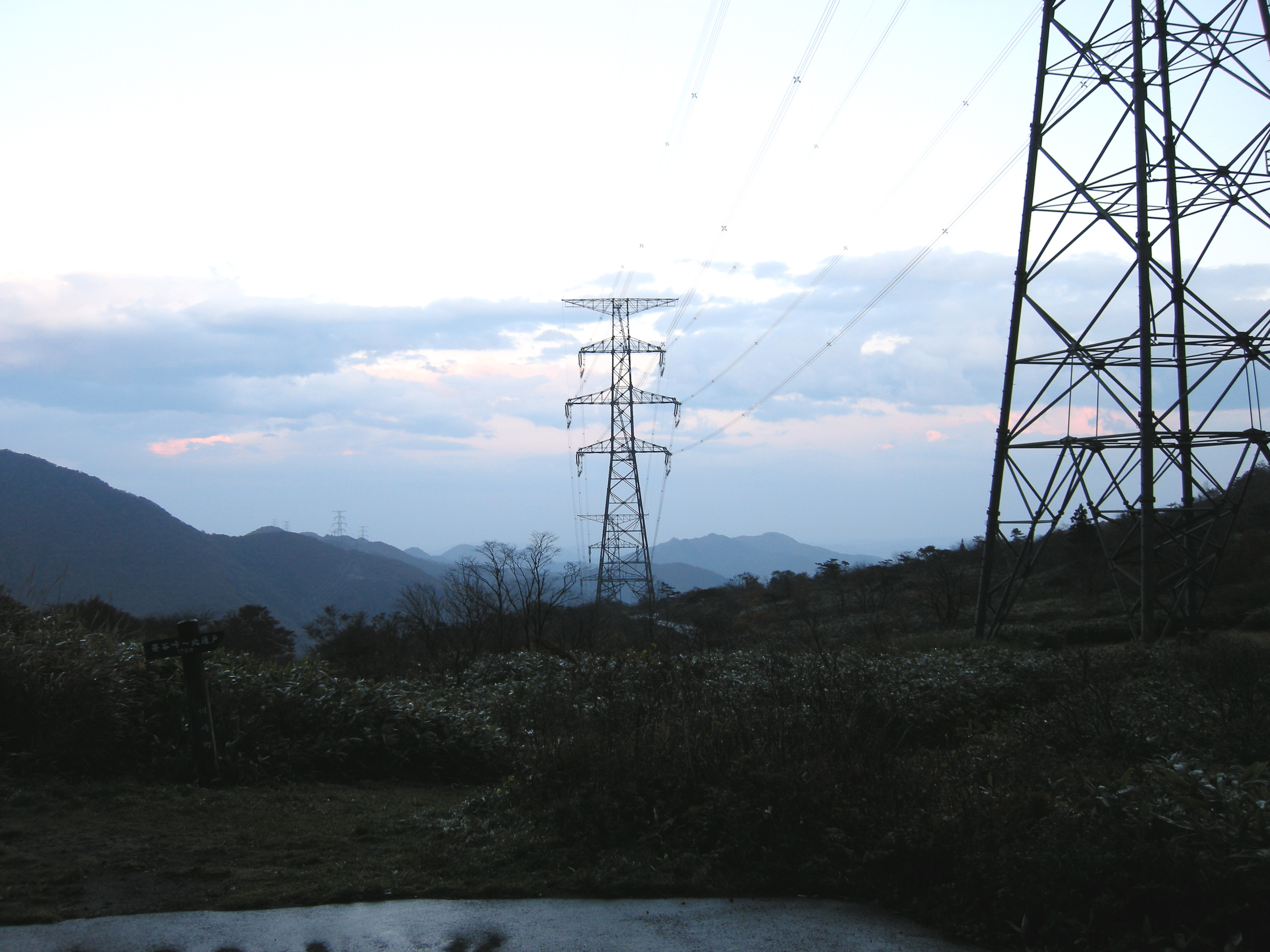
Torre de transmissão de energia japonesa.

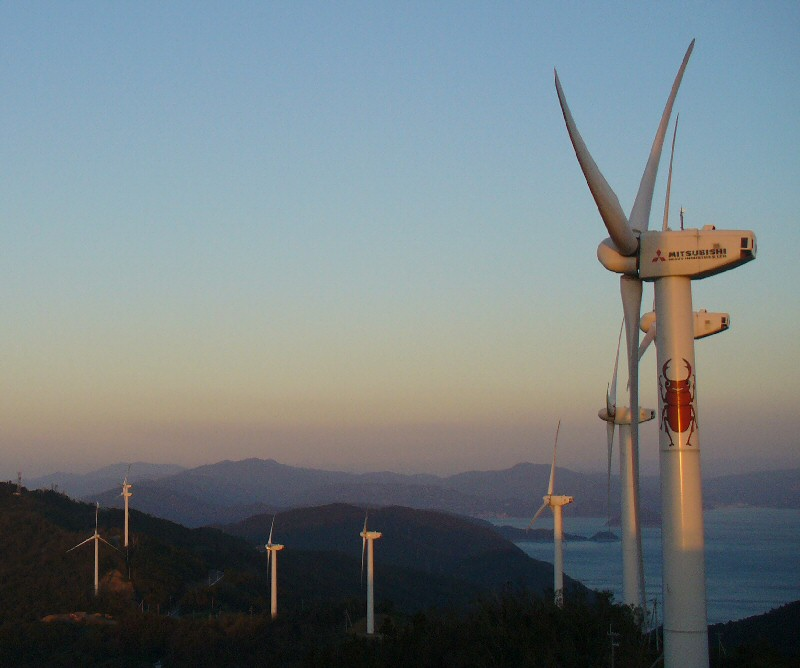
Parte do Parque Eólico Seto Hill no Japão, um dos vários parques eólicos que continuaram gerando sem interrupção após o terremoto e tsunami de 2011 e o acidente nuclear de Fukushima.

A matriz energética do Japão é diversificada, com uma variedade de fontes de energia sendo utilizadas para atender às demandas do país. O Japão passou por mudanças tangentes em sua matriz energética após o desastre nuclear de Fukushima em 2011, com uma redução na participação da energia nuclear e um aumento no uso de fontes de energia renovável e gás natural.  Devido à escassez de recursos naturais domésticos, o Japão depende fortemente da importação de energia, incluindo petróleo, gás natural e carvão. Essas fontes de energia são utilizadas principalmente na geração de eletricidade, bem como no transporte e indústria. O Japão é um grande consumidor de energia, ocupando o quinto lugar no mundo em utilização de energia primária. Os combustíveis fósseis representaram 88% da energia primária do Japão em 2019.  O Japão está a aumentar a sua dependência das energias renováveis para substituir os combustíveis fósseis importados e, em 2019, as energias renováveis representaram 7,8% do fornecimento de energia primária. O Japão comprometeu-se a atingir emissões líquidas zero até 2050, estabelecendo uma meta para reduzir as emissões de GEE em 46% em relação aos níveis de 2013 até 2030.  Em 5 de maio de 2012, o Japão desligou o último reator nuclear, a primeira vez que não houve produção de energia nuclear desde 1970.
Antes do desastre de Fukushima em 2011, a energia nuclear desempenhava um papel importante na matriz energética do Japão, respondendo por cerca de um terço da produção de eletricidade do país. No entanto, após o desastre, várias usinas nucleares foram desativadas temporariamente para avaliações de segurança e outras medidas, reduzindo a participação da energia nuclear na geração de eletricidade. Como resultado, o Japão tem aumentado gradualmente o uso de fontes de energia renovável, como solar, eólica, biomassa e hidrelétrica, como parte de seus esforços para diversificar sua matriz energética e reduzir as emissões de gases de efeito estufa. A energia solar e eólica, em particular, têm crescido rapidamente nos últimos anos, com o governo implementando políticas de incentivo e estabelecendo metas ambiciosas para a expansão das energias renováveis. O gás natural é uma fonte de energia importante no Japão, sendo utilizado na geração de eletricidade, aquecimento e transporte. O Japão é um dos maiores importadores de gás natural liquefeito (GNL) do mundo e tem investido em infraestrutura para aumentar sua capacidade de importação e armazenamento de GNL.

#### Efeitos econômicos
O desastre em Fukushima teve profundos impactos financeiros e econômicos no Japão. Suas repercussões se fizeram sentir em uma teia de efeitos socioeconômicos desastadores que toda a sociedade japonesa sentiu. Muito além das fronteiras japonesas, suas repercussões reverberaram em todo o planeta.
Os exorbitantes custos com a limpeza e descontaminação de toda região atingida. O governo japonês estima que o custo total do acidente de Fukushima poderá chegar a 11 trilhões de ienes (cerca de US$ 100 bilhões), incluindo desmantelamento da usina, descontaminação da área afetada e compensação às vítimas.  Esse valor colossal, equivalente a 20% do PIB anual do Japão, é apenas uma estimativa, e o custo total pode ser ainda maior. Estima-se que o desmantelamento da Usina Nuclear de Fukushima Daiichi levará 40 anos e custará cerca de 8 trilhões de ienes (US$ 72 bilhões). A descontaminação do solo, da água e do ar da região de Fukushima é um processo lento e caro, que pode levar décadas para ser concluído. O governo japonês estima que o custo total da descontaminação será de 10 trilhões de ienes (US$ 90 bilhões). O governo japonês está compensando as pessoas que foram afetadas pelo acidente de Fukushima, incluindo aquelas que foram evacuadas de suas casas e as que perderam seus meios de subsistência. O custo total da compensação às vítimas pode chegar a 5 trilhões de ienes (US$ 45 bilhões).
Houve um aumento sensível nos custos de energia no Japão. Este aumento foi causado por vários fatores relacionados ao desastre nuclear e às mudanças na política energética do país.  Após o desastre de Fukushima, todas as usinas nucleares no Japão foram desativadas temporariamente para avaliações de segurança e atualizações. Isso reduziu a capacidade de geração de energia nuclear do país, levando a uma maior dependência de fontes de energia mais caras, como o gás natural e o petróleo, para atender à demanda de eletricidade. O governo japonês implementou medidas mais rigorosas de segurança nuclear após o desastre, o que exigiu investimentos exorbitantes em atualizações e melhorias nas usinas nucleares restantes. Esses investimentos adicionais aumentaram os custos de operação das usinas nucleares, que foram repassados aos consumidores na forma de tarifas mais altas de eletricidade. Como resultado, muitas pessoas tiveram que diminuir o consumo de energia, especialmente através da redução no uso de aquecedores elétricos - fato que causou varias “mortes prematuras” por pneumonia de individuos durante o inverno.  Após o desastre, o Japão intensificou seus esforços para diversificar sua matriz energética e aumentar a participação de fontes de energia renovável, como solar e eólica. Embora essas fontes de energia tenham se tornado mais competitivas em termos de custo ao longo do tempo, os investimentos iniciais em infraestrutura e tecnologia aumentaram os custos de energia no curto prazo. Além das mudanças na política energética em si, o Japão enfrentou desafios econômicos e logísticos após o desastre de Fukushima, incluindo o aumento dos custos de importação de energia, interrupções nas cadeias de suprimentos e uma maior demanda por recursos de reconstrução e revitalização das áreas afetadas.
Há os efeitos em setores específicos da economia japonesa, principalmente a pesca, agricultura e pecuária. A pesca na costa de Fukushima foi severamente afetada pela radiação. Peixes e frutos do mar coletados na área apresentavam altos níveis de radioatividade, tornando-os impróprios para o consumo. Mesmo os níveis de radioatividade serem considerados, pelas autoridades, como “dentro dos padrões nacionais” e seguros para o consumo humano,  grande parte das pessoas evitam consumir peixer e frutos do mar da região. Consequentemente,  a indústria pesqueira japonesa perdeu bilhões de ienes em receita devido à queda na demanda por peixes e frutos do mar da região de Fukushima. O governo japonês implementou diversas medidas para recuperar a indústria pesqueira, incluindo testes rigorosos de radioatividade em peixes e frutos do mar, descontaminação de áreas de pesca e programas de compensação para os pescadores afetados. A radiação se fez presente no solo e na água. Colheitas tiveram que ser totalmente descartadas e o governo impôs severas restrições aos alimentos produzidos em todo o país. A segurança alimentar do país foi colocada em risco, o que obrigou a importações de toneladas de mantimentos. Os laticinios e a carne foram severamente afetados e perderam a confiança do público, resultando muito prejuízo aos pecuaristas.
Ações de empresas nucleares em todo o mundo caíram após o acidente e o setor energético internacional experimentou um periodo turbulento. A maioria dos páises nucleares, notavelmente Alemanha e França, começaram a descutir seriamente o uso da energia nuclear e se deveriam continuar subsidiando esse ramo industrial. Alguns países chegaram a suspender ou cancelar programas nucleares.
Os custos do acidente se somaram aos prejuízos do terremoto e do tsunami e jogaram o Japão em uma profunda recessão - a segunda maior crise na época. A crise de 2008 ainda estava em curso na época do acidente e, em virtude da desconfiaça, houve uma grande queda nas exportações japonesas, principalmente da pesca. O turismo foi severamente abalado pelos danos causados pelo terremoto e tsunami e o receio para com a radiativididade.

#### Movimento antinuclear

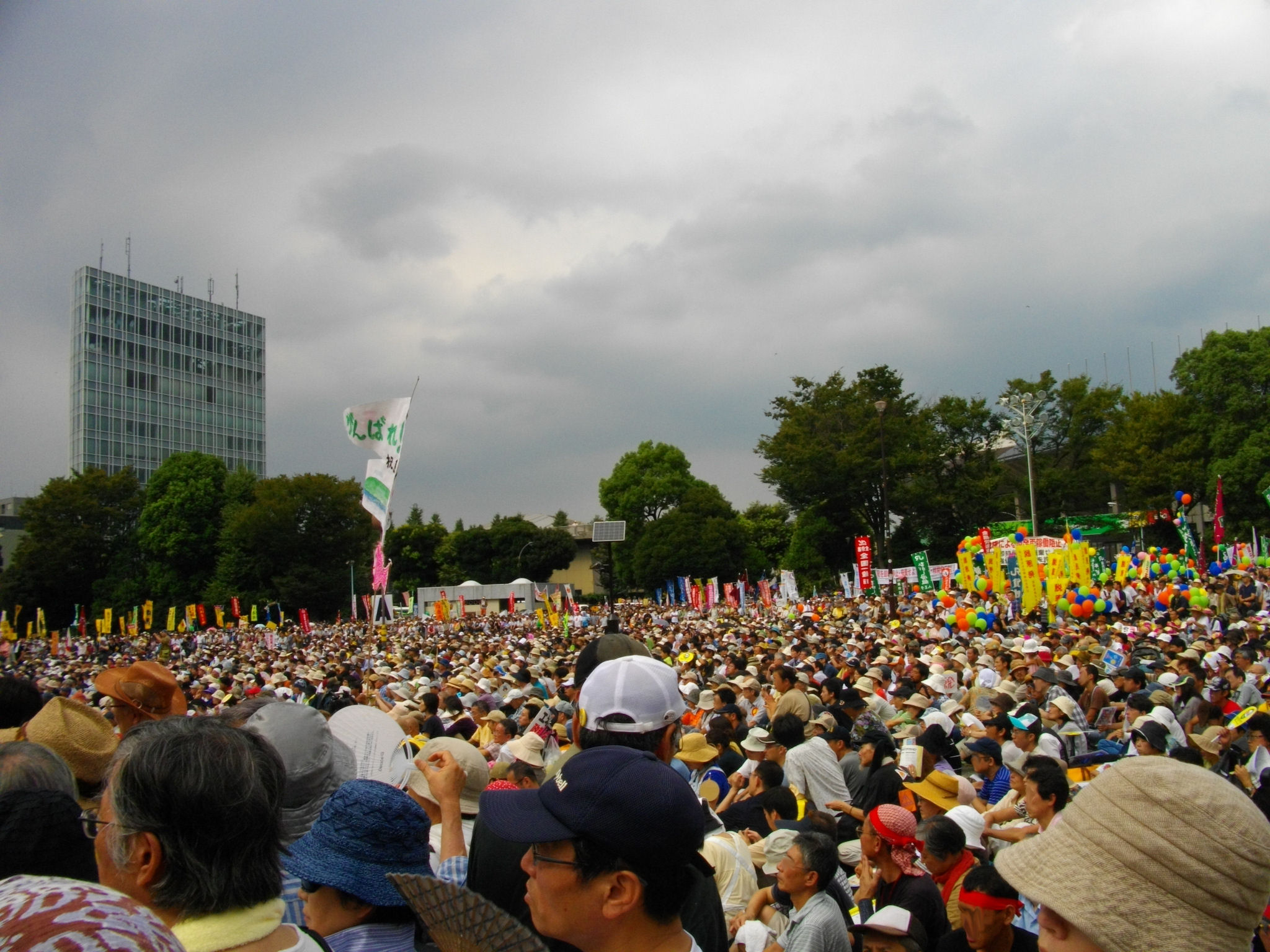
Em 19 de setembro de 2011, cerca de 6 meses após o desastre, milhares de manifestantes realizam um comissio antinuclear no Santuário Meiji, em Tóquio. Sessenta mil pessoas marcharam gritando “energia nuclear, adeus!” e agitando faixas, para pedir ao governo do Japão que abandonasse a energia nuclear, após o desastre de Fukushima.

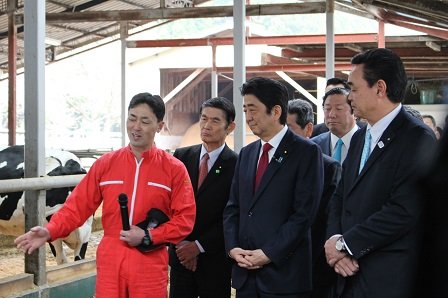
O então primeiro-ministro japones Shinzo Abe (centro) visita uma fazenda na provincia de Fukushima, em 2017. Abe lançou um pacote de medidas para estimular novamente a industria nuclear japonesa.

Após o desastre nuclear de Fukushima em 2011, o movimento anti-nuclear no Japão ganhou força e visibilidade renovadas. O acidente despertou preocupações generalizadas sobre a segurança das usinas nucleares no país e levou muitos japoneses a questionar a viabilidade e a necessidade da energia nuclear como parte da matriz energética do Japão. O movimento anti-nuclear no Japão inclui uma variedade de grupos e organizações da sociedade civil, ativistas, acadêmicos e cidadãos preocupados com os riscos associados à energia nuclear e com os impactos sociais, econômicos e ambientais dos acidentes nucleares. Após o desastre de Fukushima, esses grupos intensificaram seus esforços para promover políticas energéticas mais seguras e sustentáveis, incluindo o abandono gradual da energia nuclear e a transição para fontes de energia renovável. Andrew Leatherbarrow observa:
"A energia nuclear estava passando por uma espécie de renascimento antes do desastre de Fukushima, e o mundo parecia finalmente deixar Chernobyl para trás. Uma nova emergencia fez reaflorarem os velhos receios, levando muitos países a reverem suas políticas nucleares. O Japão, por seu lado, fechou imediatamente todos os outros 48 reatores nucleares restantes após o acidente em 2011, embora depois tenha reativado alguns deles. A energia nuclear continua a dividir opiniões no país e encontra uma forte oposição pública. A Alemanha, outra grande usuária de energia nuclear, seguiu o exemplo e anunciou os planos para começar o descomissionamento de todas as suas usinas, junto com a Suécia e a Italia. Mesmo a França, famosa por ter cerca de 75% de sua eletrecidade baseada na energia nuclear, tem se afastado da energia atômica e planeja reduzir sua dependencia nas próximas décadas. O governo Obama incentivava a construção das primeiras usinas nucleares após décadas, mas esses projetos logo estouraram o orçamento e o cronograma. Novas tecnologias que teriam o potencial de mudar essa tendência, como o uso de sal derretido nos reatores, são caras e não testadas em escala comercial, sendo provavel que as desvantagens frequentemente superem as hipotéticas vantagens, ao passo que muitos reatores existentes estão chegando ao final de sua vida útil e logo serão desativados permanentemente. A industria nuclear - vital, mas temida e incompreendida - enfrenta um futuro incerto."
Uma investigação independente de 2011 no Japão “revelou uma longa história de empresas de energia nuclear conspirando com governos para manipular a opinião pública em favor da energia nuclear”. Uma empresa nuclear “até organizou reuniões públicas com os seus próprios funcionários, que se passaram por cidadãos comuns para falar em apoio às centrais nucleares”. Um livro branco sobre energia, aprovado pelo Conselho de Ministros japonês em Outubro de 2011, afirma que "a confiança do público na segurança da energia nuclear foi grandemente prejudicada" pelo desastre de Fukushima e apela a uma redução na dependência do país da energia nuclear. Também omite uma secção sobre a expansão da energia nuclear que estava na revisão política do ano passado. O presidente da Comissão de Segurança Nuclear, Haruki Madarame, disse num inquérito parlamentar em Fevereiro de 2012 que "as regras de segurança atómica do Japão são inferiores aos padrões globais e deixaram o país despreparado para o desastre nuclear de Fukushima em Março passado". Houve falhas e uma aplicação frouxa das regras de segurança que regem as empresas de energia nuclear japonesas, o que incluiu uma protecção insuficiente contra tsunamis.
O movimento antinuclear organizou protestos, marchas, petições e campanhas de conscientização para pressionar o governo japonês a reduzir sua dependência da energia nuclear e investir em alternativas mais seguras e limpas. Esses esforços foram amplificados pela crescente preocupação pública com a segurança e os impactos da energia nuclear, alimentada pelo desastre de Fukushima e pelas revelações subsequentes sobre falhas de segurança e má gestão na indústria nuclear japonesa. Como resultado da pressão pública e do ativismo anti-nuclear, o Japão introduziu políticas para reduzir gradualmente sua dependência da energia nuclear e aumentar a participação de fontes de energia renovável em sua matriz energética.

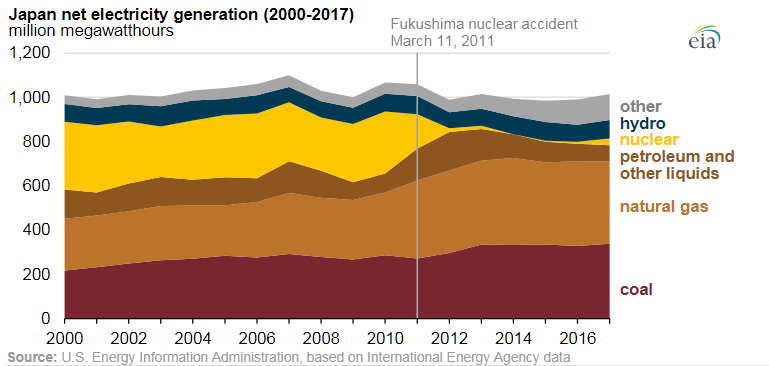
O uso da energia nuclear (em amarelo) no Japão diminuiu significativamente após o acidente de Fukushima (em destaque na linha). Observe o crescimento acentuado de "outros" (em cinza), em vrtude de investimento em fontes renovaveis de energia - eólica, solar, biomassa, etc.

Mas a oposição não é unânime: o debate sobre o futuro da energia nuclear no Japão continua sendo controverso, com diferentes visões sobre os riscos e benefícios associados à energia nuclear e o papel que ela deve desempenhar na política energética do país. O movimento anti-nuclear continua a desempenhar um papel importante na definição desse debate e na defesa de políticas energéticas mais seguras e sustentáveis no Japão. Por um lado, há aqueles que defendem a eliminação gradual ou total da energia nuclear, argumentando que os riscos associados à energia nuclear são muito grandes e que o país deve priorizar fontes de energia mais seguras e sustentáveis, como solar, eólica e hidrelétrica. Esses grupos frequentemente apontam para os perigos representados pelos reatores nucleares, preocupações com o gerenciamento de resíduos radioativos e os desafios de segurança associados à operação das usinas nucleares. Por outro lado, há defensores da energia nuclear que argumentam que a energia nuclear desempenha um papel importante na garantia da segurança energética do país e na redução das emissões de gases de efeito estufa. Eles destacam os avanços tecnológicos na segurança nuclear, os benefícios econômicos da energia nuclear e a necessidade de diversificação da matriz energética para garantir um fornecimento estável de energia. O debate sobre a energia nuclear no Japão é influenciado por considerações políticas, econômicas, ambientais e sociais, e há uma diversidade de opiniões entre os políticos, especialistas, grupos de interesse e o público em geral. A questão continua a ser um tema importante na agenda política japonesa, e o país continua a enfrentar desafios pertinentes na definição de sua política energética futura.
O ex-primeiro-ministro Shinzo Abe , que chegou ao poder em 2012, colocou a energia nuclear de volta na agenda política, com planos para reiniciar o maior número possível de reatores. Em Julho de 2015, o governo apresentou as suas ideias para reduzir as emissões de gases com efeito de estufa às Nações Unidas, e a proposta incluía uma meta para a energia nuclear satisfazer pelo menos 20% do consumo de electricidade do Japão até 2030. Fontes de energia renováveis , como a energia hidroeléctrica e a energia solar, contribuiria com mais de 22%.

#### Críticas ao governo japonês

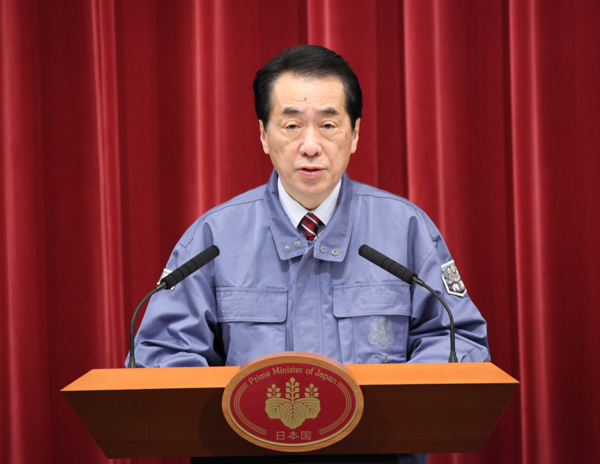
O então primeiro-ministro japonês Naoto Kan dando uma entrevista coletiva no primeiro dia da crise nuclear em Fukushima. Ele foi duramente criticado pela opinião pública pela resposta de seu gabinete ao desastre. Em agosto daquele mesmo ano anunciou sua renuncia ao cargo.

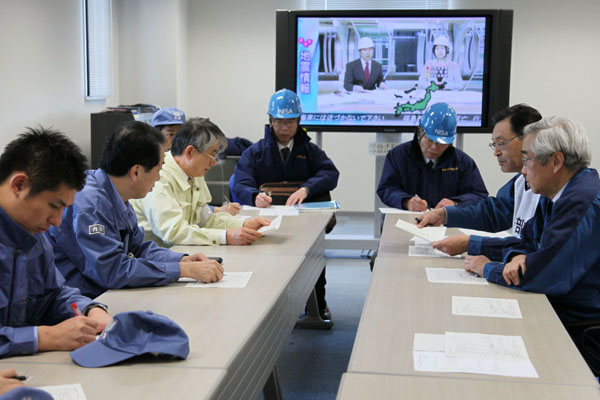
Reunião de Kan (centro esquerda) com funcionários da TEPCO na Usina Nuclear de Fukushima Daiichi na manhã seguinte ao terremoto e tsunami de Tōhoku em 2011.

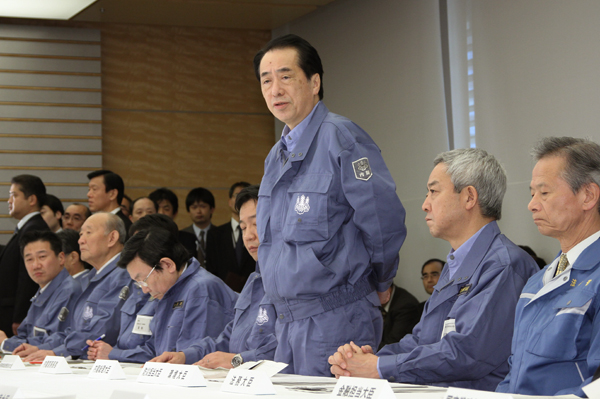
O primeiro ministro durante uma reunião com especialistas das mais variadas áreas para formular respostas e medidas, para conter a crise nuclear e reparar danos do terremoto e tsunami.

O governo japonês enfrentou críticas significativas em várias áreas devido ao seu manejo do acidente de Fukushima. O governo foi criticado por sua resposta inicial ao desastre, considerada lenta e desorganizada. Houve relatos de falta de coordenação entre as agências governamentais, falta de clareza nas informações fornecidas ao público e falhas na evacuação e fornecimento de assistência às comunidades afetadas. As autoridades foram acusadas de falta de transparência e comunicação inadequada durante e após o acidente. Muitas pessoas nas áreas afetadas sentiram que não receberam informações suficientes sobre os riscos à saúde e segurança, o que levou a confusão e desconfiança em relação ao governo.
O governo foi criticado por falhar em supervisionar adequadamente a indústria nuclear e em implementar regulamentações eficazes para garantir a segurança das usinas nucleares. Houve preocupações sobre a influência indevida das empresas nucleares sobre as agências reguladoras e a falta de fiscalização rigorosa das práticas de segurança. O governo foi acusado de não ter um plano eficaz para lidar com os resíduos radioativos gerados pelo acidente e para descontaminar as áreas afetadas. Muitas pessoas nas comunidades evacuadas expressaram preocupações sobre o longo prazo impactos ambientais e de saúde do desastre. O governo enfrentou críticas pela forma como lidou com o reassentamento das comunidades evacuadas devido ao desastre. Muitas pessoas se sentiram abandonadas pelo governo e enfrentaram dificuldades para reconstruir suas vidas em novas áreas. Segundo o relário da Comissão Independente de Investigação:
A Comissão conclui que a confusão dos residentes sobre a evacuação resultou da negligência e do fracasso dos reguladores ao longo dos anos na implementação de medidas adequadas contra um desastre nuclear, bem como da falta de acção por parte de governos e reguladores anteriores centrados na gestão de crises. O sistema de gestão de crises que existia para o Kantei e os reguladores deveria proteger a saúde e a segurança do público, mas falhou nesta função. O governo central... não transmitiu a gravidade do acidente... 20% dos moradores da cidade que hospeda a usina sabiam do acidente quando a evacuação da zona de 3 km foi ordenada às 21h23 do noite de 11 de março. Houve grande confusão sobre a evacuação, causada por ordens prolongadas de abrigo no local e ordens de evacuação voluntária. Alguns residentes foram evacuados para áreas de alta dosagem porque não foram fornecidas informações de monitoramento de radiação.
A ventilação da usina de Fukushima começou na manhã de 12 de março, logo após a reunião de Kan com a administração da Tokyo Electric Power Company (TEPCO) na usina, e naquela tarde a usina sofreu sua primeira explosão. Naquela noite, seguindo uma ordem do Ministro do METI, Kaieda, para começar a bombear água do mar para a planta para fins de resfriamento de emergência, Kan expressou preocupação de que o plano de injeção de água do mar pudesse levar à recriticidade, em resposta à qual a TEPCO instruiu o gerente da planta, Masao Yoshida , a parar de bombear. (uma ordem que Yoshida ignorou tacitamente). Após mais instruções sobre o assunto, Kan ordenou que o bombeamento continuasse mais tarde naquela noite. Várias semanas depois, Shinzo Abe divulgou informações de que Kan havia ordenado a interrupção do bombeamento, o que o Yomiuri Shimbun e outros meios de comunicação relataram como fato, e o líder da oposição Sadakazu Tanigaki acusou o governo de causar os colapsos de Fukushima.
No início da manhã de 15 de março, em meio a rumores de que a TEPCO pretendia abandonar a usina e permitir um colapso total que potencialmente desencadearia uma evacuação de toda a região de Kanto, Kan ordenou o estabelecimento de uma sede de resposta conjunta entre o governo e a TEPCO, e viajou pessoalmente para a sede da TEPCO com meia hora de antecedência. Embora esta medida tenha inicialmente antagonizado a TEPCO, mais tarde foi avaliada positivamente como uma melhoria das comunicações entre o operador da central e agências governamentais, como as Forças de Autodefesa e o Corpo de Bombeiros de Tóquio. Kan dormiu no gabinete do primeiro-ministro e não voltou para casa durante uma semana inteira após o desastre; ele usou macacão azul em vez de terno até o final de março.
Kan assumiu uma postura cada vez mais antinuclear nos meses que se seguiram ao desastre de Fukushima. Em maio, ele ordenou que a antiga Usina Nuclear de Hamaoka fosse fechada devido a temores de terremotos e tsunamis, e disse que congelaria os planos para construir novos reatores. Apesar da queda na popularidade, Kan rejeitou os apelos para renunciar enquanto o país continuava a sofrer com o terremoto, o tsunami e as crises nucleares da primavera de 2011. Um ano após o início do cargo de primeiro-ministro, em 2 de junho de 2011, Kan propôs sua renúncia, horas antes da Dieta ser apresentada. um voto de desconfiança. A moção foi derrotada por 293 a 152, reforçando a posição do Primeiro Ministro.
Houve críticas e alegações de que o governo japonês não foi totalmente transparente e omite algumas informações durante e após o desastre de Fukushima. Alguns observadores argumentam que o governo subestimou inicialmente a gravidade do acidente nuclear e não forneceu informações completas sobre os riscos à saúde e segurança pública. Além disso, tem havido preocupações sobre a precisão e a consistência das informações fornecidas pelo governo japonês durante a crise, bem como a velocidade com que essas informações foram divulgadas ao público. Essa falta de transparência e comunicação eficaz contribuiu para a confusão e a desconfiança entre os residentes locais e o público em geral, aumentando as críticas ao governo japonês. Houve  percepção de que as medidas de resposta de emergência do governo japonês foram lentas e desorganizadas durante e após o desastre de Fukushima. Essas críticas incluíram a evacuação caótica e incompleta das áreas afetadas, a falta de fornecimento de suprimentos básicos e assistência às comunidades evacuadas, bem como a percepção de que não foram tomadas medidas rápidas o suficiente para mitigar os riscos à saúde pública e à segurança. A lentidão e a falta de coordenação na resposta de emergência contribuíram para aumentar a confusão e o pânico entre os residentes locais e o público em geral, e levaram a críticas generalizadas ao governo japonês por sua gestão da crise.

No dia 14 de março, três dias após o acidente, a Comissão de Segurança Nuclear aconselhou os residentes a tomar comprimidos de iodo estáveis, que são eficazes na prevenção de danos à saúde em caso de exposição interna à radiação. Posteriormente, com base no conselho da Comissão de Segurança Nuclear, o chefe da Sede de Resposta Local a Desastres Nucleares do governo solicitou à província de Fukushima e aos municípios relacionados que administrassem comprimidos de iodo estável aos residentes no dia 16, mas isso não foi concluído mais de quatro dias após o acidente:
"Imediatamente após o Grande Terremoto no Leste do Japão, em 11 de março de 2011, o público não pôde receber informações precisas sobre a realidade do acidente na Usina Nuclear de Fukushima devido a problemas de comunicação com estações base de telefonia móvel causados por cortes de energia e uso inadequado. de satélites de comunicação entre governos locais. Estes problemas de telecomunicações causaram não só um atraso entre o governo central japonês e os governos locais, mas também uma falha na transmissão da gravidade do acidente aos residentes. O governo central emitiu ordens de evacuação, mas em algumas áreas observou-se um atraso no tempo que os residentes levaram para perceber as ordens."
Houve preocupações sobre a influência indevida da indústria nuclear sobre as políticas e regulamentações governamentais, o que pode ter contribuído para a falta de supervisão adequada das práticas de segurança em Fukushima e em outras usinas nucleares no Japão. Em Julho de 2011, Kan disse que o Japão deve reduzir a sua dependência da energia nuclear, rompendo com um esforço do governo japonês de décadas para construir mais centrais nucleares no país. "Devemos abandonar o plano para que a energia nuclear contribua com 53 por cento (do fornecimento de electricidade) até 2030 e reduzir o grau de dependência da energia nuclear", disse Kan num painel do governo. Kan disse que o Japão deveria abandonar os planos de construir 14 novos reatores até 2030. Ele quer "aprovar um projeto de lei para promover a energia renovável e questionou se empresas privadas deveriam operar usinas atômicas". Em agosto, Kan demitiu três dos principais funcionários da energia nuclear do Japão em um esforço para romper os laços entre o governo e a indústria atômica.
Em 16 de dezembro de 2012, o Japão realizou suas eleições gerais. O Partido Liberal Democrático (LDP) teve uma vitória clara, com Shinzō Abe como o novo primeiro-ministro . Abe apoiou a energia nuclear, dizendo que deixar as centrais fechadas custaria ao país 4 biliões de ienes por ano em custos mais elevados. O comentário veio depois que Junichiro Koizumi , que escolheu Abe para sucedê-lo como primeiro-ministro, fez uma declaração para instar o governo a tomar uma posição contra o uso da energia nuclear. Uma pesquisa sobre prefeitos locais feita pelo jornal Yomiuri Shimbun em 2013 descobriu que a maioria deles de cidades que hospedam usinas nucleares concordaria em reiniciar os reatores, desde que o governo pudesse garantir sua segurança. Mais de 30.000 pessoas marcharam em 2 de junho de 2013, em Tóquio, contra o reinício das usinas nucleares. Os manifestantes reuniram mais de 8 milhões de assinaturas de petições que se opõem à energia nuclear. Anteriormente um defensor da construção de mais reatores, o primeiro-ministro Naoto Kan assumiu uma postura cada vez mais antinuclear após o acidente. Em maio de 2011, ele ordenou o fechamento da antiga Usina Nuclear de Hamaoka devido a preocupações com terremotos e tsunamis, e disse que congelaria os planos de construção. Em julho de 2011, Kan disse: “O Japão deveria reduzir e eventualmente eliminar sua dependência da energia nuclear”.

#### Impacto internacional
Na sequência, a Alemanha acelerou os planos para encerrar os seus reactores nucleares e decidiu eliminar gradualmente os restantes até 2022. A Bélgica e a Suíça também alteraram as suas políticas nucleares para eliminar gradualmente todas as operações de energia nuclear. A Itália realizou um referendo nacional, no qual 94 por cento votaram contra o plano do governo de construir novas centrais nucleares. Na França, o presidente Hollande anunciou a intenção do governo de reduzir o uso nuclear em um terço. Contudo, o governo reservou apenas uma central eléctrica para encerramento – a antiga Central Nuclear de Fessenheim, na fronteira alemã – o que levou alguns a questionar o compromisso do governo com a promessa de Hollande. O Ministro da Indústria, Arnaud Montebourg, declarou oficialmente que Fessenheim será a única central nuclear a encerrar. Numa visita à China em dezembro de 2014, ele garantiu ao seu público que a energia nuclear era um “setor do futuro” e continuaria a contribuir com “pelo menos 50%” da produção de eletricidade da França. Outro membro do Partido Socialista de Hollande, o deputado Christian Bataille , disse que Hollande anunciou a restrição nuclear para garantir o apoio dos seus parceiros da coligação Verde no parlamento.
A China suspendeu brevemente o seu programa de desenvolvimento nuclear, mas reiniciou-o pouco depois. O plano inicial era aumentar a contribuição nuclear de 2 para 4 por cento da electricidade até 2020, com um programa crescente depois disso. A energia renovável fornece 17% da eletricidade da China, 16% da qual é hidroeletricidade . A China planeja triplicar sua produção de energia nuclear até 2020 e triplicá-la novamente entre 2020 e 2030. Novos projetos nucleares estavam em andamento em alguns países. A KPMG reporta 653 novas instalações nucleares planeadas ou propostas para conclusão até 2030.

### Custos ambientais

#### Tratamento de água radioativa

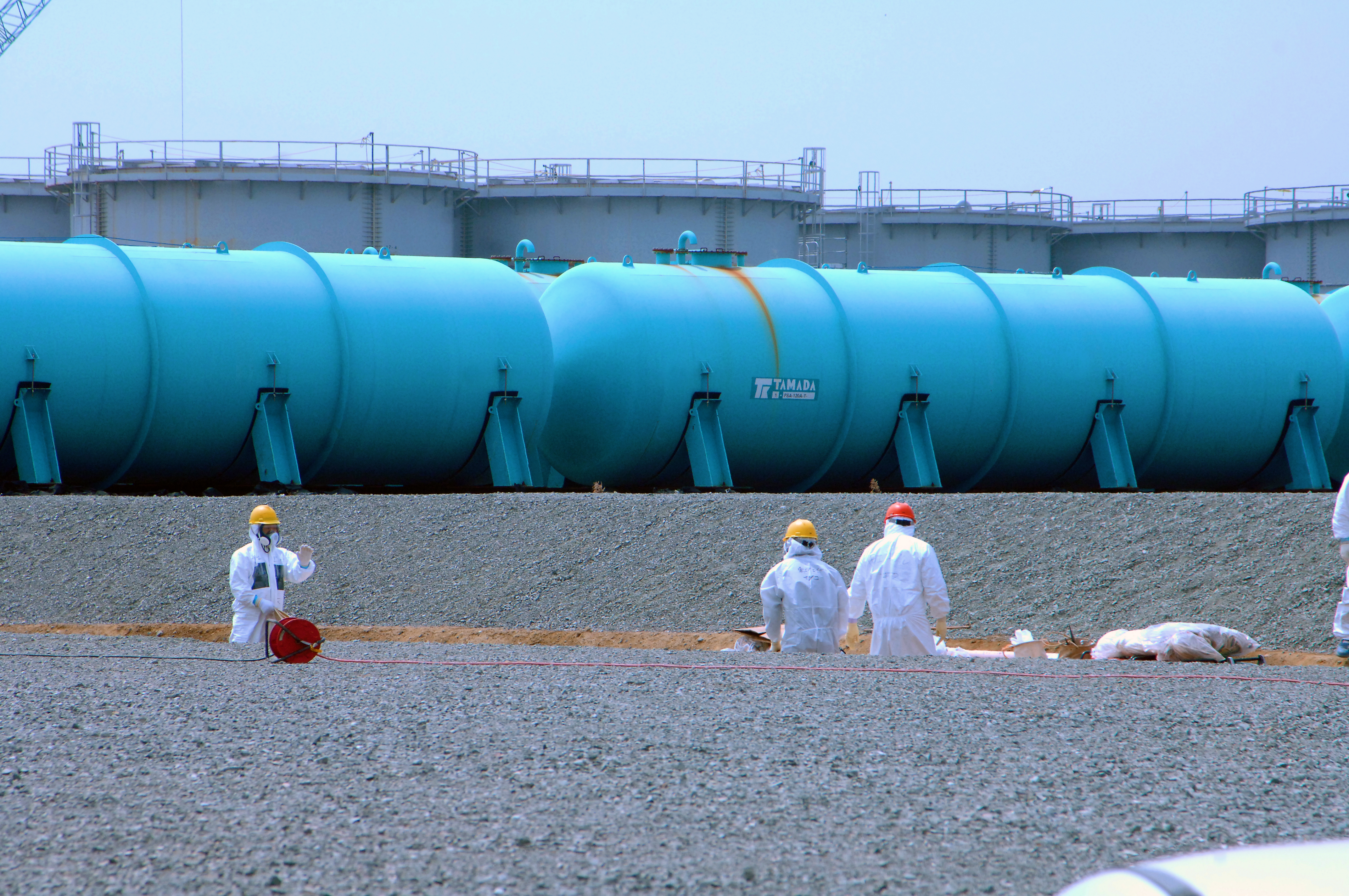
Trabalhadores da Central Nuclear de Fukushima Daiichi da TEPCO trabalham entre reservatórios subterrâneos de armazenamento de água em 17 de abril de 2013. Dois tipos de tanques de armazenamento acima do solo surgem ao fundo.

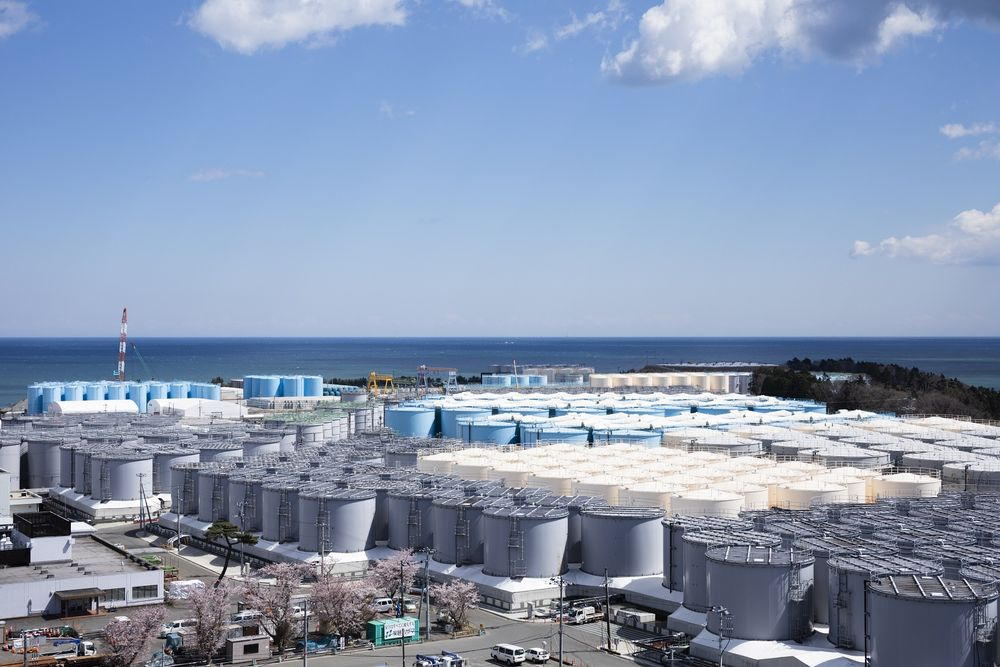
Centenas de reservatórios de água contaminada, cada um com milhares de litros, alinhados nos arredores da Central de Fukushima Daiichi.

O volume total de água radiativa gerado ao longo dos anos na Usina Nuclear de Fukushima Daiichi é enorme e tem aumentado desde o acidente em março de 2011. A quantidade exata de água radiativa acumulada varia ao longo do tempopor varios motivos, incluindo a quantidade de água utilizada para resfriamento, as medidas de descontaminação implementadas e as perdas por evaporação e vazamentos. No entanto, para fornecer uma ideia do volume envolvido, em outubro de 2021, a Tokyo Electric Power Company (TEPCO), anunciou que aproximadamente 1,3 milhão de toneladas de água radioativa estavam armazenadas em mais de mil tanques na usina. Essa água radioativa consiste principalmente em água utilizada para resfriar os reatores danificados, mas também pode incluir água que entrou em contato com o solo e os escombros contaminados na usina. A gestão e a disposição adequadas dessa água radiativa têm sido objeto de debate e preocupação, e várias opções estão sendo consideradas pelas autoridades japonesas, especialistas e comunidades afetadas.
Ao longo dos anos, várias preocupações surgiram sobre o armazenamento e a gestão da água radiativa de resfriamento em Fukushima. Parte dessas preocupações se deve ao fato de que o espaço disponível para armazenar a água nos tanques temporários estava se esgotando e que havia o risco de vazamentos ou descargas não controladas de água contaminada no oceano. Como resultado, as autoridades japonesas consideram várias opções para lidar com a água radioativa de resfriamento, incluindo a diluição e liberação controlada no oceano, a evaporação e a construção de sistemas de descontaminação adicionais. A gestão adequada dessa água continua sendo um desafio muito grande e objeto de debate entre as autoridades, especialistas e comunidades afetadas.
Como parte dos esforços de gerenciamento da água radioativa acumulada na Usina Nuclear de Fukushima Daiichi, o Japão decidiu despejar água tratada no oceano Pacífico. Essa água tratada passou por um processo de descontaminação para reduzir os níveis de radiação a valores dentro dos padrões de segurança estabelecidos pelas autoridades reguladoras japonesas e internacionais. A decisão de despejar a água tratada no Oceano Pacífico foi tomada após uma cuidadosa avaliação dos riscos e consultas com várias partes interessadas, incluindo especialistas em energia nuclear, autoridades locais e comunidades afetadas. O governo japonês afirmou que essa era a opção mais viável e segura disponível para lidar com a crescente quantidade de água radiativa armazenada na usina. Antes do despejo da água tratada no oceano, foram implementadas medidas para garantir a segurança e minimizar os impactos ambientais. Isso incluiu a realização de testes rigorosos para garantir que a água tratada atendesse aos padrões de segurança estabelecidos, a divulgação transparente de informações sobre o processo de descontaminação e o estabelecimento de monitoramento contínuo dos níveis de radiação no oceano após o despejo. O despejo da água tratada no oceano Pacífico foi planejado para ser realizado gradualmente ao longo de vários anos, a fim de minimizar os impactos e permitir um monitoramento cuidadoso dos resultados. Essa medida foi objeto de debate e controvérsia, mas foi defendida pelas autoridades japonesas como a melhor opção disponível para lidar com a água radiativa acumulada na usina.

#### Contaminação do oceano

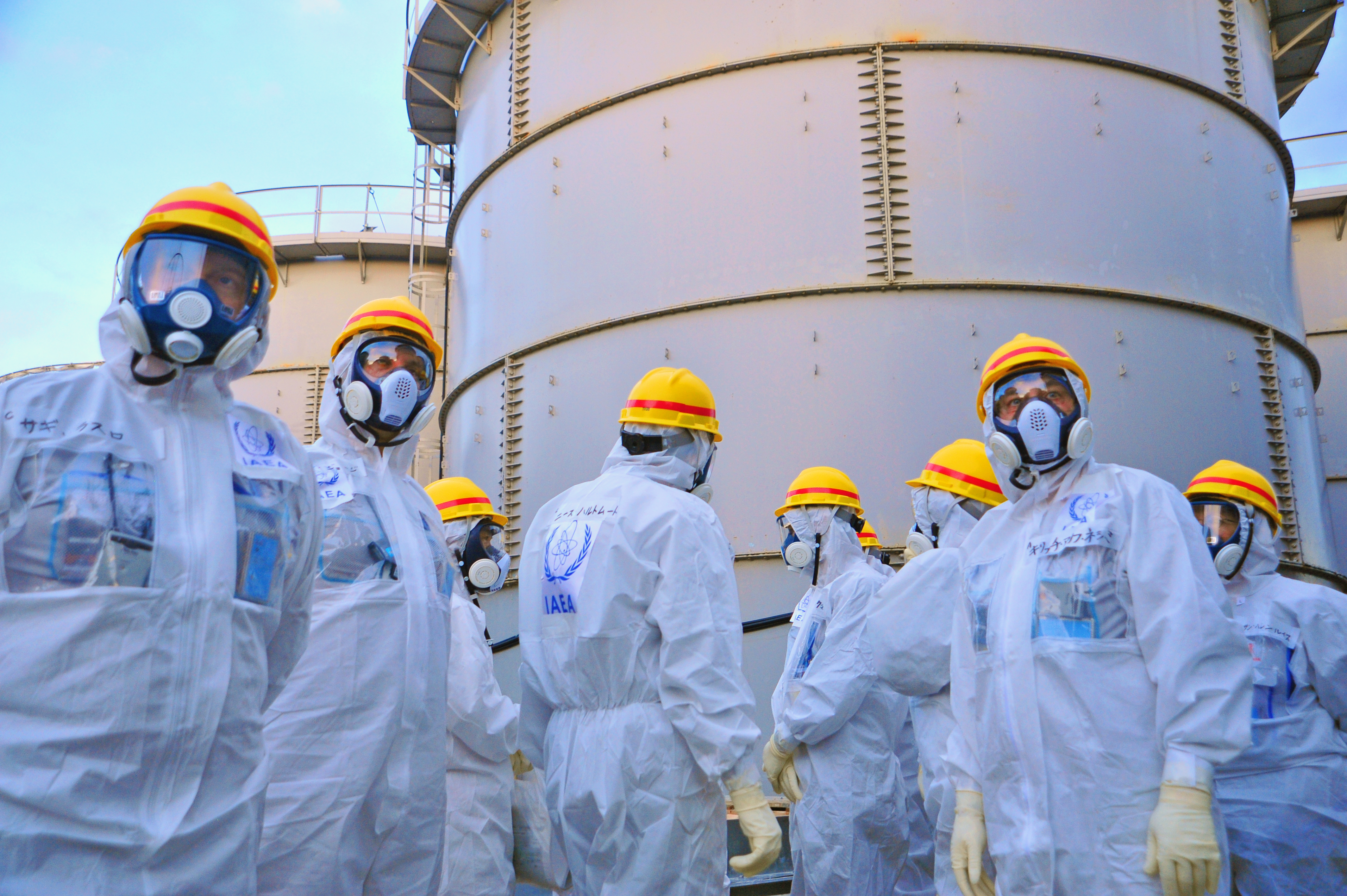
Uma equipe de especialistas da AIEA verifica os enormes tanques de armazenamento de água contaminada da Central Nuclear de Fukushima. O acumulo de água radiativa se mostrou um desafio para a operação da usina danificada e uma ameaça ao oceano.

O Oceano Pacífico foi contaminado pelo acidente na Usina, já que, durante e após o acidente, houve liberação de grandes quantidades de água contaminada com material radioativo na usina, e parte desse material acabou chegando ao oceano. Uma das principais fontes de contaminação do oceano foi a água utilizada para resfriar os reatores danificados. Essa água, conhecida como "água de resfriamento", ficou contaminada com substâncias radioativas após entrar em contato com os reatores danificados e vazar para os porões dos reatores e para o subsolo da usina. Parte dessa água acabou sendo descarregada deliberadamente no oceano como medida para liberar espaço para armazenamento de água mais contaminada. Isótopos de Iodo, Césio, Estrôncio e Ruthenio foram encontrados na costa japonesa por análises químicas. Além disso, houve liberação de partículas radioativas diretamente para o ar durante as explosões e vazamentos na usina. Essas partículas podem ter sido depositadas na superfície do oceano através da precipitação radioativa ou por meio do vento. A TEPCO admitiu vazamentos e, até meados de 2013, alegava que os picos de radiação na água vazada para o oceano eram de cerca de 100 Milisieverts por hora, mas admitiu que a medição foi realizada com dosímetros que tinham esse teto limite (ou seja, tinham chegado em sua capacidade máxima de medição). Após usar contadores de alta dosagem descobriram que a real quantidade de radiação emitida era cerca de 18 vezes a inicialmente relatada, chegando a atingir 1,2 Siverst de radiação por hora - o suficiente para matar um ser humano em até 4 horas. Cerca de 120 toneladas de água nessas condições podem ter vazado para o oceano pacífico. A Tepco havia construído uma barreira subterrânea junto ao mar, mas a água proveniente dos reatores danificados estava passando por cima da estrutura de contenção. Segundo um dirigente do Ministério da Economia, Comércio e Indústria do Japão, o volume de água despejado diariamente no Pacífico era de aproximadamente 300 toneladas. Segundo o jornal Asahi Shinbun, uma força-tarefa do governo japonês calculou em três semanas o prazo para a água contaminada chegar à superfície.
Até outubro de 2019, 1,17 milhão de metros cúbicos de água contaminada estavam armazenados na área da usina. A água está sendo tratada por um sistema de purificação que pode remover radionuclídeos, exceto o trítio, a um nível que as regulamentações japonesas permitem que sejam descarregados no mar. Em Dezembro de 2019, 28% da água tinha sido purificada até ao nível exigido, enquanto os restantes 72% necessitavam de purificação adicional. No entanto, o trítio não pode ser separado da água. Em outubro de 2019, a quantidade total de trítio na água era de cerca de 856 terabecquerels , e a concentração média de trítio era de cerca de 0,73 megabecquerels por litro. Um comité criado pelo governo japonês concluiu que a água purificada deveria ser libertada para o mar ou evaporada para a atmosfera. O comitê calculou que descarregar toda a água no mar em um ano causaria uma dose de radiação de 0,81 microsieverts para a população local, enquanto a evaporação causaria 1,2 microsieverts. Para efeito de comparação, os japoneses obtêm 2.100 microsieverts por ano a partir da radiação natural.

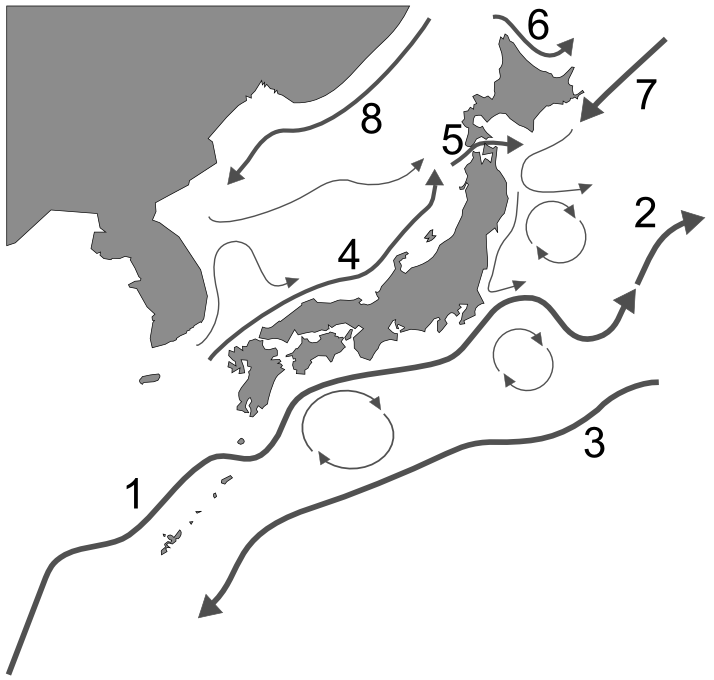
As correntes oceânicas que cercam o arquipélago japonês: 1. Kuroshio 2. Extensão de Kuroshio 3. Contracorrente de Kuroshio 4. Corrente de Tsushima 5. Corrente de Tsugaru 6. Corrente de Sōya 7. Oyashio 8. Corrente de Liman.

A contaminação do oceano Pacífico gerou preocupações sobre os potenciais impactos na saúde dos ecossistemas marinhos e na segurança dos frutos do mar. As autoridades japonesas e organizações internacionais têm monitorado de perto os níveis de radiação no oceano e implementado medidas para mitigar os impactos da contaminação e proteger a saúde pública. Após o acidente, as autoridades japonesas implementaram medidas rigorosas de monitoramento e controle para garantir a segurança dos frutos do mar e proteger os consumidores da exposição à radiação. Isso incluiu a proibição temporária da pesca comercial em certas áreas próximas à baía de Fukushima e em outras regiões costeiras ao redor da usina. Inicialmente, a proibição da pesca foi uma medida de precaução para evitar a captura e a venda de frutos do mar potencialmente contaminados com material radioativo. No entanto, ao longo do tempo, à medida que as autoridades realizavam testes e monitoravam os níveis de radiação nos frutos do mar, algumas áreas foram gradualmente reabertas para a pesca comercial, à medida que os níveis de radiação diminuíam e os produtos do mar atendiam aos padrões de segurança estabelecidos.
Ainda hoje, as autoridades japonesas continuam a monitorar de perto os níveis de radiação nos frutos do mar e implementar medidas de segurança alimentar para proteger os consumidores. Isso inclui testes regulares de radiação em frutos do mar capturados na região e a implementação de limites de radiação permitidos para garantir a segurança dos produtos do mar comercializados. Embora tenha havido alguns impactos de curto prazo na pesca comercial devido ao acidente de Fukushima, a reabertura gradual de áreas para a pesca reflete os esforços contínuos das autoridades japonesas para garantir a segurança dos produtos do mar e apoiar a recuperação das comunidades pesqueiras locais.
As correntes marítimas desempenharam um papel importante na dispersão da contaminação radioativa resultante do acidente nuclear. Após o desastre, parte da água contaminada da usina foi liberada no oceano Pacífico, e as correntes marinhas transportaram essa água para diferentes regiões ao redor do mundo. As correntes oceânicas são movimentos contínuos de água que podem transportar materiais, incluindo contaminantes, ao longo de grandes distâncias ao longo do tempo. No caso de Fukushima, as correntes oceânicas levaram a água contaminada para o leste, em direção ao oceano Pacífico, e também para o norte e para o sul, ao longo da costa do Japão.
De acordo com o Instituto Francês de Proteção Radiológica e Segurança Nuclear, a liberação do acidente representa as mais importantes emissões oceânicas individuais de radioatividade artificial já observadas. A costa de Fukushima tem uma das correntes mais fortes do mundo (Corrente Kuroshio). Transportou as águas contaminadas para o Oceano Pacífico, dispersando a radioatividade. No final de 2011, as medições da água do mar e dos sedimentos costeiros sugeriam que as consequências para a vida marinha seriam menores. Uma poluição significativa ao longo da costa perto da central poderá persistir, devido à chegada contínua de material radioactivo transportado para o mar pelas águas superficiais que atravessam o solo contaminado. A possível presença de outras substâncias radioativas, como o estrôncio-90 ou o plutônio , não foi suficientemente estudada. Medições recentes mostram contaminação persistente de algumas espécies marinhas (principalmente peixes) capturadas ao longo da costa de Fukushima.

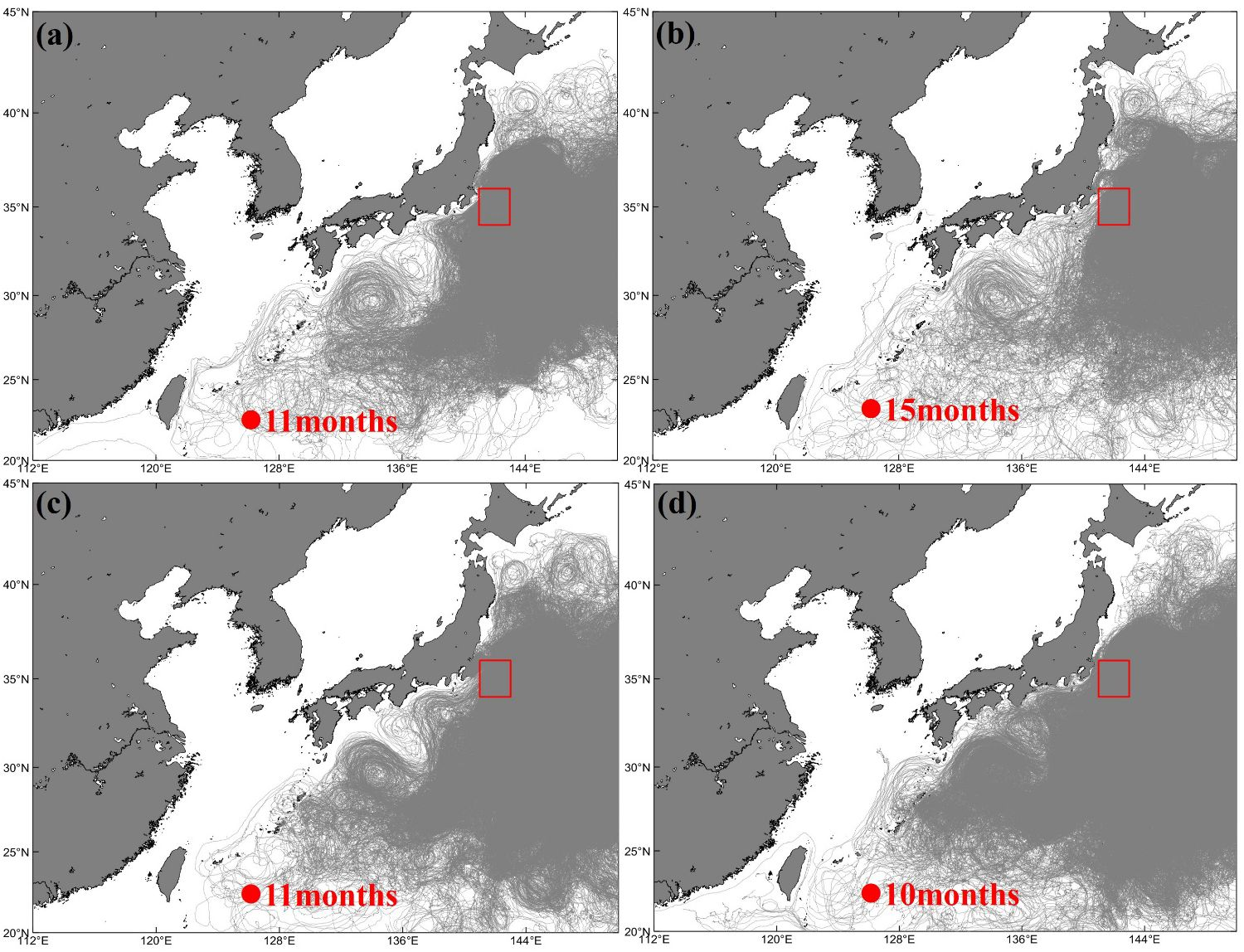
Esta figura representa respectivamente os caminhos das partículas liberadas durante a primavera, verão, outono e inverno de 2021, à medida que chegam à área marinha a leste de Taiwan. Nestas figuras, as linhas sólidas cinzentas indicam as trajetórias das partículas, enquanto os quadrados vermelhos das linhas sólidas indicam os locais de libertação inicial das partículas. Os círculos sólidos vermelhos marcam o tempo aproximado da chegada das partículas na área marítima do sudeste ao largo de Taiwan. Os tempos indicados representam os meses em que a concentração acumulada de partículas atinge 0,001 ppm

Os organismos que filtram a água e os peixes no topo da cadeia alimentar são, ao longo do tempo, os mais sensíveis à poluição por césio. Justifica-se, portanto, manter a vigilância da vida marinha pescada nas águas costeiras ao largo de Fukushima. As espécies pelágicas migratórias também são transportadores rápidos e altamente eficazes de poluentes por todo o oceano. Níveis elevados de Cs-134 apareceram em espécies migratórias na costa da Califórnia que não foram vistas antes do acidente. Em abril de 2014, estudos confirmaram a presença de atum radioativo nas costas do Pacífico dos EUA. Os pesquisadores realizaram testes em 26 atuns voadores capturados antes do acidente da usina de energia de 2011 e nos capturados depois. No entanto, a quantidade de radioatividade é menor do que a encontrada naturalmente numa única banana. Cs-137 e Cs-134 foram observados no badejo japonês na Baía de Tóquio em 2016. "A concentração de radiocésio no badejo japonês foi uma ou duas ordens de magnitude maior do que na água do mar, e uma ordem de magnitude inferior à do sedimento." Eles ainda estavam dentro dos limites de segurança alimentar. Em Fevereiro de 2018, o Japão renovou a exportação de peixe capturado na zona costeira de Fukushima. De acordo com funcionários da província, desde abril de 2015 não foram encontrados frutos do mar com níveis de radiação superiores aos padrões de segurança do Japão. Em 2018, a Tailândia foi o primeiro país a receber um carregamento de peixe fresco da província japonesa de Fukushima. Um grupo que faz campanha para ajudar a prevenir o aquecimento global exigiu que a Food and Drug Administration divulgasse o nome do importador de peixe de Fukushima e dos restaurantes japoneses que o servem em Banguecoque. Srisuwan Janya, presidente da Associação Stop Global Warming, disse que a FDA deve proteger os direitos dos consumidores, ordenando aos restaurantes que servem peixe de Fukushima que disponibilizem essa informação aos seus clientes, para que possam decidir se querem comê-lo ou não. Em Fevereiro de 2022, o Japão suspendeu a venda de rockfish preto de Fukushima depois de ter sido descoberto que um peixe de Soma tinha 180 vezes mais Césio-137 radioactivo do que o legalmente permitido. Os elevados níveis de radioatividade levaram os investigadores a acreditar que ele havia escapado de um quebra-mar no local do acidente, apesar das redes destinadas a impedir a saída dos peixes da área. Um total de outros 44 peixes do local do acidente apresentam níveis semelhantes.
O Japão planejou e implementou a construção de uma barreira de gelo subterrânea em torno dos reatores danificados na Usina Nuclear de Fukushima Daiichi. A ideia por trás dessa barreira de gelo era conter a contaminação da água subterrânea e evitar que ela fluísse para o oceano Pacífico, reduzindo assim a liberação de água radiativa na área circundante. A barreira de gelo, também conhecida como "muro de congelamento", foi projetada para congelar o solo ao redor dos reatores danificados, formando uma barreira subterrânea que impediria a entrada de água subterrânea nos reatores e, consequentemente, reduziria a quantidade de água radiativa gerada na usina. A construção da barreira de gelo começou em 2014 e envolveu a instalação de uma série de tubos verticais ao redor dos reatores, por meio dos quais um líquido refrigerante muito frio foi bombeado para congelar o solo ao seu redor. No entanto, o processo de construção e operação da barreira de gelo encontrou vários desafios técnicos e operacionais, e sua eficácia em conter a contaminação da água subterrânea foi questionada por alguns especialistas. Apesar disso, a construção da barreira de gelo foi uma das medidas implementadas para mitigar a contaminação na Usina Nuclear de Fukushima Daiichi.

Gráfico de análise dinâmica do tempo histórico de difusão de simulação de corrente oceânica de descarga de água tratada contendo Hidrogênio radioativo (trítio)

Recentemente, Japão tomou a decisão de descartar água radiativa tratada no oceano como parte de sua estratégia de gerenciamento da água acumulada na Usina Nuclear de Fukushima. Ao longo dos anos após o acidente de 2011, uma grande quantidade de água contaminada se acumulou na usina devido ao resfriamento contínuo dos reatores danificados e ao contato com água subterrânea que flui continuamente para as instalações. A água radiativa acumulada foi tratada por meio de um sistema de descontaminação avançado para remover a maior parte dos contaminantes radioativos, mas o sistema não remove completamente o trítio, um isótopo radioativo de hidrogênio, presente em níveis muito baixos na água. Como resultado, a água tratada ainda continha trítio em níveis abaixo dos limites de segurança estabelecidos pelas autoridades reguladoras japonesas e internacionais, mas que ainda geravam preocupações.
Em abril de 2021, o governo japonês anunciou sua decisão de descartar a água tratada, estimada em mais de um milhão de toneladas, no oceano Pacífico, após anos de deliberações e consultas com comunidades locais, autoridades pesqueiras e organizações internacionais. O descarte no oceano foi considerado pela indústria nuclear e por alguns especialistas como uma opção segura e viável, mas gerou preocupações e críticas de alguns grupos locais e países vizinhos. O governo japonês planejou implementar o descarte gradual da água tratada ao longo de vários anos, seguindo medidas rigorosas de monitoramento e transparência para garantir a segurança e minimizar os impactos ambientais.

#### Precipitação radioativa

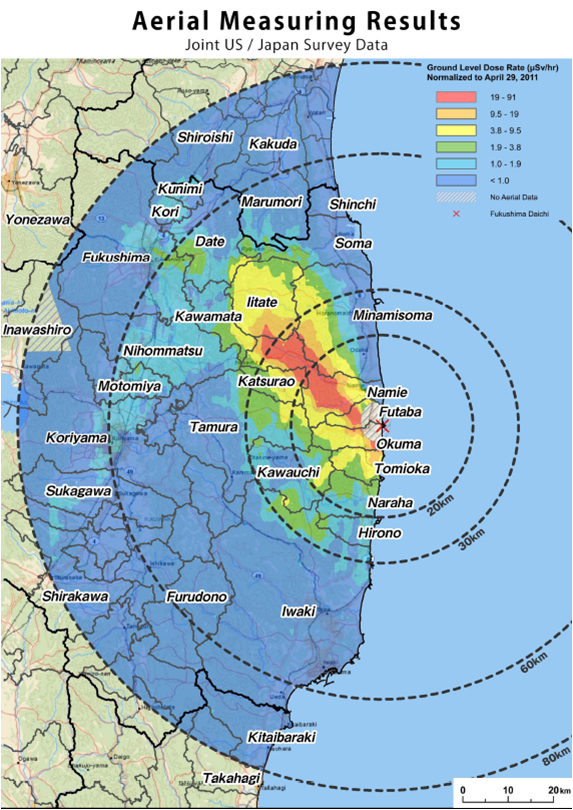
Um mapa da radioatividade instantânea da área do reator de Fukushima, medida no ar. Os circulos determinam as áreas de evacuação.

Houve precipitação radioativa após o acidente na Usina Nuclear de Fukushima Daiichi. Durante e após o acidente em março de 2011, ocorreu a liberação de grandes quantidades de material radioativo para a atmosfera e o oceano. Parte desse material radioativo foi transportado pelo vento e pelas correntes atmosféricas, resultando em precipitação radioativa em áreas próximas e distantes da usina. A precipitação radioativa ocorre quando partículas radioativas suspensas na atmosfera se depositam na superfície terrestre como resultado de chuva, neve ou outras formas de precipitação. Isso pode resultar na contaminação do solo, da água e da vegetação com materiais radioativos, representando um risco potencial para a saúde humana e o meio ambiente.
O iodo-131 foi um dos principais isótopos radioativos liberados durante o acidente na Usina Nuclear de Fukushima. Este isótopo é particularmente preocupante devido à sua rápida dispersão na atmosfera e à sua tendência de ser absorvido pela glândula tireóide humana. Durante o acidente, o iodo-131 foi liberado para o ambiente na forma de vapor e partículas finas. Ele se espalhou principalmente através da dispersão atmosférica, sendo transportado pelo vento para áreas distantes da usina nuclear. O iodo-131 também pode ter sido depositado no solo e na água por meio da precipitação radioativa, como mencionado anteriormente. Os efeitos na saúde do iodo-131 estão principalmente relacionados à sua absorção pela glândula tireóide, onde pode causar danos devido à radiação ionizante que emite. A tireoide é especialmente sensível à radiação, e a exposição ao iodo-131 pode aumentar o risco de desenvolver câncer de tireoide, especialmente em crianças e jovens. Para mitigar os efeitos do iodo-131 na saúde, foram implementadas medidas de proteção, incluindo o fornecimento de comprimidos de iodeto de potássio para as pessoas que vivem nas áreas afetadas. Além disso, as autoridades japonesas monitoram de perto os níveis de radiação na água potável e nos alimentos para garantir a segurança pública.
A radiação liberada se espalhou por diferentes partes do Japão e além das fronteiras do país. A extensão do alcance da radiação dependeu de vários fatores, incluindo a direção do vento, as condições meteorológicas e a quantidade de material radioativo liberado em diferentes momentos do acidente. Imediatamente após o acidente, a maior parte da radiação foi dispersa na atmosfera e transportada pelo vento em direção ao Oceano Pacífico. A chuva pode ter desempenhado um papel na dispersão dos isotopos radioativos liberados durante o acidente. Quando há precipitação radiativa, ou seja, quando a chuva cai em áreas contaminadas por material radioativo, os isotopos radioativos presentes na atmosfera podem se ligar às gotículas de água e serem transportados para o solo.
Isso pode resultar na deposição de material radioativo nas superfícies terrestres, incluindo solo, vegetação, edifícios e corpos d'água. A chuva radioativa pode, portanto, contribuir para a contaminação de áreas distantes da usina nuclear, à medida que o material radioativo é transportado pelo vento e depositado pelo processo de precipitação. A quantidade de material radioativo depositado durante a chuva radiativa pode variar dependendo de vários fatores, como a intensidade da chuva, a direção e a velocidade do vento, e a quantidade de material radioativo presente na atmosfera. Em algumas circunstâncias, a chuva radiativa pode contribuir para a contaminação de áreas distantes, enquanto em outras situações, os efeitos podem ser mais localizados.

Concentração calculada de césio-137 no ar após o desastre nuclear de Fukushima, 25 de março de 2011

Em Abril de 2011, também foram encontrados níveis elevados de césio-137 no ambiente após os desastres nucleares de Fukushima Daiichi. Em julho de 2011, descobriu-se que a carne de mais de 648 vacas enviadas da província de Fukushima para Tóquio tinha de 1.530 a 3.200 becquerels por quilograma de 137 Cs, excedendo consideravelmente o limite legal japonês de 500 becquerels por quilograma naquela época - a carne foi distribuida para mais de 10 provincias japonesas.  Em março de 2013, um peixe capturado perto da fábrica tinha um recorde de 740.000 becquerels por quilograma de césio radioativo, acima do limite governamental de 100 becquerels por quilograma.  Um artigo de 2013 na Scientific Reports descobriu que, para um local florestal a 50 km da planta atingida, as concentrações de 137Cs eram altas em serapilheira, fungos e detritívoros, mas baixas em herbívoros.  No final de 2014, "o radiocésio derivado de Fukushima havia se espalhado por todo o oeste do Oceano Pacífico Norte", transportado pela corrente do Pacífico Norte do Japão para o Golfo do Alasca. Foi medido na camada superficial até 200 metros e ao sul da área atual até 400 metros.

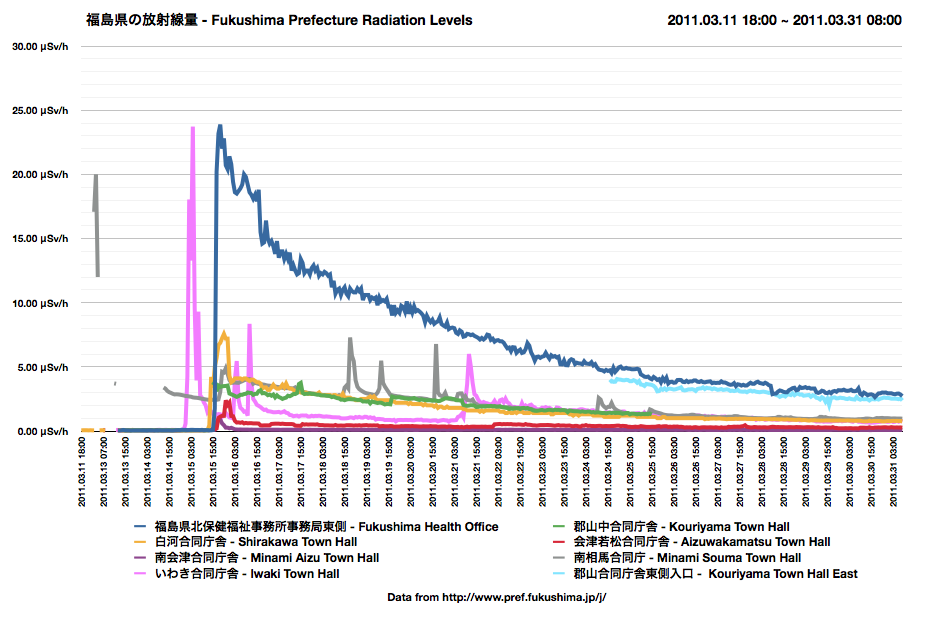
Medições de radiação da província de Fukushima, março de 2011. Uma vez libertados na atmosfera na fase gasosa, os radionuclídeos foram simplesmente diluídos, mas alguns dos que precipitam acabaram por se depositar na terra ou no oceano. Assim, a maioria (90~99%) dos radionuclídeos depositados são isótopos pesados de iodo e césio, com uma pequena porção de telúrio, que são quase totalmente vaporizados para fora do núcleo devido à sua baixa pressão de vapor.

O césio-137 é considerado o principal problema de saúde em Fukushima. Estão sendo consideradas uma série de técnicas que serão capazes de retirar de 80% a 95% do césio do solo contaminado e de outros materiais de forma eficiente e sem destruir a matéria orgânica do solo. Isso inclui jateamento hidrotérmico. O césio precipitado com ferrocianeto férrico (azul da Prússia) seria o único resíduo que exigiria cemitérios especiais.  O objectivo é reduzir a exposição anual do ambiente contaminado até 1 mSv acima do valor de base. A área mais contaminada onde as doses de radiação são superiores a 50 mSv/ano deve permanecer fora dos limites, mas algumas áreas que atualmente são inferiores a 5 mSv/ano podem ser descontaminadas, permitindo o regresso de 22.000 residentes.
Foram registradas medições de radiação elevada em várias regiões do Japão, especialmente nas proximidades da usina nuclear. Além disso, pequenas quantidades de material radioativo foram detectadas em outros países, incluindo Estados Unidos, Canadá, As autoridades japonesas e organizações internacionais monitoram de perto os níveis de radiação em todo o país e implementaram medidas de proteção adequadas para garantir a segurança pública. As autoridades japonesas e organizações internacionais realizaram extensos esforços de monitoramento para avaliar os níveis de radiação resultantes da precipitação radioativa e implementar medidas de proteção adequadas para mitigar os riscos à saúde pública. Esses esforços incluem monitoramento contínuo da radiação ambiental, restrições ao consumo de alimentos e água contaminados e esforços de descontaminação em áreas afetadas.

#### Limpeza e descontaminação

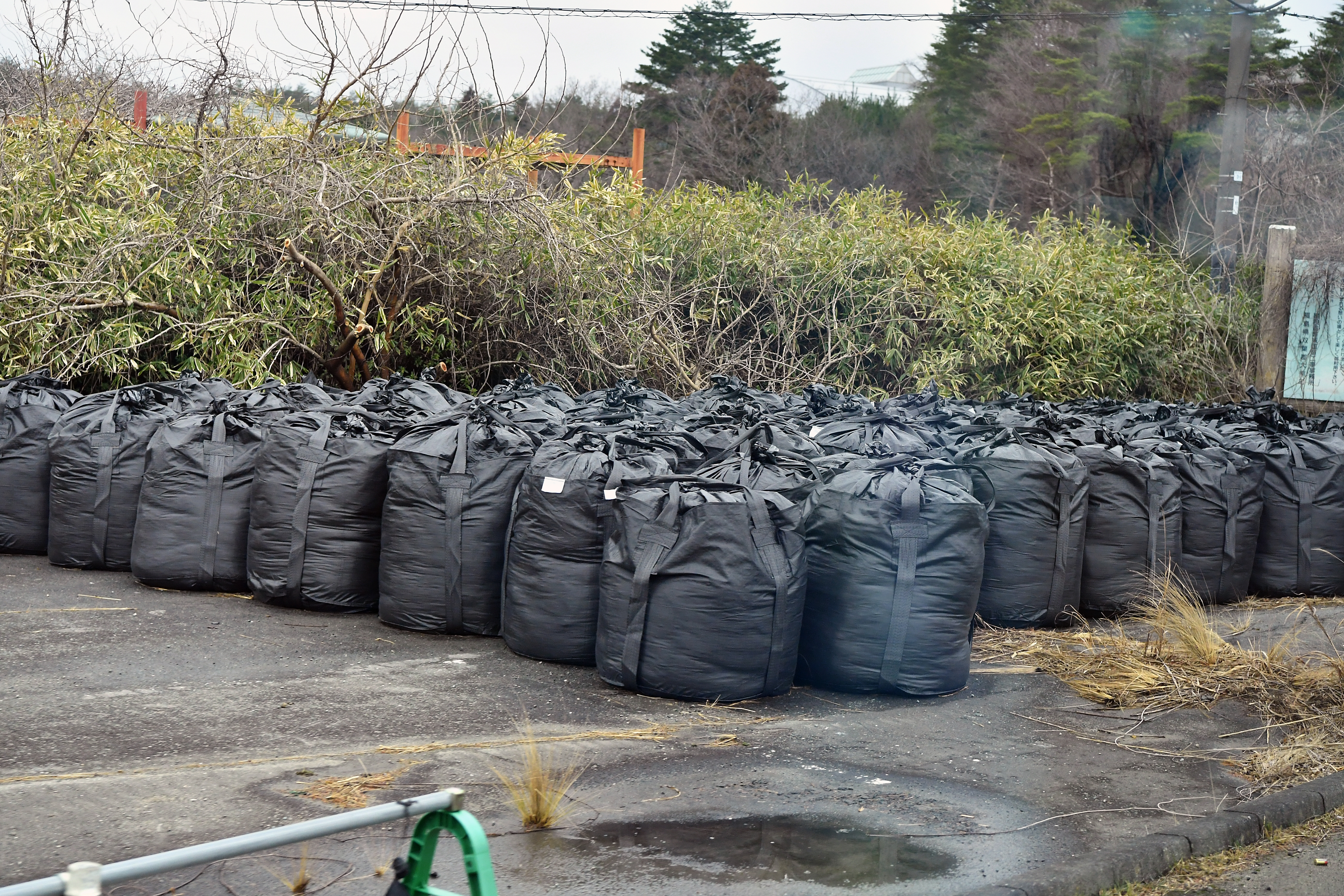
Toneladas de terra contaminada acumulada nos arredores da Usina Nuclear. O processo de descontaminação radiativa inclui a remoção dos primeiros centimetros do solo afim de limpar particulas radioativas precipitadas da atmosfera.

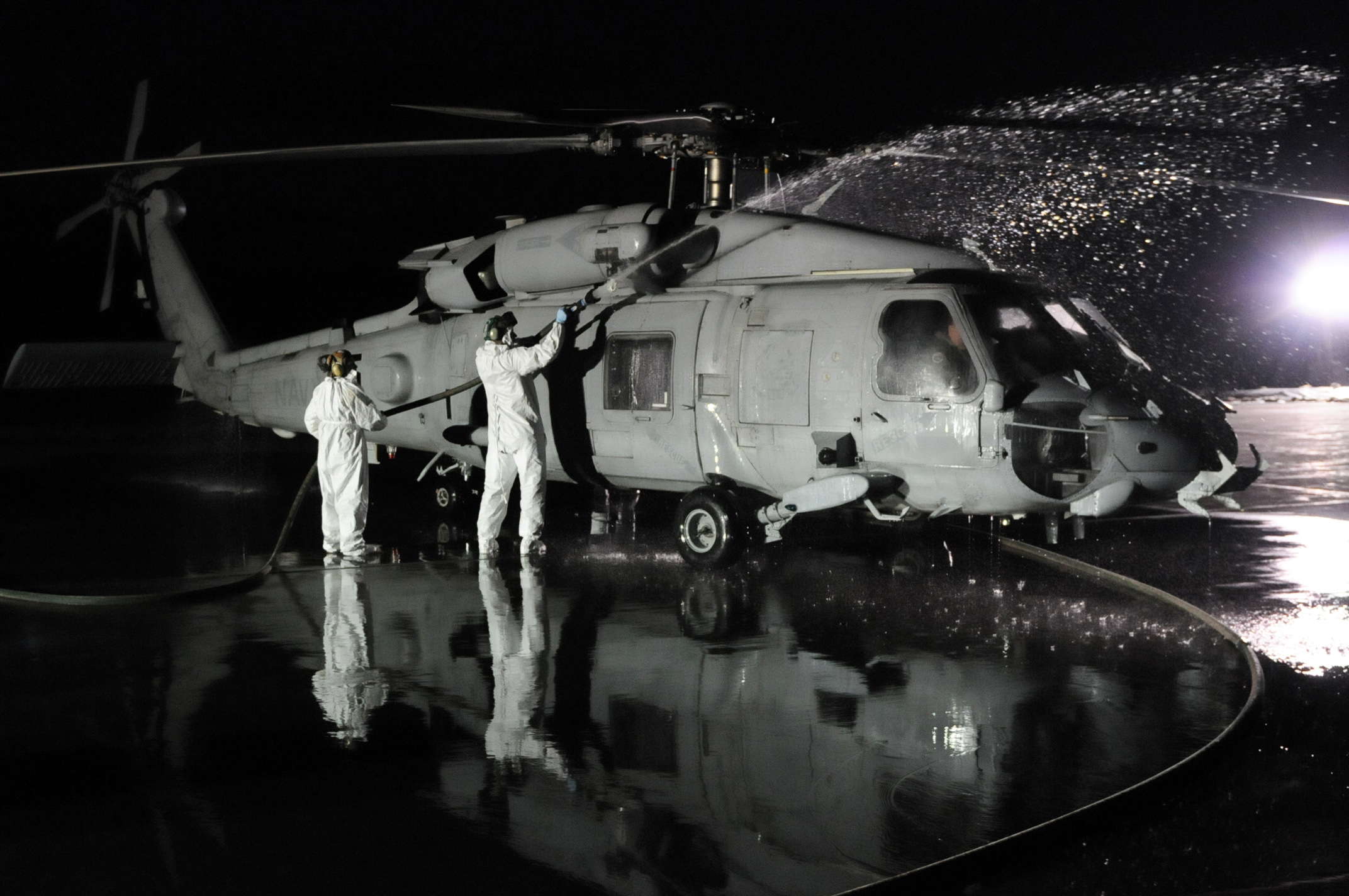
Voo humanitário da Marinha dos EUA passa por descontaminação radioativa.

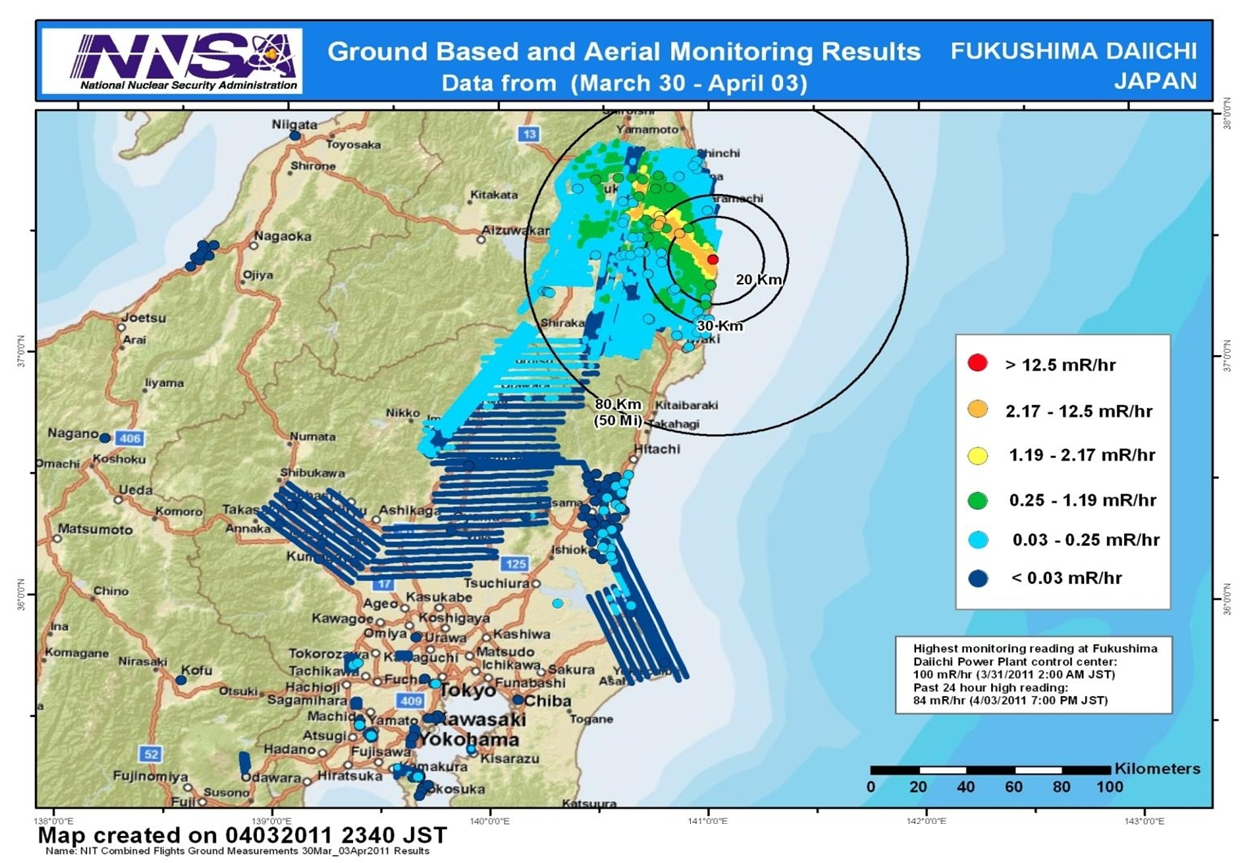
Mapa das áreas contaminadas ao redor da usina (22 de março a 3 de abril de 2011). Toda a região assinalada precisou (ou ainda precisa) passar por algum grau de descontaminação.

A descontaminação na região de Fukushima envolve uma série de processos e técnicas para remover ou reduzir a contaminação radioativa do ambiente, incluindo solo, água, edifícios e outras estruturas. Esses esforços visam minimizar os riscos à saúde pública e facilitar a recuperação das comunidades afetadas pelo acidente na Usina Nuclear de Fukushima Daiichi.
Uma das medidas primárias é a remoção do solo contaminado em áreas próximas à usina e em outras regiões afetadas. Isso pode envolver a escavação do solo contaminado e sua remoção para locais de armazenamento adequados. A remoção do solo contaminado na região de Fukushima é um processo cuidadoso e meticuloso, que envolve várias etapas para garantir a segurança dos trabalhadores e minimizar a dispersão da contaminação radioativa para o ambiente circundante. Antes de iniciar qualquer trabalho de remoção, são realizadas avaliações detalhadas para determinar a extensão e a localização da contaminação no solo. Isso inclui o mapeamento das áreas contaminadas e a medição dos níveis de radiação. O local de remoção é preparado para garantir a segurança dos trabalhadores e minimizar a dispersão da contaminação. Isso pode incluir a instalação de barreiras de contenção, medidas de controle de poeira e a demarcação de áreas de trabalho. O solo contaminado é cuidadosamente escavado por meio de equipamentos adequados, como escavadeiras e caminhões basculantes. Durante a escavação, são tomadas precauções para evitar a dispersão de poeira e partículas contaminadas. O solo contaminado é carregado em caminhões e transportado para locais de armazenamento temporário adequados. Esses locais são projetados para impedir a fuga de materiais contaminados para o ambiente circundante. Durante e após o processo de remoção, são realizados testes e monitoramento para garantir que todas as áreas contaminadas tenham sido completamente removidas e que os níveis de radiação estejam dentro dos padrões de segurança estabelecidos. O solo contaminado é então transportado para instalações de disposição final apropriadas, como aterros sanitários licenciados para resíduos radioativos. Aqui, o solo é armazenado de forma segura e isolada do meio ambiente.
Até o momento, as autoridades japonesas removeram centenas de milhões de metros cúbicos de solo contaminado na região de Fukushima desde o acidente na Usina Nuclear de Fukushima Daiichi em 2011. No entanto, um número exato é difícil de determinar devido à extensão e à complexidade da operação de descontaminação em curso. Em 2011, estimou-se que mais de 29 milhões de metros cúbicos de solo contaminado haviam sido removidos na província de Fukushima desde o início dos esforços de descontaminação. Além disso, esforços de descontaminação adicionais continuam em andamento em áreas selecionadas dentro da zona de exclusão e em outras regiões afetadas pela contaminação radioativa. Embora uma quantidade significativa de solo contaminado já tenha sido removida, os esforços de descontaminação na região de Fukushima são contínuos e de longo prazo, e a quantidade total de solo removido pode continuar a aumentar à medida que novas áreas são identificadas e medidas adicionais são implementadas para garantir a segurança e a recuperação das comunidades afetadas.
Superfícies externas de edifícios, estradas e outras estruturas podem ser lavadas para remover partículas radioativas aderidas. Técnicas como jateamento de água pressurizada ou uso de detergentes especiais podem ser empregadas. A lavagem e limpeza em Fukushima envolve vários procedimentos para remover partículas radioativas de superfícies de edifícios, estradas, veículos e outras estruturas afetadas pela contaminação. Antes de iniciar a lavagem e limpeza, são realizadas avaliações detalhadas para determinar a extensão da contaminação e planejar as melhores estratégias de limpeza para cada área afetada. O local a ser lavado e limpo é preparado para garantir a segurança dos trabalhadores e minimizar a dispersão de partículas radioativas. Isso pode incluir a instalação de barreiras de contenção, medidas de controle de poeira e o isolamento das áreas de trabalho. Superfícies contaminadas são lavadas com água pressurizada para remover as partículas radioativas aderidas. A água é frequentemente misturada com detergentes especiais para auxiliar na remoção da contaminação. A água de lavagem, que agora contém as partículas radioativas removidas das superfícies, é coletada e tratada para remover os contaminantes. Isso pode incluir processos de filtragem, decantação e descontaminação antes que a água seja descartada de forma segura. Após a lavagem, as superfícies são secas e inspecionadas para garantir que toda a contaminação tenha sido removida. Áreas que ainda apresentam contaminação podem ser lavadas novamente ou submetidas a outros métodos de descontaminação. Durante e após o processo de lavagem e limpeza, são realizados testes e monitoramento para verificar os níveis de radiação e garantir que as áreas estejam seguras para uso humano.
Por fim, é necessário a descontaminação da água. A água contaminada, incluindo a água subterrânea que flui para a usina, é tratada para remover os contaminantes radioativos. Isso pode envolver processos de filtragem, purificação e desinfecção.

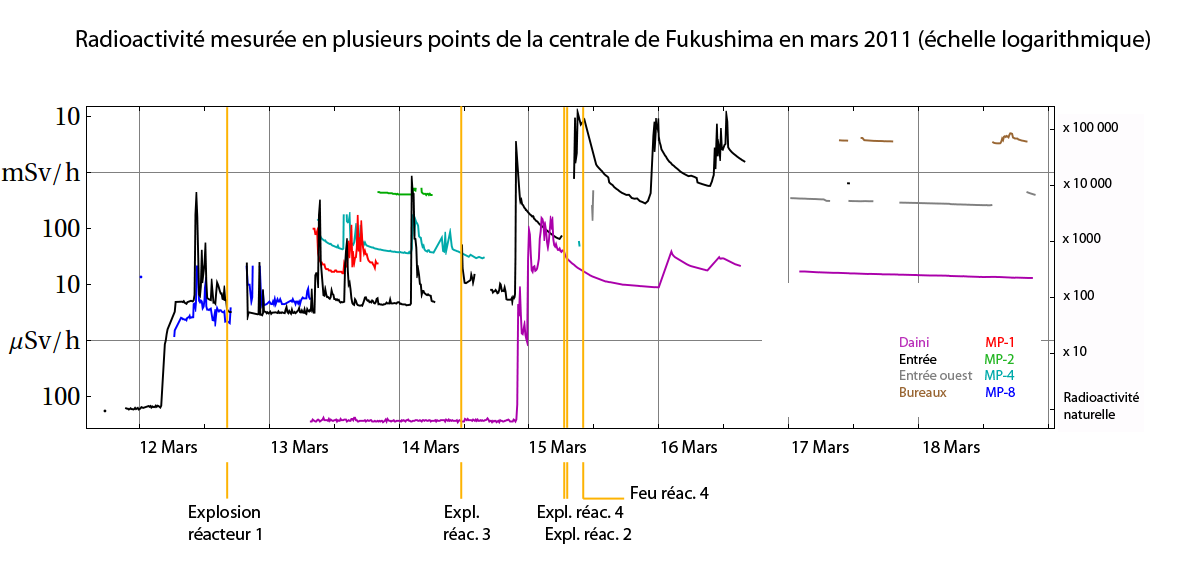
Em escala logarítmica, os níveis de radiação medidos em vários pontos próximos à instalação nuclear de Fukushima Daiichi em março de 2011, ligados aos principais eventos. A ordem de magnitude varia de micro até milisilverts por hora.

A área de Fukushima é continuamente monitorada para avaliar os níveis de radiação e identificar áreas que necessitam de descontaminação adicional. Isso ajuda a garantir que as medidas de descontaminação sejam eficazes e que os padrões de segurança sejam atendidos. Além das medidas de descontaminação física, são realizados esforços para restaurar e reabilitar as áreas afetadas, incluindo a revitalização económica, social e ambiental das comunidades locais. A descontaminação em Fukushima é um processo complexo e de longo prazo, que requer cooperação entre o governo, autoridades locais, especialistas, comunidades afetadas e outras partes interessadas. A segurança e o bem-estar das pessoas são prioridades fundamentais durante todo o processo.
Os custos financeiros totais da limpeza em Fukushima são astronômicos e incluem uma ampla gama de despesas, desde os esforços de descontaminação até a compensação às vítimas do desastre, reconstrução de infraestrutura e investimentos em energia alternativa. No entanto, é importante notar que os números exatos podem variar ao longo do tempo devido a vários fatores, como mudanças nas estratégias de descontaminação, novas descobertas sobre a extensão da contaminação e os desafios enfrentados durante o processo de recuperação. O custo da limpeza de Fukushima ainda está sendo estimado, mas as previsões mais recentes indicam que pode chegar a 21 trilhões de ienes japoneses (cerca de US$ 180 bilhões). Esse valor é muito mais alto do que o inicialmente previsto, que era de 1 trilhão de ienes. Outras estimativas sugeriram números ainda mais altos. Os custos financeiros do desastre de Fukushima também têm implicações de longo prazo para a economia japonesa e para o setor de energia do país. As autoridades japonesas têm trabalhado para mitigar esses custos e promover a recuperação da região afetada, enquanto continuam a enfrentar os desafios associados à gestão pós-desastre.
O tempo necessário para a limpeza completa de Fukushima é difícil de determinar com precisão, pois depende de uma série de fatores, incluindo a extensão da contaminação, os métodos de descontaminação utilizados, os recursos disponíveis e os desafios técnicos e logísticos enfrentados durante o processo. A limpeza de Fukushima é um esforço complexo e de longo prazo que envolve a remoção de solo contaminado, a descontaminação de edifícios e estruturas, o tratamento de água contaminada e outras medidas para mitigar os riscos à saúde pública e ao meio ambiente. Além disso, a desativação e desmantelamento dos reatores danificados na Usina Nuclear de Fukushima Daiichi também são parte integrante dos esforços de limpeza. Até o momento, os esforços de descontaminação e limpeza em Fukushima têm progredido gradualmente, mas ainda há muito trabalho a ser feito. Algumas áreas já foram descontaminadas e reabertas para a habitação e o uso público, enquanto outras permanecem em processo de limpeza e descontaminação. Dadas as complexidades e os desafios envolvidos, é provável que a limpeza completa de Fukushima leve muitos anos, senão décadas, para ser concluída. Estima-se que a limpeza de Fukushima levará entre 30 e 40 anos, mas o tempo exato ainda é incerto. O governo japonês está financiando a limpeza, mas o alto custo do processo pode atrasar o cronograma. Novas tecnologias de descontaminação e desmantelamento podem ser desenvolvidas para acelerar o processo. A TEPCO, empresa responsável pela usina, espera concluir a desativação da usina até 2050.

## Comparação com Chernobyl

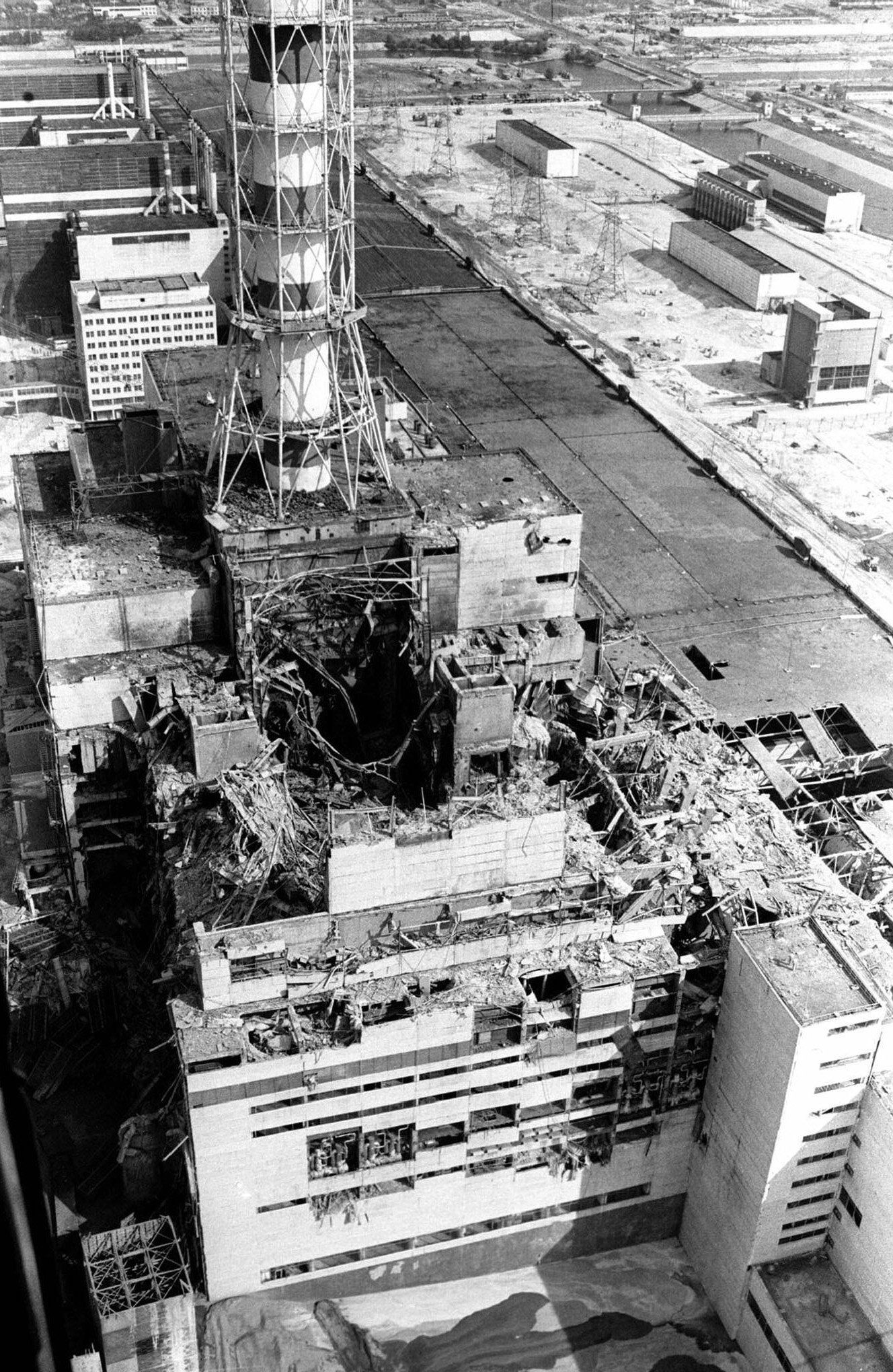
Fotografia tirada do reator 4 da Usina Nuclear de Chernobil vários meses após o desastre de Chernobil. O reator 3 pode ser visto atrás da chaminé de ventilação.

Comparar a mortalidade direta entre o desastre de Chernobyl e o acidente nuclear de Fukushima é difícil, pois os dois eventos tiveram diferentes tipos de impacto e afetaram populações diferentes em contextos diferentes. Em Chernobyl, o número de mortes imediatas foi significativamente maior devido à exposição direta à radiação durante e imediatamente após o acidente. Estima-se que dezenas de trabalhadores da usina e socorristas morreram em consequência da exposição aguda à radiação nos primeiros dias e semanas após o acidente. O número total de mortes diretas atribuídas ao acidente é contestado, mas é geralmente aceito que várias dezenas de pessoas morreram devido à exposição direta à radiação: Duas mortes por trauma imediato; 28 mortes por Síndrome Aguda de Radiação em 134 com sintomas; quatro por acidente industrial (acidente de helicóptero); 15 mortes por câncer de tireoide radiogênico (em 2005);  entre 4.000 e 90.000 mortes relacionadas ao câncer.
Mais de 335 mil pessoas foram evacuadas nos arredores de Chernobyl (cerca de 115.000 das áreas ao redor do reator em 1986; cerca de 220 mil pessoas da Bielorrússia, da Federação Russa e da Ucrânia depois de 1986), das quais, até hoje, ninguém foi autorizado a retornar. No caso de Fukushima, cerca de 154.000 foram deslocados, dos quais quase 122.000 já retornaram.

## Investigações e inquéritos

### Comissões

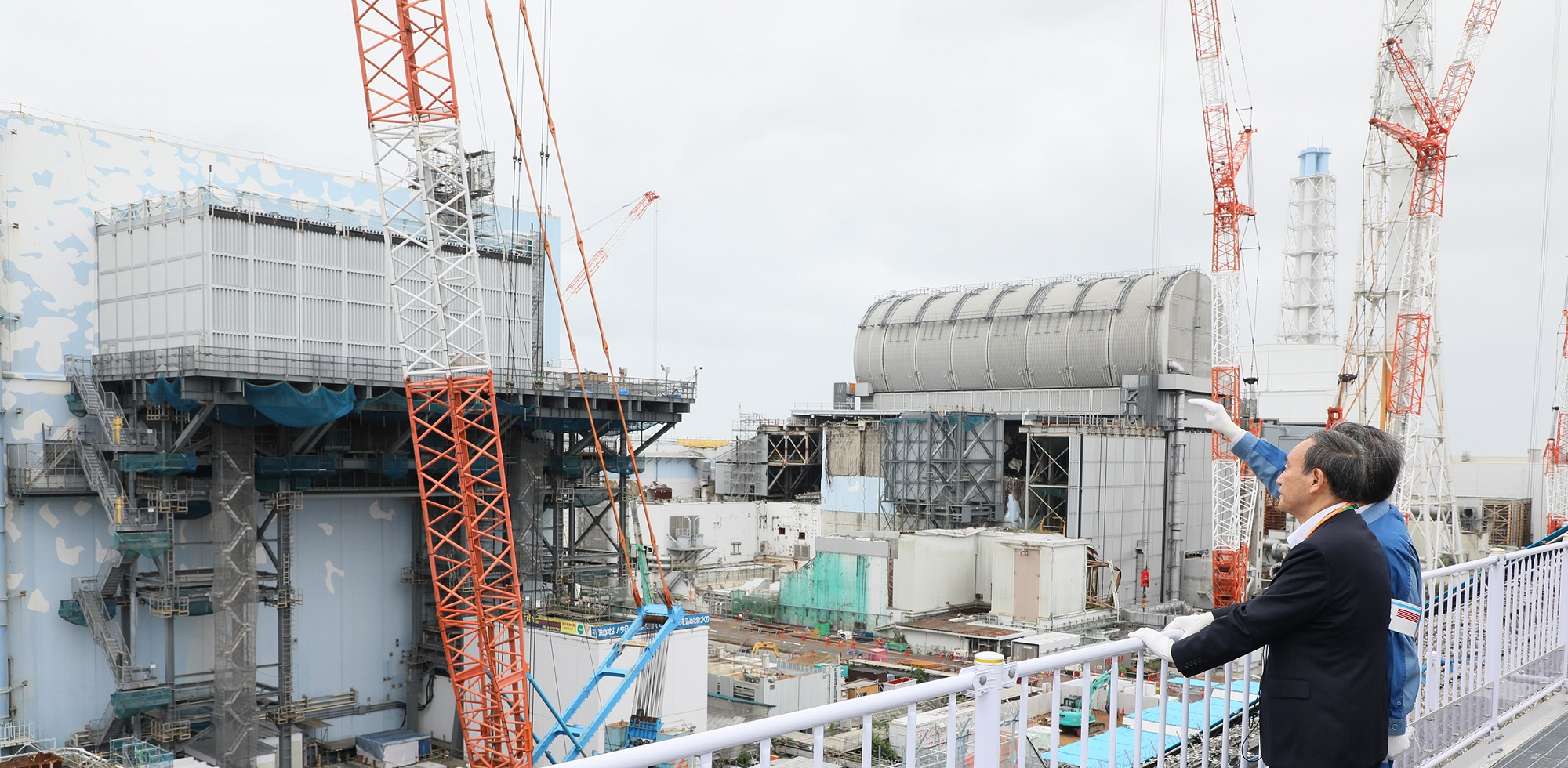
Primeiro Ministro Suga inspecionando a Central Nuclear de Fukushima Daiichi em meados de 2020

A Comissão Independente de Investigação de Acidentes Nucleares de Fukushima (NAIIC) foi a primeira comissão de investigação independente da Dieta Nacional nos 66 anos de história do governo constitucional do Japão. O presidente do painel da NAIIC, professor emérito da Universidade de Tóquio, Kiyoshi Kurokawa, escreveu no relatório do inquérito:
“O acidente não pode ser considerado um desastre natural. Foi um acidente profundamente provocado pelo homem – que poderia e deveria ter sido previsto e evitado. E os seus efeitos poderiam ter sido mitigados por uma resposta humana mais eficaz. Suas causas fundamentais encontram-se nas convenções arraigadas da cultura japonesa: nossa obediência reflexiva; nossa relutância em questionar a autoridade; a nossa devoção em ‘continuar com o programa’; nosso grupismo; e a nossa insularidade.”

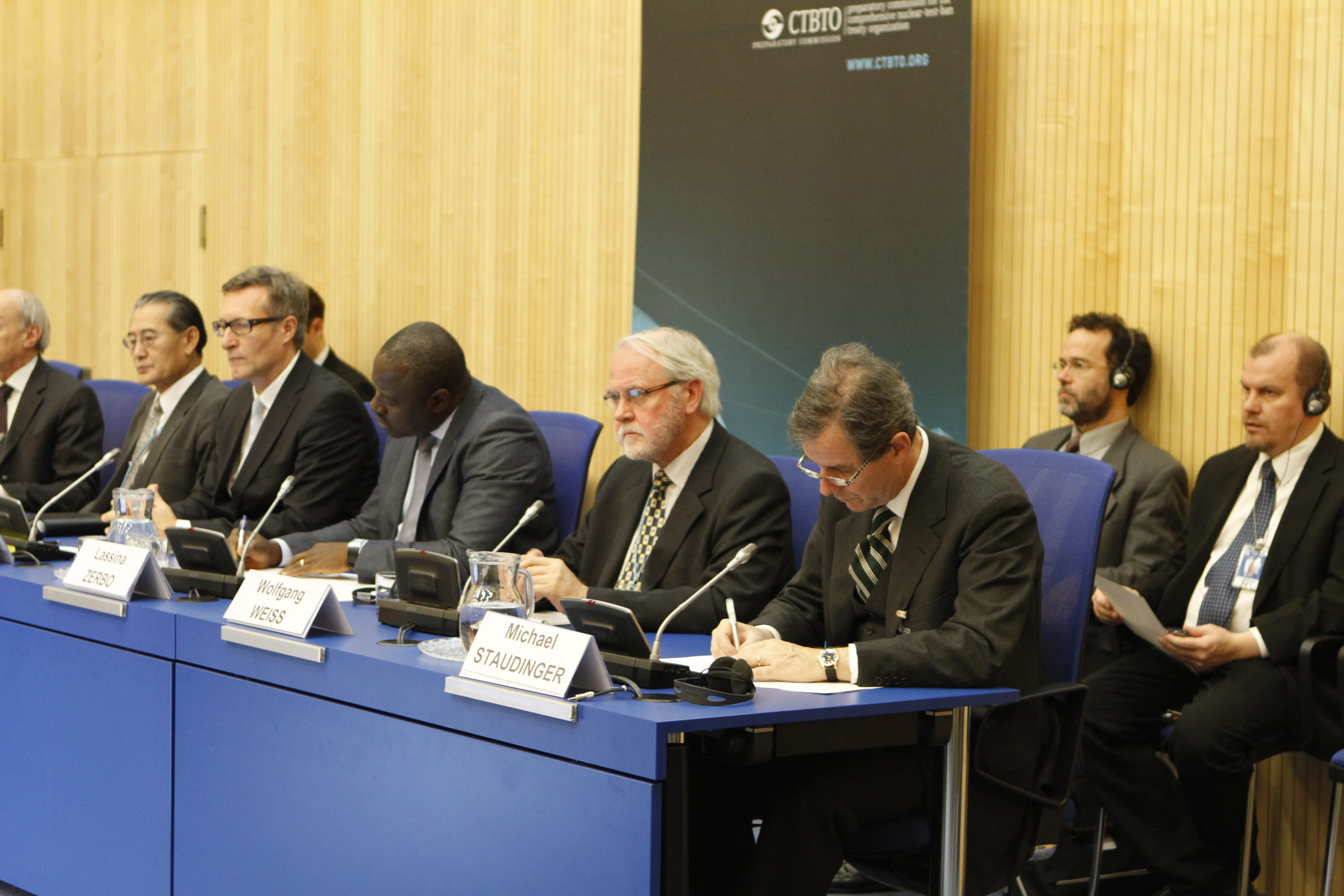
9 de março de 2012: conferência em Viena da comissão que implementa o Tratado de Proibição Total de Ensaios Nucleares, ligada à AIEA; a dimensão assumida por Fukushima chegou às autoridades internacionais.

De acordo com o New York Times, o relatório criticou a Tepco por ter sido muito rápida em descartar os danos do terremoto como a causa dos colapsos de combustível em três dos seis reatores da usina, que superaqueceram quando o local perdeu energia. A Tepco afirmou que a central resistiu ao terramoto que abalou o leste do Japão, atribuindo a culpa pelo desastre ao que alguns especialistas chamaram de tsunami “uma vez num milénio” que se seguiu. Uma calamidade tão rara estava fora do âmbito do planeamento de contingência, sugeriram os executivos da Tepco, e era pouco provável que representasse uma ameaça para outros reactores nucleares do Japão num futuro próximo. O relatório parlamentar sugere, de acordo com o New York Times, que o Reator No. 1, em particular, pode ter sofrido danos causados pelo terremoto, incluindo a possibilidade de que os tubos estourassem devido ao tremor, levando à perda de refrigerante mesmo antes do tsunami atingir a planta cerca de 30 minutos após o terremoto inicial. O relatório sublinhou que uma avaliação completa exigiria um melhor acesso ao funcionamento interno dos reatores, o que poderá não ser possível durante anos. O relatório faz ainda uma observação:
“(...) No entanto, é impossível limitar a causa direta do acidente ao tsunami sem provas substanciais. A comissão acredita que esta é uma tentativa de evitar a responsabilidade, colocando toda a culpa no inesperado (o tsunami) e não no terremoto mais previsível”.
A comissão acusou o governo japonês, a Tepco e os reguladores nucleares de não implementarem medidas básicas de segurança, apesar de estarem cientes dos riscos representados por terramotos, tsunamis e outros eventos que podem cortar os sistemas de energia. Embora a Comissão de Segurança Nuclear nomeada pelo governo tenha revisado os padrões de resistência a terremotos em 2006 e ordenado que os operadores nucleares de todo o país inspecionaram seus reatores, por exemplo, a Tepco não realizou nenhuma verificação e os reguladores não fizeram o acompanhamento, disse o relatório. A Tepco “manipulou seu relacionamento acolhedor com os reguladores para eliminar as regulamentações”, disse o relatório. A Comissão Independente de Investigação de Acidentes Nucleares encaminhou um relatório de 88 páginas ao Parlamento Japonês onde acusou "coluiu e falta de governança":
O acidente da Usina Nuclear Tepco Fukushima foi o resultado de um conluio entre o governo, os reguladores e a [operadora privada da usina] Tepco, e a falta de governança por parte dessas partes. Eles traíram efectivamente o direito da nação de estar a salvo de acidentes nucleares. Portanto, concluímos que o acidente foi claramente “provocado pelo homem”... Acreditamos que as causas profundas foram os sistemas organizacionais e regulatórios... e não questões relacionadas com a competência de qualquer indivíduo específico. [Todas as partes] não conseguiram desenvolver correctamente os requisitos de segurança mais básicos - tais como avaliar a probabilidade de danos, preparar-se para conter os danos colaterais de tal desastre e desenvolver planos de evacuação para o público no caso de uma libertação grave de radiação.

### Alertas de tsunamis e falhas operacionais

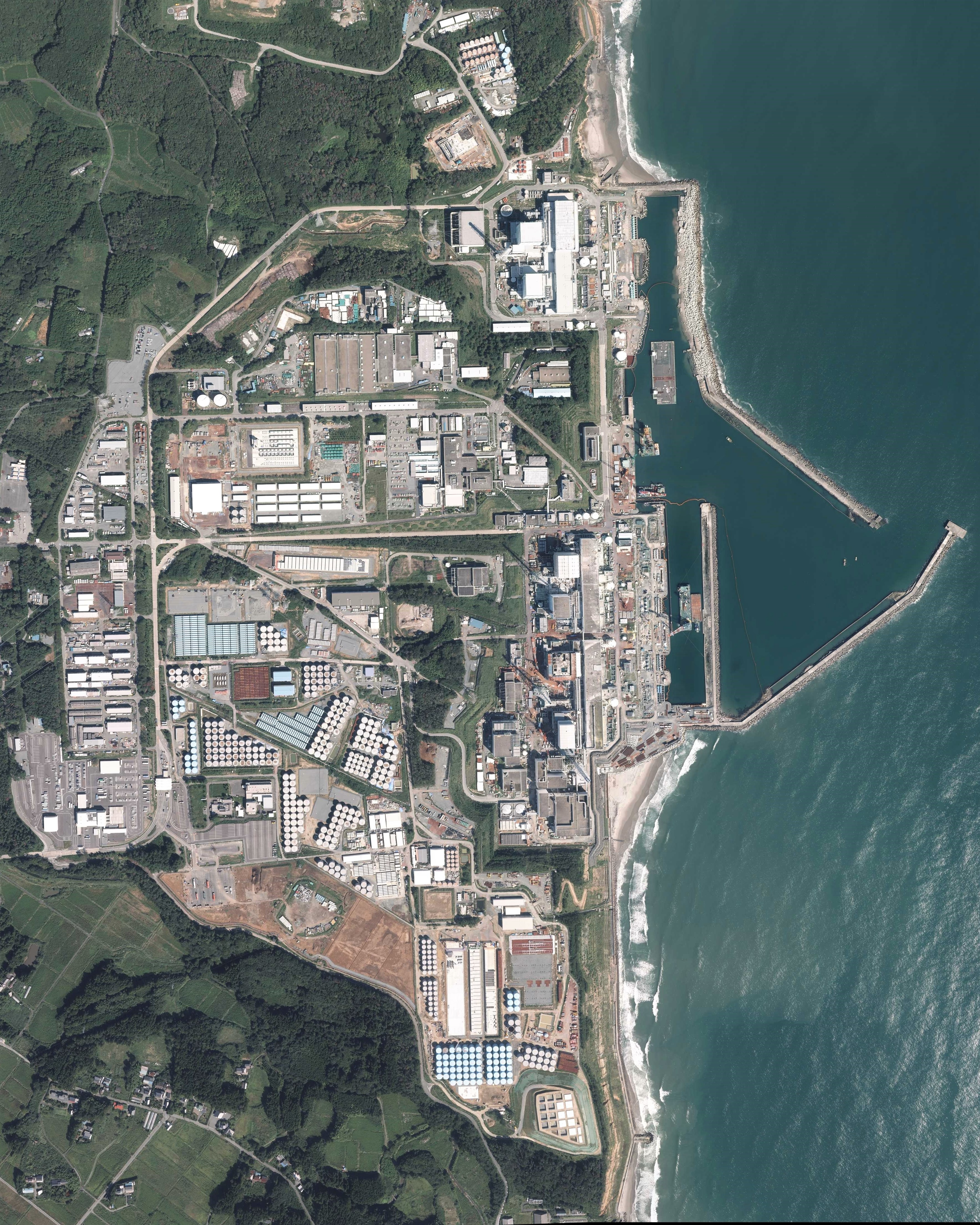
Fotografia aérea da Usina Nuclear de Fukushima Daiichi em setembro de 2011, meses após o desastre. É possivel observar o quebra mar que deveria ter protegiado a usina das ondas do tsunami, além da destruição dos prédios dos reatores.

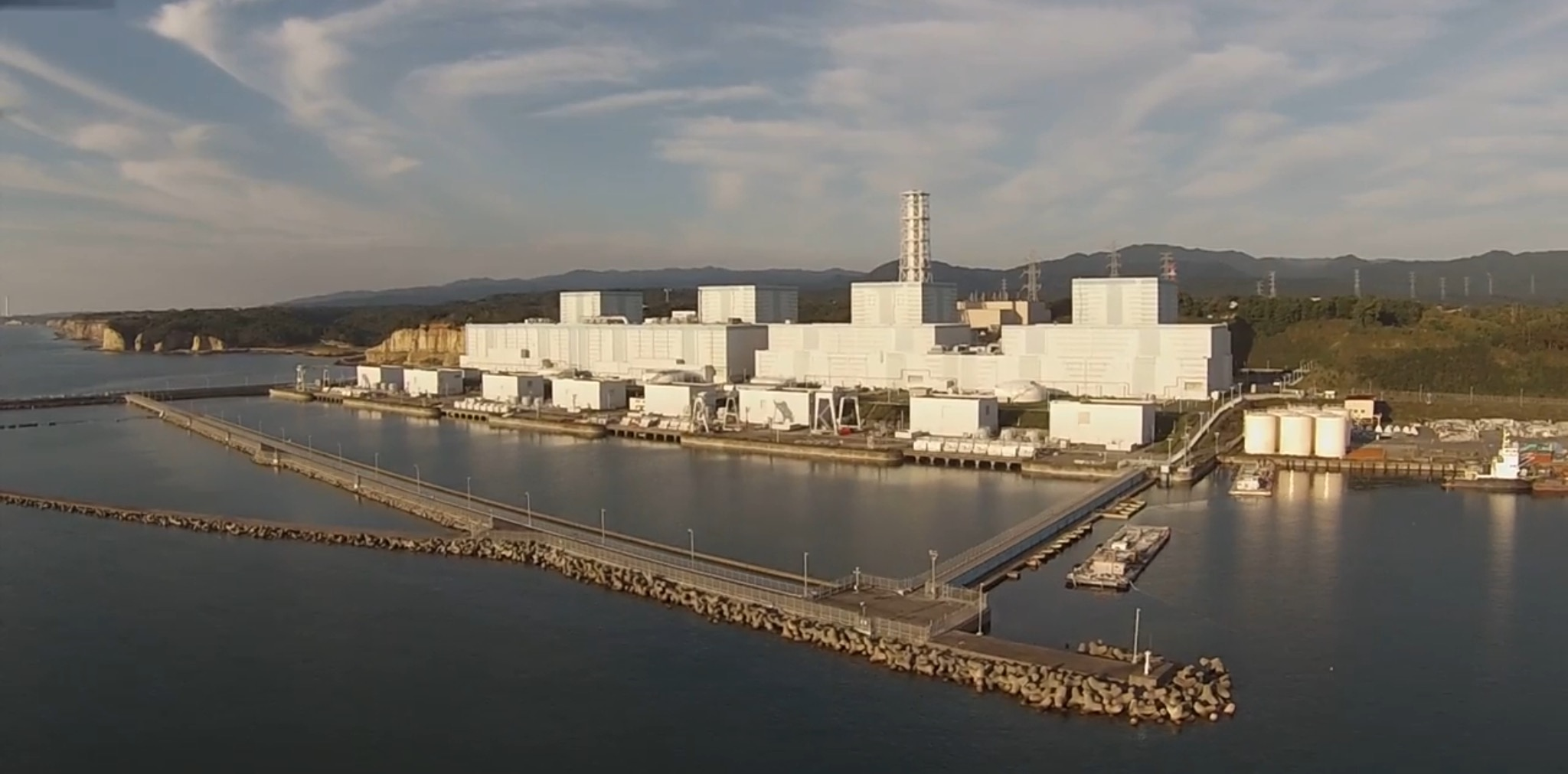
A central nuclear de Fukushima II (Dainii), irmã gemêa da usina acidentada (Daiichi). Após o terremoto e tsunami de Tōhoku em 2011, os quatro reatores de Fukushima Daini foram desligados automaticamente. Enquanto a usina irmã da Usina Nuclear de Fukushima Daiichi, aproximadamente 12 km (7,5 milhas) ao norte, sofreu grandes danos, a Usina Daini voltou ao controle em dois dias, atingindo o desligamento frio em segurança. O muro de contenção de Dainii é consideravelmente maior que o de Daiichi, protegendo-a das ondas. Atualmente, se encontra desativada.

O planejamento para a construção de uma usina nuclear é um processo complexo e minucioso que envolve uma série de fatores de segurança para garantir a proteção adequada do público, dos trabalhadores e do meio ambiente. A escolha do local da usina nuclear é um dos primeiros passos no planejamento. A localização deve levar em consideração fatores como a proximidade com fontes de água para refrigeração, a topografia do terreno, a densidade populacional na área circundante e a atividade sísmica e climática. O projeto de engenharia da usina nuclear é elaborado com base em padrões e regulamentos rigorosos para garantir a segurança e confiabilidade das instalações. Isso inclui o design do reator nuclear, sistemas de refrigeração, sistemas de controle e segurança, sistemas de mitigação de acidentes, e estruturas de contenção. Procedimentos operacionais e protocolos de segurança são desenvolvidos para garantir que a usina nuclear seja operada com segurança. Isso inclui treinamento adequado para operadores, manutenção regular de equipamentos, testes de segurança e planos de resposta a emergências.  As instalações da usina nuclear são projetadas para conter e controlar a radiação, tanto durante a operação normal quanto em caso de acidentes. Isso pode incluir barreiras de contenção, sistemas de ventilação filtrada, e áreas de armazenamento seguro de resíduos radioativos. As usinas nucleares são projetadas levando em conta a segurança física e proteção contra ameaças externas, como ataques terroristas ou sabotagem. Isso pode incluir medidas de segurança física, sistemas de vigilância, e protocolos de resposta a emergências. O planejamento da usina nuclear também aborda a gestão e o armazenamento seguro de resíduos radioativos gerados durante o processo de geração de energia nuclear. Isso pode incluir instalações de armazenamento de longo prazo e planos para o descarte final seguro de resíduos nucleares.

Vários anos atrás, um executivo americano de uma empresa de serviços  publicos disse : “A energia nuclear é um negócio, não uma religião”. Esta foi uma mudança refrescante em relação ao habitual apoio ou crítica ardente à energia nuclear. Para a maioria das pessoas, o cenário nuclear parece bem diferente. A energia nuclear não é vista apenas como mais uma forma de ferver água, e é precisamente por isso que costuma evocar uma fé ou um medo quase religioso. A grande diferença que separa a energia nuclear das alternativas é a aceitação pública. O derrame de petróleo da BP levantou muitas questões sobre a segurança da perfuração offshore, mas poucas sobre se deveríamos desistir do petróleo. Apesar da dependência esmagadora do petróleo estrangeiro e das preocupações resultantes sobre a segurança energética, o público aceita largamente o petróleo como mundano e omnipresente. Não se pode imaginar, por exemplo, o Oil and Gas Journal a solicitar comentários sobre o que torna o petróleo diferente de outras fontes de energia. Simplesmente não seria um debate interessante, principalmente porque os corações e mentes do público já estão conquistados.

— Sharon Squassoni, em "Nuclear power: Between faith and fear", 25 de agosto de 2011
O sistema de planejamento em camadas de segurança é uma abordagem utilizada na concepção e operação de usinas nucleares para garantir uma proteção robusta contra possíveis falhas e acidentes. Esse sistema é composto por várias camadas de proteção, cada uma projetada para prevenir e mitigar os efeitos adversos de eventos indesejados. A primeira camada de segurança é a prevenção de falhas e acidentes. Isso envolve o design robusto e a operação cuidadosa dos sistemas e componentes da usina para minimizar a probabilidade de ocorrência de eventos indesejados. A segunda camada de segurança é a detecção precoce de anomalias ou condições anormais. Sistemas de monitoramento contínuo são empregados para detectar quaisquer desvios das condições normais de operação que possam indicar problemas iminentes. Se um evento indesejado ocorrer, a terceira camada de segurança é a mitigação dos seus efeitos. Isso envolve a ativação de sistemas de segurança projetados para controlar a situação e minimizar os danos à usina, ao meio ambiente e à saúde pública.  Se as medidas de mitigação não forem suficientes para conter o evento, a quarta camada de segurança é a contenção. Isso inclui a utilização de estruturas e barreiras projetadas para conter os materiais radioativos e prevenir a liberação de radiação para o meio ambiente. A quinta camada de segurança envolve planos e protocolos de evacuação e resposta a emergências para proteger o público e os trabalhadores em caso de um evento que represente um risco grande para a saúde e segurança.
No caso do desastre na Usina Nuclear de Fukushima Daiichi, houve falhas em vários sistemas de segurança que contribuíram para a gravidade e extensão do desastre. Uma das principais falhas em Fukushima foi a falta de preparação adequada para um tsunami de proporções tão catastróficas. Embora a usina tenha sido projetada para resistir a terremotos, o tsunami subsequente foi muito além das expectativas do projeto, inundando as instalações e comprometendo sistemas críticos de segurança.
Em 1991, a Comissão Reguladora Nuclear dos EUA alertou para o risco de perda de energia de emergência em 1991 (NUREG-1150) e a NISA referiu-se a esse relatório em 2004, mas não tomou quaisquer medidas para mitigar o risco. Em 2000, um relatório interno da TEPCO recomendou medidas de segurança contra inundações de água do mar, com base no potencial de um tsunami de 15 m (50 pés). A TEPCO não agiu devido a “preocupações em criar ansiedades sobre a segurança da usina nuclear”. Em 2002, a sede governamental de pesquisa de terremotos estimou que um tsunami de até 15,7 metros (52 pés) poderia atingir a usina. Em 2004, o gabinete do governo alertou que eram possíveis tsunamis superiores ao máximo de 5,6 metros (18 pés) previsto pela TEPCO e por funcionários do governo. Em 2008, outro estudo interno identificou uma necessidade imediata de proteger melhor as instalações contra inundações causadas pela água do mar, que citou a estimativa de 15,7 metros (52 pés) do estudo de 2002. Em 2009, o Centro de Pesquisa de Falhas Ativas e Terremotos incitou a TEPCO e a NISA a revisar suas suposições para possíveis alturas de tsunami para cima, com base nas descobertas de sua equipe sobre o terremoto de 869 em Sanriku, mas isso não foi seriamente considerado na época.
O sistema de contenção da Usina Nuclear de Fukushima não foi capaz de conter adequadamente a liberação de material radioativo após a fusão dos reatores. Isso permitiu que a radiação escapasse para o ambiente, contaminando uma ampla área ao redor da usina. A resposta inicial ao desastre em Fukushima foi criticada por ser lenta e descoordenada. A falta de comunicação e coordenação entre as autoridades e operadores da usina dificultou os esforços de resposta e evacuação, aumentando os riscos para a saúde pública.
Em 11 de abril de 2011, o presidente da Tokyo Electric Power Company, Masataka Shimizu, que visitou a província de Fukushima , foi questionado por repórteres se os preparativos para o tsunami foram insuficientes e respondeu: "Não nos preparamos para o tsunami com base nos padrões nacionais de design. A área foi realmente afetada pelo desastre. No futuro, precisaremos considerar contramedidas contra o tsunami com agências nacionais." Além disso, em 1º de maio de 2011, o vice-presidente da TEPCO, Kokio, disse ao visitar a vila de Iitate, província de Fukushima: “Pessoalmente acho que foi um desastre causado pelo homem, um acidente nuclear pode ser inesperado, mas tivemos que antecipar o inesperado”.

### Lobismo

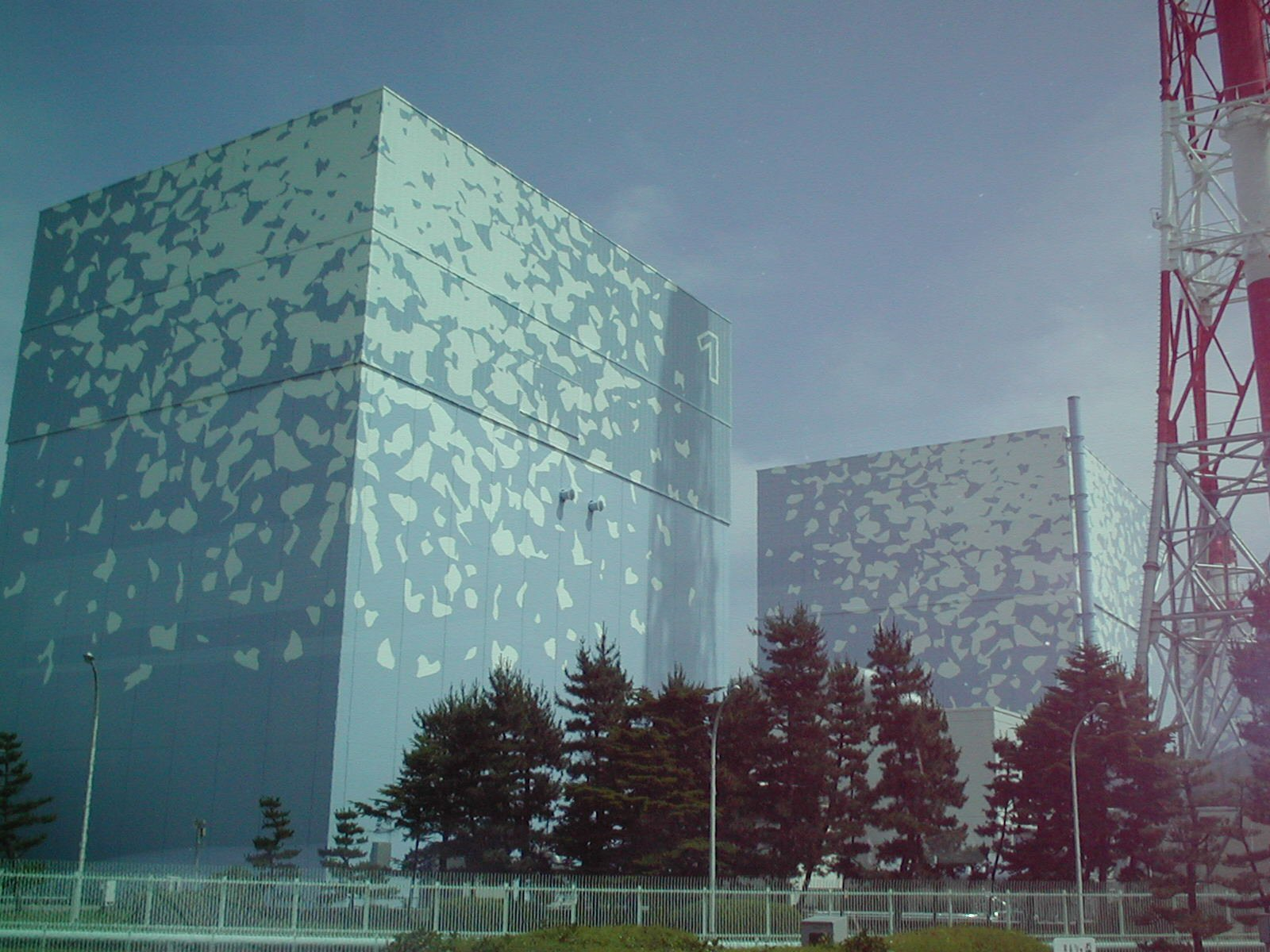
Dois dos edifícios dos reatores (1 e 2) da Usina Nuclear de Fukushima Daiichi, aqui fotografados em junho de 1999

O lobby no setor energético é uma prática comum em todo o mundo. O setor energético é um dos setores mais influentes, lucrativos e complexos da economia global, e as empresas e organizações envolvidas têm interesses em influenciar políticas, regulamentações e decisões governamentais que afetam a produção, distribuição e consumo de energia. As empresas de energia, incluindo aquelas envolvidas na produção de petróleo, gás natural, carvão, energia nuclear, energia renovável e utilities elétricas, frequentemente empregam equipes de lobistas para representar seus interesses junto a legisladores, reguladores e funcionários do governo. Esses lobistas buscam influenciar a legislação, regulamentações e políticas públicas que afetam o setor energético, incluindo questões como licenciamento de projetos, padrões de emissões, subsídios governamentais, políticas de energia renovável e questões ambientais. O lobby no setor energético pode desempenhar um papel importante na formulação de políticas energéticas e na determinação do ambiente regulatório em que as empresas operam. No entanto, também pode levantar questões sobre transparência, ética e a influência desproporcional de interesses corporativos sobre o processo político, misturando interesses comerciais privados com demandas coletivas da sociedade. Por essa razão, muitos países têm regras e regulamentações destinadas a monitorar e regulamentar as atividades de lobby no setor energético e em outros setores da economia. Segundo Richard Tanter:
“As investigações da sequência do acidente nuclear de Fukushima revelaram o carácter humano da catástrofe e as suas raízes na captura regulamentar efectuada por uma rede de corrupção, conluio e nepotismo. Uma análise dos incidentes de corrupção na indústria nuclear global durante 2012-2013 revela que a experiência japonesa não é isolada. A corrupção grosseira é evidente em países exportadores de tecnologia nuclear, como a Rússia, a China e os Estados Unidos, e em vários países importadores de tecnologia nuclear. Os resultados do inquérito deixam claro que os regimes reguladores nucleares nacionais são inadequados e que o regime global é virtualmente completamente ineficaz. A corrupção generalizada na indústria nuclear tem profundas consequências sociais e políticas resultantes da corrosão da confiança pública nas empresas, nos governos e nos próprios sistemas energéticos.”

ENTREVISTADOR: Diz-se que o lobby atômico japonês tem forte influência sobre a política e a mídia. Qual é sua opinião a respeito?
KAN: Antes da catástrofe de Fukushima, muitos japoneses acreditavam que a energia atômica fosse barata e segura. Contudo agora ficou óbvio que as centrais nucleares são perigosas, e seus custos, altos em relação a outras formas de energia. Na verdade, essa constatação deveria bastar para que se abandone a energia atômica. Contudo a indústria do setor não estava disposta a renunciar aos privilégios e margens de lucro que tinha até então, e influenciou políticos e mídia através de campanhas. Assim, hoje, mais da metade do povo japonês é a favor do abandono da energia nuclear, mas não a maioria dos deputados no Parlamento. Eu quero mudar isso, e me engajo contra o poder do lobby atômico.

— Naoto Kan, ex-primeiro-ministro do Japão em entrevista, em 2016
Assim, como no resto do mundo, o lobby na indústria nuclear japonesa desempenhou um papel marcante na trajetória da  política energética do país e na resposta ao acidente de Fukushima. Antes do desastre nuclear, a indústria nuclear japonesa era poderosa e bem estabelecida, com laços estreitos com políticos, burocratas e reguladores governamentais. As empresas de energia elétrica, incluindo a Tokyo Electric Power Company (TEPCO) tinham influência considerável sobre as políticas energéticas do governo e frequentemente promoviam a energia nuclear como uma fonte de energia segura, confiável e econômica. O lobby nuclear japonês foi acusado de exercer pressão sobre reguladores governamentais para relaxar os padrões de segurança, promover a expansão do setor nuclear e minimizar os riscos associados à energia nuclear. Houve relatos de relações próximas entre reguladores governamentais e a indústria nuclear, com casos de "portas giratórias" em que funcionários públicos deixaram seus cargos para trabalhar em empresas nucleares e vice-versa. Essa proximidade entre reguladores e a indústria pode ter contribuído para uma cultura de complacência e falta de supervisão adequada das usinas nucleares.

Antes do desastre de Fukushima, havia críticas sobre a proximidade entre os reguladores nucleares japoneses e os executivos da indústria nuclear. A indústria nuclear japonesa era poderosa e bem estabelecida, e havia uma relação estreita entre as empresas de energia elétrica, como a Tokyo Electric Power Company (TEPCO), e os reguladores governamentais responsáveis pela fiscalização das usinas nucleares. Essa proximidade entre reguladores e a indústria nuclear levantou preocupações sobre possíveis conflitos de interesse e a capacidade dos reguladores de fiscalizar efetivamente as operações das usinas nucleares. Alguns críticos argumentaram que os reguladores estavam muito próximos dos executivos da indústria nuclear e, portanto, poderiam ser influenciados por interesses comerciais em suas decisões e políticas regulatórias:
“Quase 10 anos depois de a principal empresa de serviços públicos do Japão ter assegurado pela primeira vez ao governo que a sua central nuclear de Fukushima Dai-ichi estava a salvo de qualquer tsunami, os reguladores estavam apenas a verificar a afirmação. (...) Mas mesmo que tivesse havido um escrutínio anos antes da fúria de uma onda provocada por um terremoto inundar os seis reatores atômicos de Fukushima em 11 de março, é quase certo que o governo não teria contestado a análise irrealista que a Tokyo Electric Power Co. em 2001. (...) Os reguladores simplesmente não consideravam que era seu papel separar os dados brutos e a modelagem computacional da concessionária para julgar por si próprios se a usina estava suficientemente protegida do tsunami. A política resumia-se a isto: Confie no operador da central TEPCO – e não se preocupe em verificar a sua matemática ou a sua lógica.”
Após o desastre de Fukushima, essas preocupações foram amplificadas e houve um chamado por reformas no sistema de regulação nuclear para aumentar a transparência, a responsabilidade e a independência dos reguladores. O incidente destacou a necessidade de uma supervisão mais rigorosa e uma separação mais clara entre reguladores e a indústria que regulamentam. Desde então, o Japão implementou medidas para fortalecer a fiscalização nuclear e reduzir a influência da indústria nuclear sobre as agências reguladoras. Após o desastre de Fukushima, a influência do lobby nuclear foi questionada e houve uma reavaliação do papel da energia nuclear na política energética do Japão. O acidente expôs falhas de segurança e deficiências na regulamentação e supervisão do setor nuclear, levando a uma maior escrutínio público e político da indústria nuclear e de seus defensores. Muitos críticos argumentaram que a influência excessiva da indústria nuclear sobre a política energética do país contribuiu para o desastre de Fukushima e pediram por reformas para aumentar a transparência, responsabilidade e independência dos reguladores nucleares.
Desde o desastre, o Japão tem implementado medidas para fortalecer a supervisão e regulação do setor nuclear, bem como para diversificar sua matriz energética e reduzir sua dependência da energia nuclear. No entanto, o lobby nuclear continua a ser uma força influente na política energética japonesa, e o debate sobre o papel futuro da energia nuclear no país continua a ser um tema controverso e politicamente carregado. Três investigações sobre o acidente mostraram a natureza humana da catástrofe e as suas raízes na captura regulatória associada a uma "rede de corrupção, conluio e nepotismo". Um relatório do New York Times descobriu que o sistema regulatório nuclear japonês consistentemente apoiou e promoveu a indústria nuclear com base no conceito de amakudari ('descida do céu'), no qual reguladores seniores aceitavam empregos com altos salários em empresas que antes supervisionavam. Na quarta-feira, 16 de março de 2011, Yuri Andreyev, responsável pela descontaminação da cidade de Chernobyl após o acidente de 1986, afirmou que a Agência Internacional de Energia Atómica (AIEA) estava "muito próxima dos interesses da indústria nuclear, como a maioria dos seus especialistas de empresas do setor". Além disso, considerou a AIEA muito fraca para lidar com catástrofes nucleares devido à sua falta de independência.
Quando entrevistado em 2012, após renunciar ao cargo de primeiro-ministro, Naoto Kan disse que o acidente de Fukushima deixou claro para ele que "o Japão precisa reduzir drasticamente a sua dependência da energia nuclear , que fornecia 30 por cento da sua electricidade antes da crise, e o transformou num um crente na energia renovável." Ele disse que a certa altura o Japão enfrentou uma situação em que havia uma chance de as pessoas não conseguirem viver na zona da capital, incluindo Tóquio, e terem que evacuar, e que ele foi assombrado pelo espectro de uma situação ainda maior. crise nuclear forçando dezenas de milhões de pessoas a fugir de Tóquio e ameaçando a existência da nação. “Se as coisas tivessem atingido esse nível, não só o público teria de enfrentar dificuldades, mas a própria existência do Japão estaria em perigo. Isso convenceu Kan a "declarar a necessidade de o Japão acabar com sua dependência da energia atômica e promover fontes renováveis de energia, como a solar, que há muito tempo ocupam um lugar secundário na matriz energética do país pobre em recursos".  Ele disse numa investigação parlamentar em 2012 que a indústria nuclear "não demonstrou remorso" pelo desastre e estava tentando empurrar o Japão de volta à energia nuclear.

### Processos, condenações e indenização

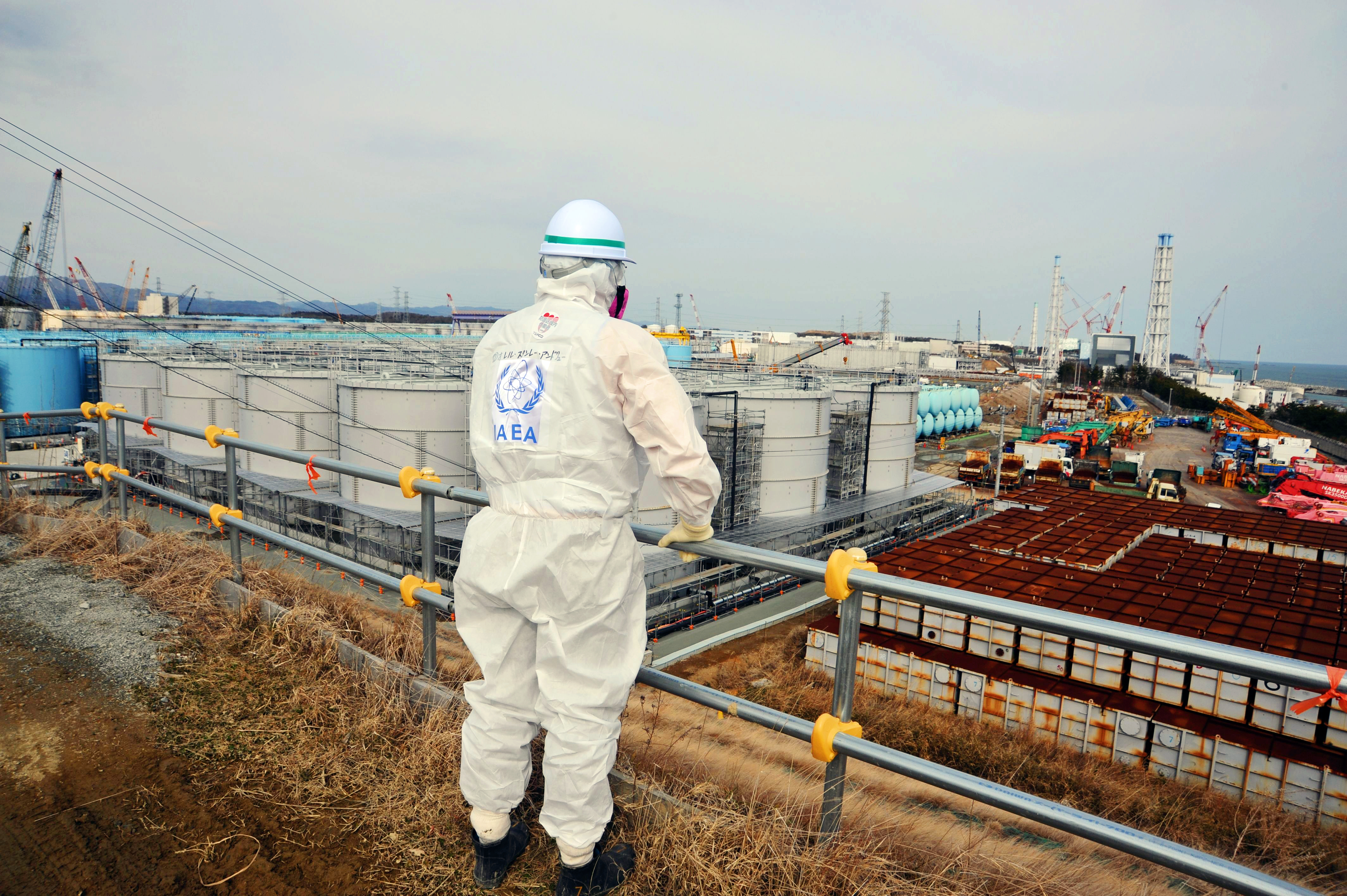
Terceira missão da AIEA para rever os planos do Japão e trabalhar para desactivar a danificada Central Nuclear de Fukushima Daiichi. Fevereiro de 2015.

Os processos judiciais e as questões de indenização relacionadas ao desastre na Usina Nuclear de Fukushima Daiichi têm sido complexos no âmbito jurídico.  Primeiro por ter que atribuir a responsabilidade pelo desastre. Após o acidente, houve debates sobre a culpa pelas falhas que levaram ao desastre e seus impactos subsequentes. A Tokyo Electric Power Company (TEPCO) foi amplamente considerada responsável por negligência e falha em tomar medidas adequadas para prevenir o acidente. As vítimas do desastre, incluindo moradores evacuados, trabalhadores expostos à radiação e proprietários de terras afetadas, entraram com processos judiciais contra a TEPCO. Esses processos envolvem uma variedade de partes interessadas, incluindo vítimas do desastre, moradores evacuados, trabalhadores expostos à radiação, proprietários de terras afetadas, bem como investigações criminais e ações civis contra a Tokyo Electric Power Company (TEPCO). Os processos em andamento abordam uma série de questões, incluindo responsabilidade por negligência, falha em tomar medidas de segurança adequadas, danos pessoais e à propriedade, perdas financeiras, questões de saúde pública e meio ambiente, e disputas sobre compensação e indenização.
Esses processos têm sido complexos e demorados, envolvendo múltiplas partes interessadas, evidências técnicas e científicas complexas, e questões legais e regulatórias complicadas. Eles abordam não apenas os impactos imediatos do acidente, mas também os impactos a longo prazo na saúde, no meio ambiente e nas comunidades afetadas. Embora alguns processos já tenham sido resolvidos, muitos ainda estão em andamento e podem levar anos para serem concluídos. Os resultados desses processos terão implicações profundas para as vítimas do desastre, as políticas de energia nuclear no Japão e em todo o mundo, e o debate sobre segurança nuclear e responsabilidade corporativa.
Após o acidente, o governo japonês estabeleceu um sistema de compensação para as vítimas do desastre, administrado pela TEPCO, para fornecer indenizações por danos pessoais, perdas financeiras e danos à propriedade. Este sistema inclui pagamentos diretos às vítimas, bem como compensações por evacuação e deslocamento. O processo de indenização tem enfrentado vários desafios e controvérsias, incluindo atrasos na tomada de decisões sobre indenizações, disputas sobre os critérios de elegibilidade e a adequação dos pagamentos, e preocupações com a transparência e a equidade do processo. Em 2022, quatro executivos foram condenados a pagar 550 bilhões aos acionistas da TEPCO por não ter sido tomadas medidas que evitassem a tragédia.
Executivos da Tokyo Electric Power Company enfrentaram processos judiciais e investigações relacionadas ao desastre. Após o acidente, várias investigações foram realizadas para determinar as causas e responsabilidades pelo desastre nuclear. Em 2012, três ex-executivos da TEPCO foram indiciados por acusações de negligência profissional resultante em mortes e ferimentos relacionados ao acidente de Fukushima. Os executivos foram acusados de não tomar medidas adequadas para prevenir o acidente, apesar dos avisos sobre os riscos de tsunamis e da possibilidade de falhas nos sistemas de segurança da usina. No entanto, em 2013, promotores japoneses decidiram não processar os executivos, citando a complexidade do caso e as dificuldades em provar a culpabilidade dos indivíduos. A decisão provocou críticas e controvérsias sobre a responsabilidade dos executivos da TEPCO e levantou questões sobre o sistema de responsabilidade corporativa no Japão. Apesar de não terem sido condenados criminalmente, os executivos da TEPCO enfrentaram pressão pública e escrutínio por seu papel no desastre de Fukushima. O incidente levou a debates mais amplos sobre a responsabilidade corporativa, a segurança nuclear e a gestão de riscos em instalações nucleares em todo o mundo. Relatórios afirmam que a empresa atrasou a divulgação completa do estado da central ao público, mesmo quando as pessoas que viviam perto da central foram forçadas a abandonar as suas casas, algumas delas possivelmente impossibilitadas de regressar permanentemente, devido às fugas de radiação da central. Em junho de 2016, a presidente da concessionária, Naomi Hirose, pediu desculpas publicamente pelo desastre após investigações revelarem que o antecessor dela no cargo havia impedido, em 2011, que os relatórios usassem a palavra “colapso” ao descrever a situação dentro dos reatores. Nas palavras dele: “Eu diria que foi um encobrimento. É lamentável”.
Em 2016, três ex-executivos da TEPCO, o presidente Tsunehisa Katsumata e dois vice-presidentes, foram indiciados por negligência que resultou em morte e ferimentos.  Em junho de 2017, ocorreu a primeira audiência, na qual os três se declararam inocentes de negligência profissional que resultou em morte e ferimentos. Em setembro de 2019, o tribunal considerou os três homens inocentes.
O legado do desastre de Fukushima inclui questões contínuas sobre compensações futuras para as vítimas, especialmente à medida que o processo de descomissionamento da usina continua e os impactos a longo prazo do acidente se tornam mais claros. As preocupações com a saúde pública, o meio ambiente e a segurança contínua das comunidades afetadas também influenciarão as discussões sobre compensação e responsabilidade no futuro. Os processos judiciais e as questões de indenização relacionadas ao desastre de Fukushima têm sido um aspecto central da resposta ao acidente, envolvendo múltiplas partes interessadas e levantando questões complexas sobre responsabilidade, justiça e compensação para as vítimas. Esses processos continuarão a evoluir à medida que as comunidades afetadas buscam justiça e reparação pelos danos causados pelo desastre.

## Legado
| “ | Fukushima juntou-se ao panteão dos nomes de lugares nucleares suficientemente conhecidos para evocar pavor simplesmente pela sua expressão ou publicação. Chernobyl, Three Mile Island e, claro, Hiroshima e Nagasaki significam não apenas o espectro assustador de um poder esmagador casado com uma ameaça invisível – a radiação – mas, mais especificamente, estão associados ao fracasso da humanidade em controlar essa combinação de poder e ameaça. | ” |
| — John Mecklin, (10 de março de 2016). «Fukushima, five years on». Bulletin of the Atomic Scientists | |   |

O acidente nuclear de Fukushima em 2011 lançou uma sombra profunda sobre o mundo, tecendo um legado complexo de consequências devastadoras, desafios persistentes e lições valiosas para o futuro da energia nuclear. O acidente de Fukushima serviu como um lembrete poderoso dos riscos associados à energia nuclear e da importância da segurança nuclear. O desastre levou a uma revisão global dos padrões de segurança nuclear, com muitos países reavaliando e fortalecendo suas regulamentações e procedimentos de segurança em instalações nucleares. Teve um impacto duradouro no setor de energia nuclear, com muitos países reconsiderando seus planos de expansão nuclear e buscando alternativas energéticas mais seguras e sustentáveis. O acidente também influenciou o debate sobre o futuro da energia nuclear em termos de segurança, custo e sustentabilidade. O desastre na Usina Nuclear de Fukushima Daiichi deixou um legado duradouro que continua a moldar o debate sobre energia nuclear, segurança nuclear, descomissionamento de instalações nucleares e os impactos do acidente na saúde pública e no meio ambiente. Segundo a BBC News Brasil, o desastre é "uma das 21 noticias que abalaram o século 21".

### Incursões dentro da usina

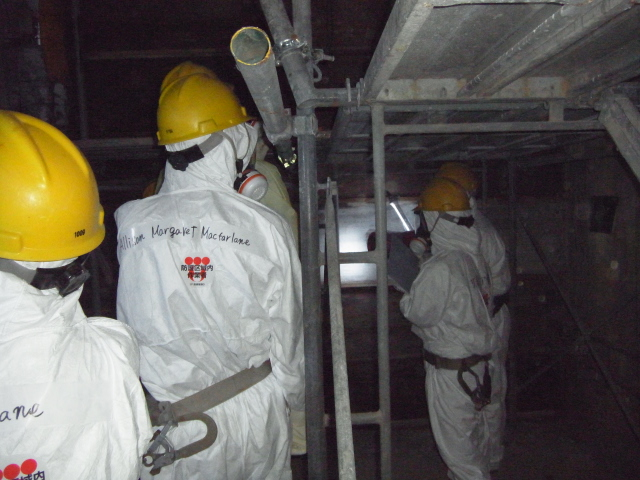
Técnicos entram no interior do prédio do reator 4 de Fukushima em meados de dezembro de 2012.

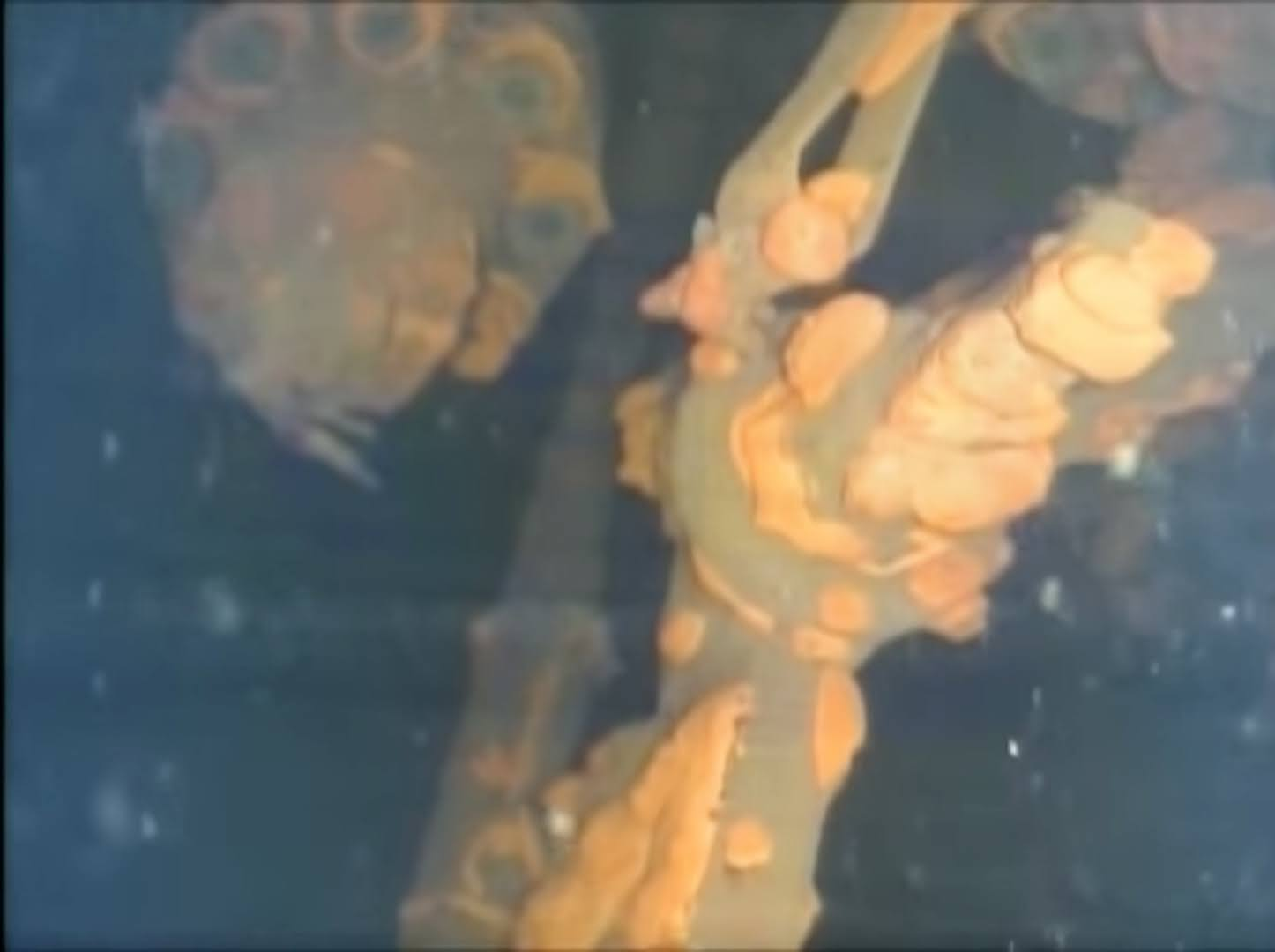
Robô submarino chamado "Little Sunfish" foi enviado para os reatores da central de Fukushima para procurar destroços e avaliar os danos provocados pelo acidente. Em evidencia, restos submersos de corio solidificado e, em segundo plano, o que parece ser os restos de barras de combustivel nuclear.

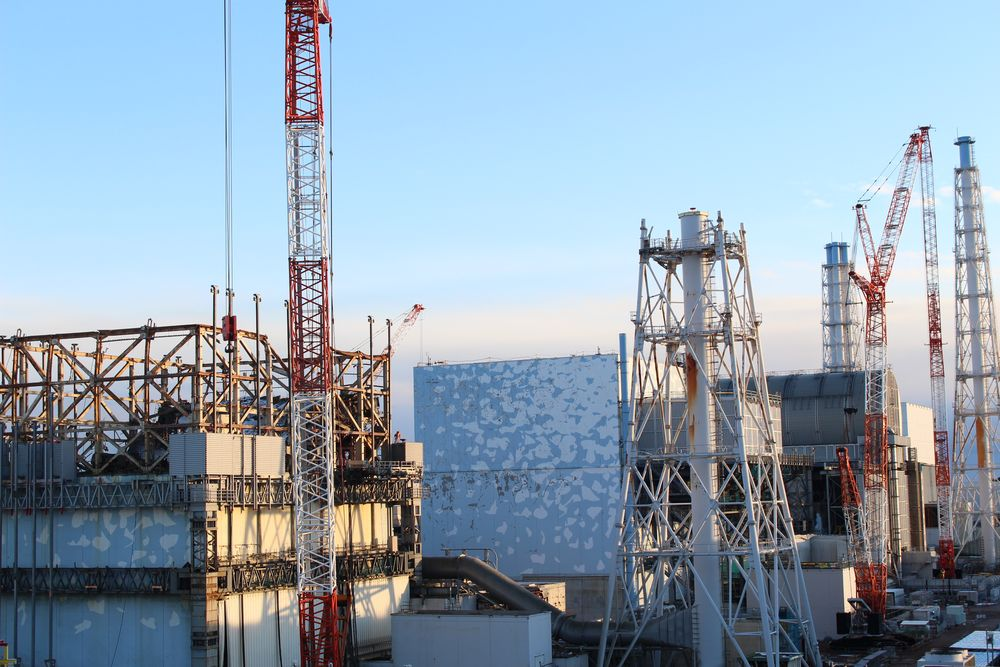
Unidades 1 a 4 da Usina Nuclear Fukushima Daiichi fotografadas em meados de 2020, durantes os trabalhos para desmonatar os reatores.

Nos estágios iniciais após o acidente na Usina Nuclear de Fukushima Daiichi, as altas taxas de radiação dentro dos prédios dos reatores tornavam extremamente perigosa a entrada de trabalhadores humanos. Em algumas áreas, as taxas de radiação eram tão altas que a exposição a elas por um curto período de tempo poderia resultar em danos à saúde graves ou até mesmo fatais. Devido a esses níveis extremamente altos de radiação, inicialmente foi impossível para os trabalhadores entrarem diretamente nos prédios dos reatores para realizar tarefas de inspeção, manutenção ou descomissionamento. Áreas mais próximas dos reatores danificados, como o prédio do reator 4, apresentam níveis de radiação extremamente altos, enquanto áreas mais afastadas podem ter níveis mais baixos. Os níveis de radiação dentro dos reatores são extremamente altos, variando de centenas de milhares a milhões de vezes o nível normal. Áreas próximas aos reatores, especialmente o reator 4, apresentam os níveis de radiação mais altos, podendo ultrapassar 100 Sieverts (Sv) em alguns pontos, o que significa que uma pessoa exposta a essa radiação por apenas 36 segundos receberia uma dose letal - em alguns pontos a radiação chegou a 530 Sieverts por hora, o que mataria um adulto instantaneamente.
Para se ter ideia da magnitude da quantidade de radiação emitida, pode-se comparar com outras fontes de emissão. O sievert (Sv) é uma unidade de dose equivalente, que leva em consideração o tipo de radiação e o dano biológico causado ao tecido humano. Uma exposição de 1 sievert de radiação pode causar efeitos agudos severos em um curto período de tempo, como náuseas, vômitos, queda de cabelo e supressão da medula óssea, podendo ser, inclusive, fatal. Naturalmente, somos expostos, em média, a uma quantidade de cerca de 2 Milisieverts (mSv) de radiação por ano (ou seja, a milésima parte de um único Siverst de radiação, ou 0,001 Sv); enquanto em um Raio-X de tórax expõe o paciente a cerca de 0,02 MSv (0,00002 Sv); já uma tomografia corporal expõe o paciente a uma radiação equivalente a 10 mSv (0,01 Sv). O limite anual de radiação, estipulado pela Comissão Internacional de Proteção à Radiação, é de 20 mSv. Ou seja, considerando a medição de 100 SV anteriormente citado, é emitido 50 milhões de vezes o limite anual de radiação para um ser humano por hora. Devido aos altos níveis de radiação, o acesso à usina é restrito a trabalhadores especializados que utilizam equipamentos de proteção rigorosos.
Para contornar essa limitação, foram utilizados robôs especialmente projetados para entrar nas áreas de alta radiação e realizar uma variedade de tarefas, como inspeção visual, mapeamento de contaminação e manipulação de materiais radioativos. Esses robôs foram equipados com câmeras, sensores e outros instrumentos para realizar suas funções de forma remota, permitindo que as equipes de descomissionamento monitorassem as condições dentro dos prédios dos reatores e realizassem operações essenciais sem expor os trabalhadores ao perigo.
As altas taxas de radiação, os níveis elevados de calor e a presença de detritos e obstáculos representam desafios colossais para a operação dos robôs nessas áreas. As altas taxas de radiação dentro dos prédios dos reatores podem causar danos aos componentes eletrônicos dos robôs, levando à falha de sistemas críticos e à incapacidade de operar adequadamente. Além da radiação, as temperaturas dentro dos prédios dos reatores podem ser extremamente altas, o que pode causar danos aos componentes mecânicos e eletrônicos dos robôs. Os robôs podem encontrar dificuldades para se locomover em meio aos detritos e obstáculos dentro dos prédios dos reatores, o que pode resultar em danos mecânicos ou falhas operacionais. Como qualquer equipamento complexo, os robôs podem sofrer falhas técnicas devido a problemas de design, manutenção inadequada ou desgaste ao longo do tempo.  O uso de robôs em desastres nucleares continuará a evoluir. A pesquisa e o desenvolvimento de robôs mais resistentes, inteligentes e autônomos podem tornar a resposta a esses eventos mais rápida, eficiente e segura. Alguns destes modelos são os nomeados “PackBot”, da iRobot (entrou em curto circuito e pegou fogo) e o “Quince” da Toshiba (teve os microchips destruídos e desligou) que estão sepultados dentro da usina após serem destruídos pela radiação. Após o desastre na Usina Nuclear, houve um acúmulo de água contaminada nos porões dos edifícios dos reatores. Isso ocorreu devido às inundações causadas pelo tsunami e à necessidade de injetar água para resfriar os reatores e evitar um derretimento nuclear completo. Em julho de 2017, a Tepco usou um robô submarino para examinar o reator 3 da usina e descobriu restos aparentes de combustível nuclear fundido e partes do núcleo do reator. Na época, a investigação revelou a existência de uma pilha de resíduos em tom alaranjado (provavelmente, óxidos de urânio e de cádmio) fundidos às estruturas metálicas do prédio de contenção do reator - basicamente, a segunda camada de proteção que envolve o vaso do reator.
Em fevereiro de 2017, a TEPCO divulgou imagens tiradas dentro da unidade 2 por uma câmera controlada remotamente que mostram um buraco de 2 metros (6,5 pés) de largura na grade de metal sob o vaso de pressão no vaso de contenção primário do reator,  que poderia ter sido causado pelo vazamento de combustível do vaso de pressão, indicando que ocorreu um derretimento/fusão através desta camada de contenção. Níveis de radiação ionizante de cerca de 210 sieverts (Sv) por hora foram posteriormente detectados dentro do recipiente de contenção da Unidade 2. O combustível irradiado não danificado normalmente apresenta valores de 270 Sv/h, após dez anos de desligamento a frio sem blindagem. Em janeiro de 2018, uma câmera controlada remotamente confirmou que detritos de combustível nuclear estavam na parte inferior do PCV da Unidade 2, mostrando que o combustível havia escapado do vaso de pressão do reator. A alça no topo de um conjunto de combustível nuclear também foi observada, confirmando que uma quantidade considerável de combustível nuclear havia derretido.
À medida que os esforços de descomissionamento continuam e os níveis de radiação diminuem devido aos esforços de descontaminação e ao progresso no desmantelamento dos reatores, pode se tornar possível para os trabalhadores humanos acessarem certas áreas dentro dos prédios dos reatores com medidas de proteção adequadas. No entanto, a segurança dos trabalhadores continua sendo uma prioridade absoluta, e as autoridades japonesas e a Tokyo Electric Power Company (TEPCO) estão tomando todas as precauções necessárias para proteger a saúde e a segurança daqueles envolvidos nas operações de descomissionamento.

### Desmontagem da usina

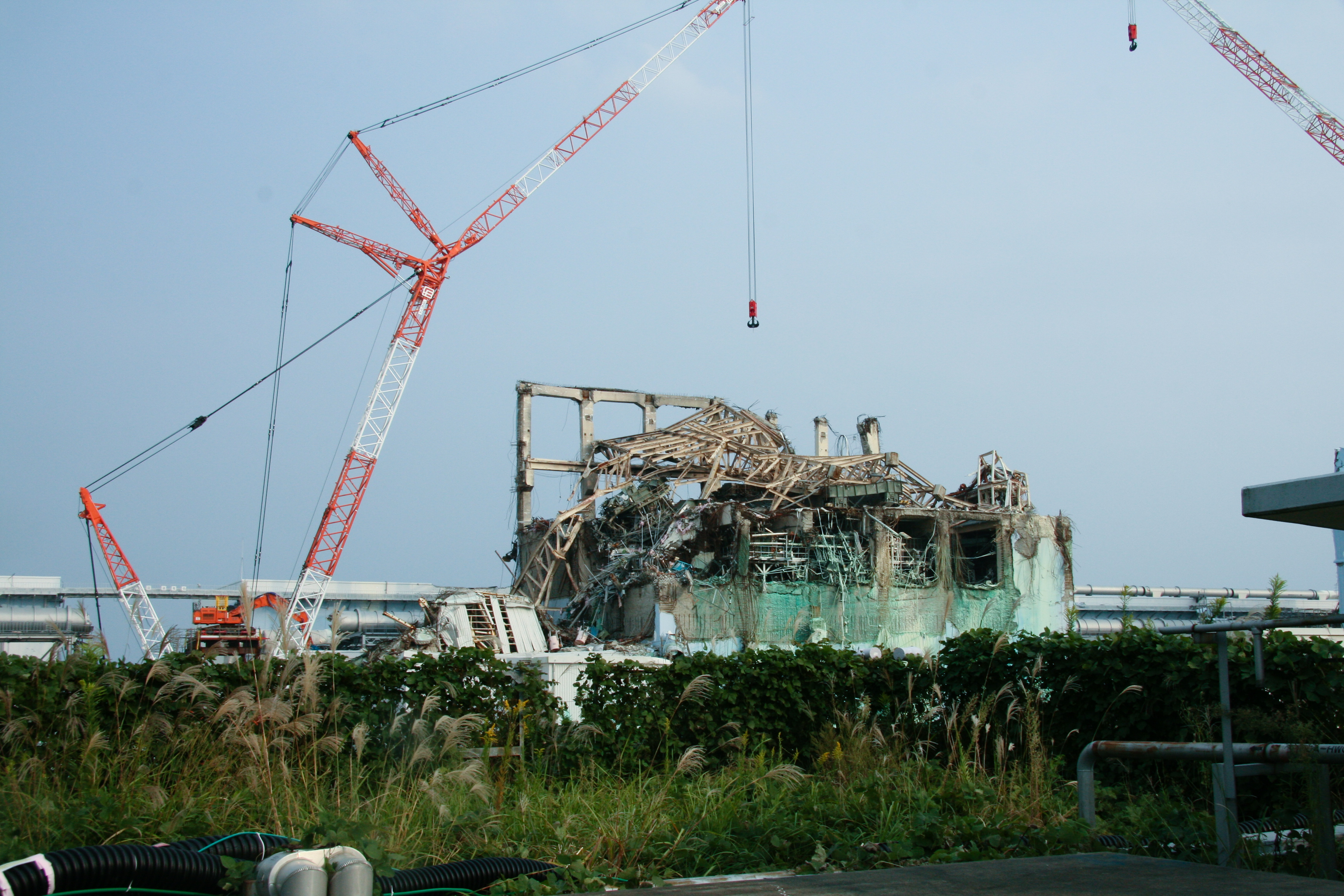
Maquinas trabalham recolhendo entulho na unidade 3 de Fukushima após a explosão de hidrogênio.

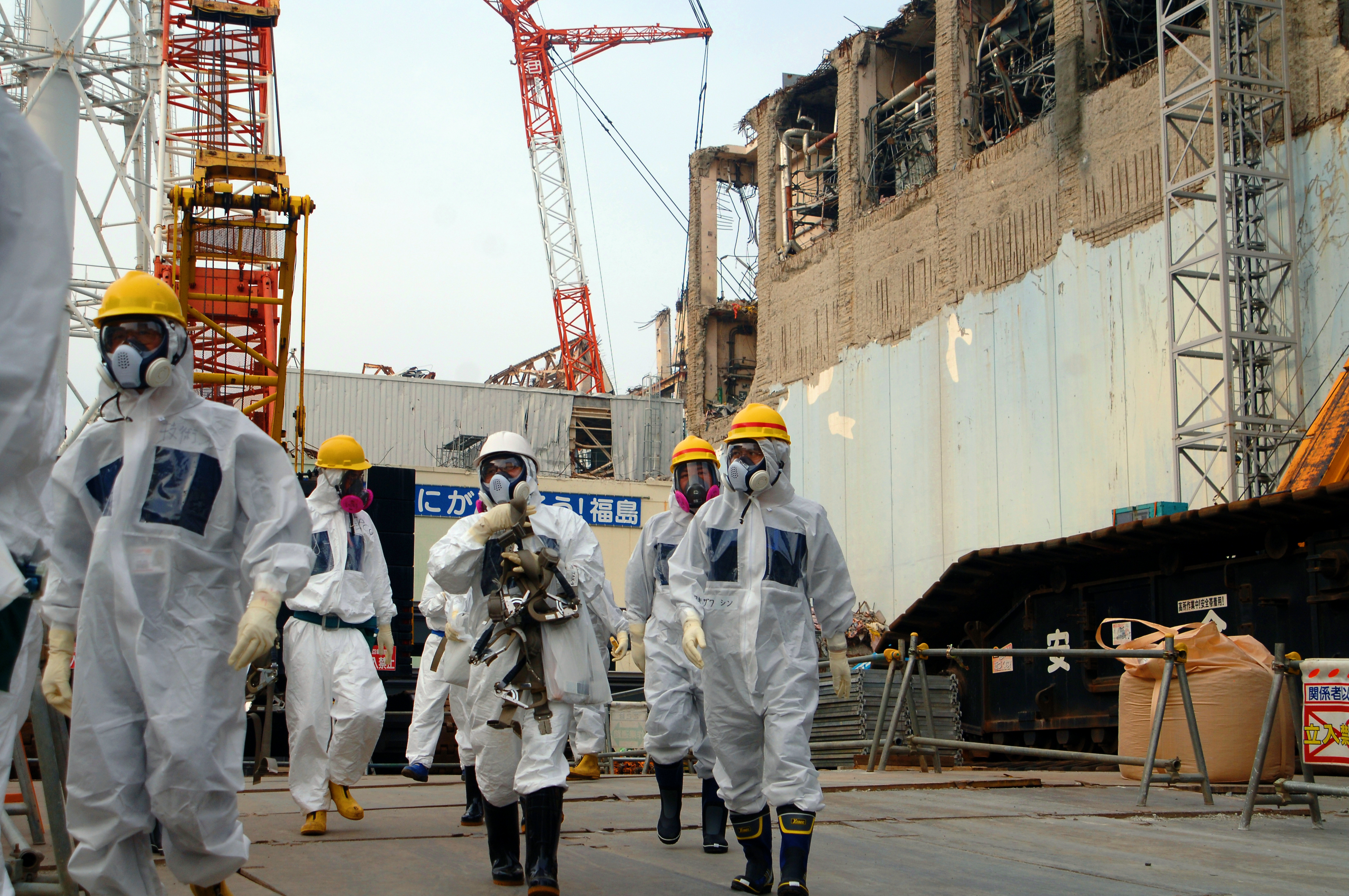
Especialistas da AIEA partem da Unidade 4 da Central Nuclear de Fukushima Daiichi da TEPCO em 17 de abril de 2013 como parte de uma missão para revisar os planos do Japão para desmantelar a instalação. Ao fundo, o prédio destruído após a explosão de Hidrogênio 2 anos antes.

A Usina Nuclear de Fukushima Daiichi, palco de um dos piores desastres nucleares da história, está em processo de desmantelamento, uma tarefa monumental.  O descomissionamento é o processo pelo qual uma usina nuclear é permanentemente retirada de operação e as instalações nucleares são desmanteladas de maneira segura e controlada. O primeiro passo crucial é remover o combustível nuclear dos reatores danificados. Essa etapa exige extrema cautela, utilizando robôs especializados para manipular as hastes radioativas e colocá-las em contêineres seguros. A radiação residual ainda presente exige medidas rigorosas de proteção para os trabalhadores, como vestimentas especiais e protocolos de segurança rígidos.
Em 2012, a TEPCO mediu níveis de radiação de até 100 sieverts por hora dentro do prédio do reator 1. Essa quantidade é fatal para humanos em uma única exposição. Estimativas indicam que a radiação dentro dos prédios da usina pode levar centenas de anos para diminuir a níveis considerados seguros para a saúde humana. Nos anos seguintes, medidas de descontaminação e estabilização foram implementadas para reduzir os níveis de radiação dentro dos prédios da usina, permitindo maior acesso para trabalhos de manutenção e descomissionamento. A retirada do combustível nuclear de Fukushima apresenta desafios técnicos consideráveis, como a fragilidade das estruturas danificadas dos reatores e a necessidade de desenvolver ferramentas e robôs especializados para operar em ambientes radioativos.
Após a remoção do combustível, os próprios reatores serão desmontados em um processo meticuloso e demorado. Cada componente radioativo, desde as tubulações até o núcleo do reator, precisa ser cuidadosamente cortado, removido e armazenado em contêineres especiais. Técnicas avançadas de corte a laser, robótica e demolição controlada serão utilizadas para minimizar o risco de contaminação e garantir a segurança dos trabalhadores. A equipe de especialistas precisa mapear cuidadosamente cada etapa do processo para evitar danos às estruturas remanescentes e garantir a eficiência da desconstrução. O desmantelamento dos reatores de Fukushima é um processo sem precedentes, exigindo o desenvolvimento de novas tecnologias e a adaptação de técnicas existentes para lidar com os desafios específicos do local.

### Zona de exclusão

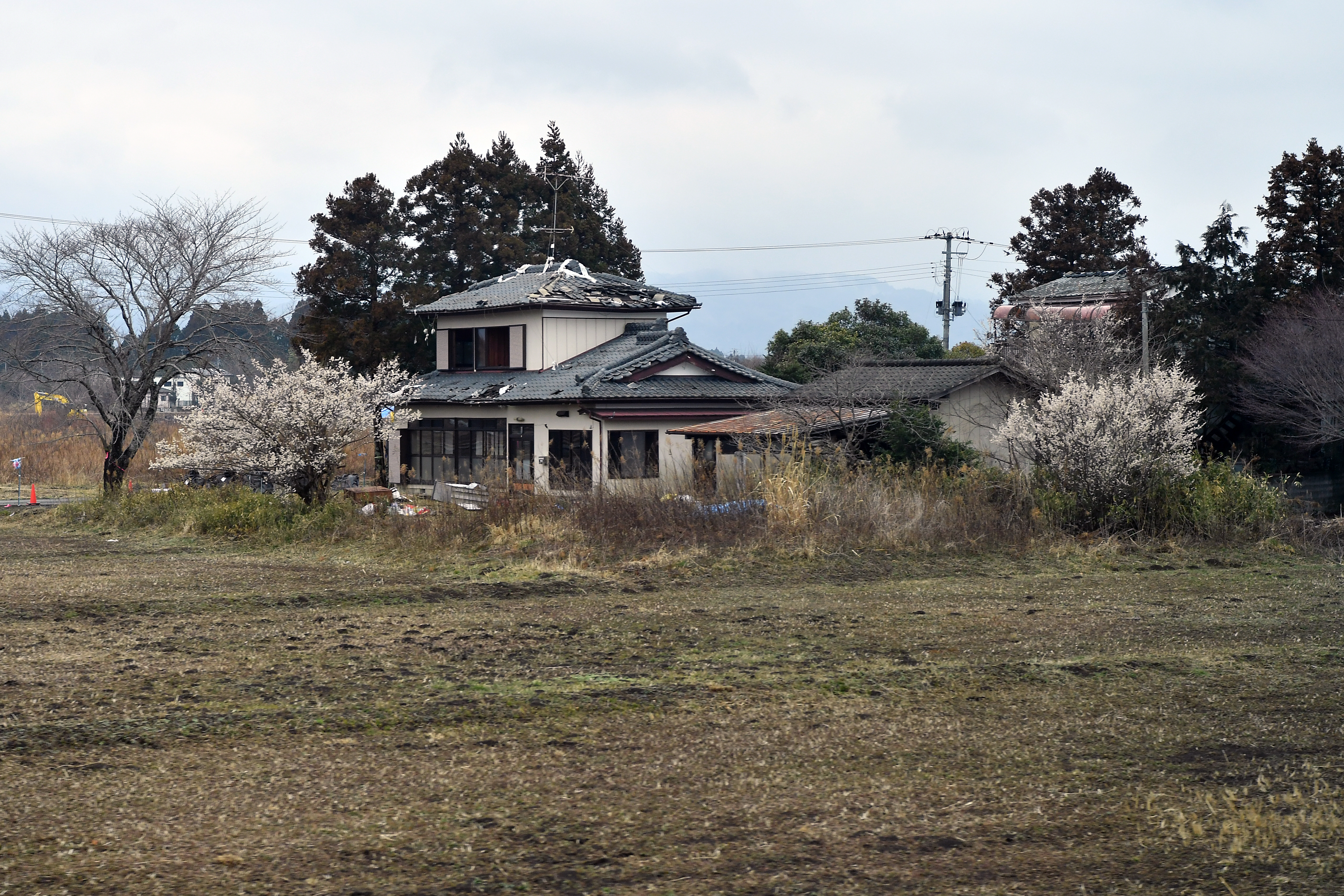
Propriedade abandonada na zona de exclusão de Fukushima.

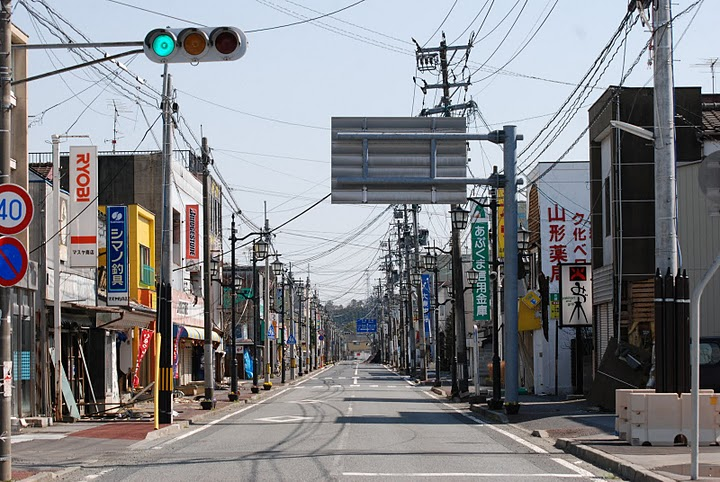
Centro da cidade de Namie, na provincia de Fukushima, completamente abandonado.

A zona de exclusão de Fukushima é uma área em torno da Usina Nuclear de Fukushima Daiichi, onde o acesso público é restrito devido aos riscos associados à contaminação radioativa resultante do acidente nuclear de 2011. A extensão e a configuração específica da zona de exclusão foram ajustadas ao longo do tempo com base em avaliações de segurança e descontaminação. A zona de exclusão originalmente estabelecida após o desastre de Fukushima tinha um raio de 20 quilômetros ao redor da usina. Dentro dessa zona, a população residente foi evacuada e o acesso foi estritamente controlado para proteger a saúde e a segurança das pessoas.

### Turismo

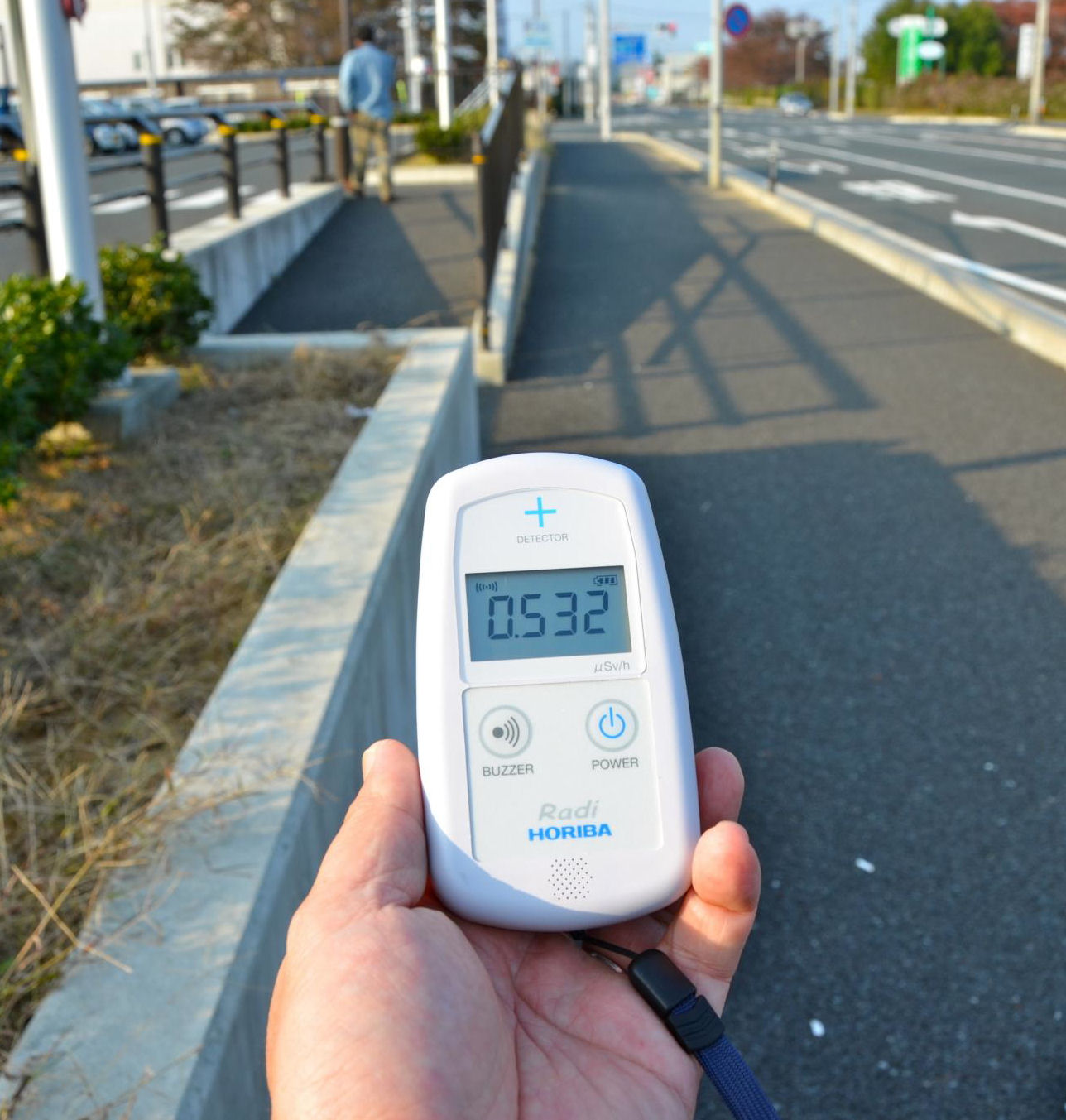
Monitor de radiação mostrando radiação em Minamisoma: 0,532 μSv/h. Isto equivale a uma dose anual de radiação de 4,66 milisieverts

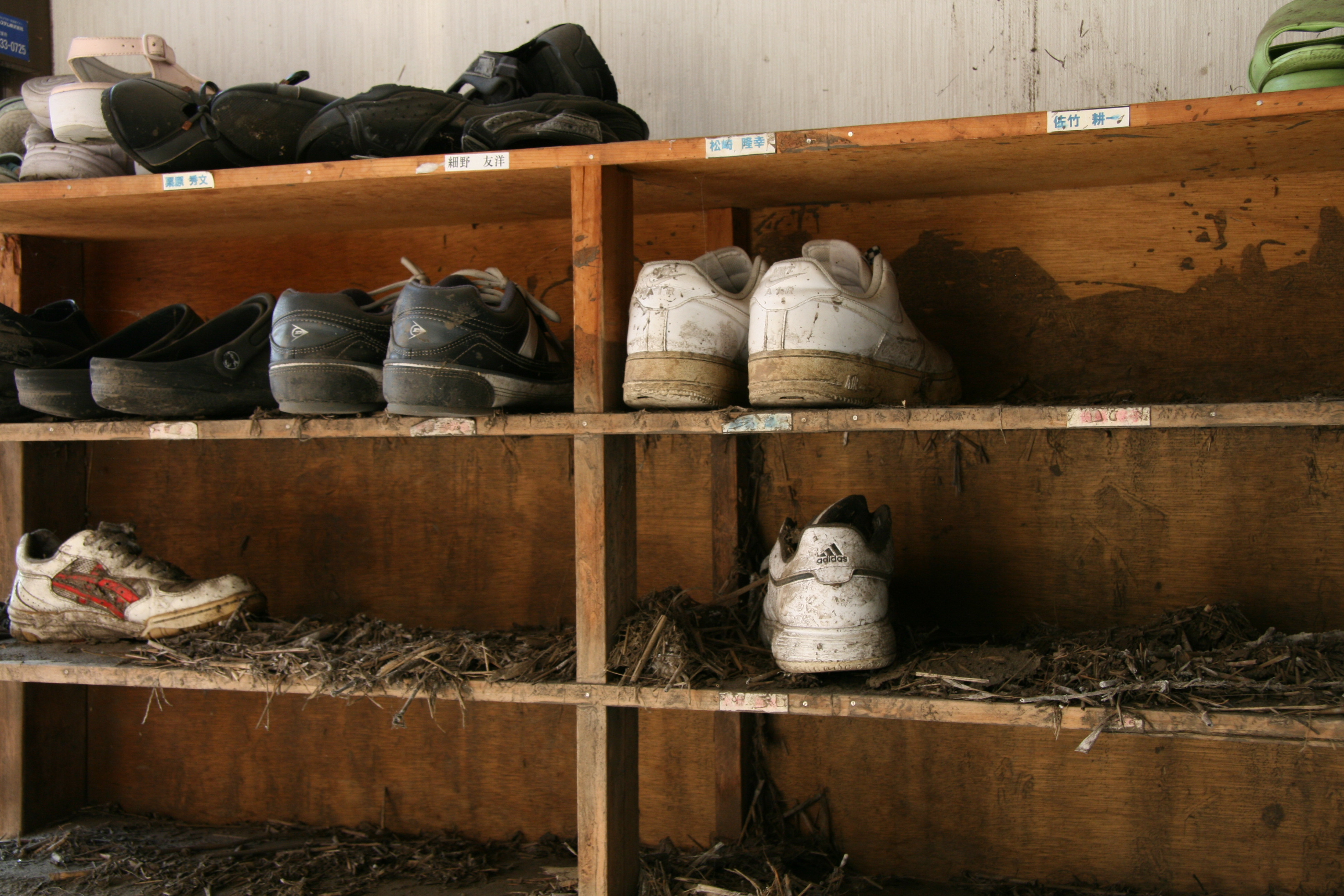
Objetos pessoais abandonados pelas vitimas do desastre ainda hoje pemanecem intocados nas áreas mais radiativas da zona de exclusão de Fukushima

Após o desastre, a região enfrentou grandes desafios em relação à indústria do turismo devido às preocupações com a radiação e à reputação do local. No entanto, nos últimos anos, houve esforços para revitalizar o turismo em Fukushima, com foco na reconstrução, recuperação e promoção da segurança. Algumas áreas da região de Fukushima foram declaradas seguras para visitação, especialmente aquelas que estão localizadas fora das zonas de exclusão e que foram menos afetadas pela radiação. As autoridades locais têm trabalhado para promover destinos turísticos como áreas naturais, hotéis, fontes termais (onsens), festivais culturais e gastronomia local. Além disso, algumas áreas de Fukushima têm se esforçado para atrair turistas interessados na história e na resiliência da região, oferecendo passeios e experiências relacionadas ao desastre de Fukushima, incluindo visitas a locais históricos, museus e centros de informações.
Após o desastre, algumas áreas próximas à usina foram evacuadas e se tornaram cidades fantasmas devido aos altos níveis de radiação e ao risco para a saúde humana. Essas áreas foram designadas como “zonas de exclusão”, onde a entrada é restrita ou proibida devido aos perigos associados à radiação. A cidade de Namie, por exemplo, foi uma das áreas evacuadas devido à contaminação radioativa resultante do desastre nuclear. Desde então, grande parte da cidade permanece abandonada e deserta, com edifícios vazios, ruas silenciosas e vegetação tomando conta das áreas urbanas. Além de Namie, outras cidades e vilarejos nas proximidades da Usina Nuclear de Fukushima Daiichi também foram evacuados e se tornaram cidades fantasmas, incluindo Futaba, Tomioka e Okuma. Essas áreas foram severamente impactadas pelo desastre e permanecem abandonadas desde então. Embora algumas áreas tenham sido descontaminadas e partes da população tenham sido autorizadas a retornar, muitas áreas ainda estão vazias e desabitadas devido aos altos níveis de radiação ou à perda irreparável de infraestrutura e serviços públicos. A reconstrução e recuperação dessas áreas continuam sendo desafios para as autoridades locais e o governo japonês.
Atualmente, Okuma, uma das cidades evacuadas após o acidente, ainda está em processo de recuperação e reconstrução. A cidade foi severamente afetada pela contaminação radioativa resultante do desastre nuclear, e grande parte da população foi evacuada. Nos anos seguintes ao desastre, Okuma permaneceu principalmente deserta, com edifícios abandonados e infraestrutura deteriorada. No entanto, houve esforços contínuos para descontaminar a área e permitir que parte da população retorne. Atualmente, algumas partes de Okuma foram reabertas para moradores, embora a entrada em certas áreas ainda possa ser restrita devido aos níveis de radiação. Além disso, a reconstrução da infraestrutura, serviços públicos e instalações comunitárias em Okuma continua sendo um desafio, e muitos moradores enfrentam dificuldades em reconstruir suas vidas e comunidades. Como em outras áreas afetadas pelo desastre nuclear, a recuperação de Okuma é um processo contínuo e pode levar muitos anos antes que a cidade retorne ao seu estado pré-desastre. O governo japonês e as autoridades locais estão trabalhando para apoiar os residentes que desejam retornar e para revitalizar a região afetada pelo desastre.
Atualmente, é possível visitar Fukushima, embora haja algumas áreas que ainda estão restritas devido à contaminação radioativa resultante do desastre. No entanto, muitas partes da região estão abertas para turismo e recebem visitantes regularmente. As autoridades locais têm trabalhado para descontaminar e monitorar áreas afetadas pela radiação, e algumas áreas foram declaradas seguras para visitação. É importante respeitar as restrições e orientações das autoridades locais em relação à segurança e à contaminação radioativa. Antes de visitar Fukushima, é aconselhável verificar as informações mais recentes sobre as áreas que você planeja visitar e seguir todas as orientações fornecidas pelas autoridades locais. Além disso, os turistas devem estar cientes de que algumas partes de Fukushima ainda estão se recuperando do desastre e podem enfrentar desafios contínuos. Ao visitar a região, os turistas podem contribuir para o apoio à economia local e para a reconstrução da comunidade.

### Cultura popular
O acidente na Usina Nuclear de Fukushima Daiichi teve um impacto enorme na mídia global. Desde os estágios iniciais do desastre, a mídia internacional cobriu extensivamente os eventos que se desdobraram em Fukushima, fornecendo informações sobre a magnitude do desastre, os esforços de resposta, os impactos ambientais e de saúde, e as consequências políticas e sociais. A cobertura midiática do desastre de Fukushima levou a uma atenção renovada sobre os riscos associados à energia nuclear, bem como sobre a segurança das instalações nucleares em todo o mundo. O desastre gerou intensos debates sobre a viabilidade e a segurança da energia nuclear como fonte de energia, e levou muitos países a avaliar suas políticas energéticas e a segurança de suas próprias instalações nucleares. Além disso, o desastre de Fukushima destacou a importância da transparência, comunicação eficaz e cooperação internacional em situações de crise nuclear. A resposta ao desastre foi monitorada de perto pela comunidade internacional e pela mídia, e as lições aprendidas em Fukushima influenciaram as políticas de segurança nuclear e os padrões de resposta a desastres em todo o mundo.
A cobertura midiática do desastre na Usina Nuclear de Fukushima Daiichi foi extensa e intensa. Desde os estágios iniciais do desastre, a mídia local e internacional dedicou uma grande quantidade de recursos para cobrir os eventos que se desdobravam em Fukushima. As principais redes de notícias ao redor do mundo transmitiram relatórios ao vivo e atualizações constantes sobre o desastre. Isso inclui transmissões de televisão, rádio e plataformas online, permitindo que o público acompanhasse os eventos em tempo real. A mídia forneceu relatórios detalhados sobre a extensão do desastre, incluindo informações sobre os danos na usina, os esforços de resposta das autoridades, os impactos ambientais e de saúde, e as medidas de evacuação e segurança. Especialistas em energia nuclear, segurança, saúde pública e questões ambientais foram consultados pela mídia para fornecer análises e insights sobre os diferentes aspectos do desastre. Isso ajudou o público a entender melhor os riscos e as ramificações do desastre. O desastre de Fukushima gerou debates intensos e polarizados sobre a segurança e a viabilidade da energia nuclear como fonte de energia. A mídia proporcionou um espaço para que diferentes perspectivas fossem discutidas e debatidas, contribuindo para um diálogo público mais amplo sobre a questão.
O acidente na Usina Nuclear de Fukushima Daiichi teve um impacto profundo na cultura popular, tanto no Japão quanto internacionalmente. O desastre inspirou uma variedade de obras de mídia e entretenimento, incluindo filmes, documentários, séries de televisão, livros e música, que abordam os eventos de Fukushima e seus impactos. Vários filmes, seriados e documentários foram produzidos sobre o desastre na Usina Nuclear de Fukushima Daiichi e seus impactos. Alguns exemplos notáveis incluem: (1) "Fukushima 50" (2020), um filme japonês baseado no livro de mesmo nome de Ryusho Kadota, que retrata os eventos em torno do desastre nuclear e os esforços heróicos dos trabalhadores da usina para conter a crise. (2) "The Land of Hope" (2012) , um filme japonês dirigido por Sion Sono, que explora os efeitos do desastre em uma família que vive perto da usina nuclear, o filme examina as tensões familiares e as decisões difíceis enfrentadas pelos personagens em meio à crise. (3) "Fukushima: A Nuclear Story" (2015) um documentário italiano dirigido por Matteo Gagliardi e Pio d'Emilia, que investiga as causas e consequências do desastre nuclear de Fukushima, o filme examina o papel da indústria nuclear, do governo japonês e da comunidade internacional no desastre e suas consequências. (4) "Pray for Japan" (2012), um documentário dirigido por Stu Levy, que segue a jornada de sobrevivência e recuperação do Japão após o terremoto e tsunami de 2011, incluindo os eventos em torno da usina nuclear de Fukushima Daiichi. (5) “The Days” (2023), uma minissérie japonesa produzida pela Netflix que narra os acontecimentos do ponto de vista de Masao Yoshida.
Essas obras ajudaram a ampliar a conscientização sobre o desastre e suas consequências. Artistas e escritores foram inspirados pelo desastre a criar obras que exploram temas como desastre, sobrevivência, resiliência e impactos ambientais. O desastre de Fukushima também influenciou a cultura popular japonesa, com referências ao acidente aparecendo em mangás, animes, jogos de vídeo e outras formas de mídia. Essas representações ajudaram a incorporar o desastre na narrativa cultural do país. O desastre inspirou movimentos artísticos e ativistas dedicados a questões como energia nuclear, meio ambiente e segurança pública. Artistas e ativistas usaram a arte e a expressão criativa como formas de protesto e conscientização sobre os riscos associados à energia nuclear. O acidente acabou deixando uma marca duradoura na memória coletiva do Japão e do mundo. O evento é lembrado em cerimônias comemorativas, exposições e outras formas de memorialização, garantindo que as lições aprendidas com Fukushima não sejam esquecidas.

### Efeitos na indústria nuclear

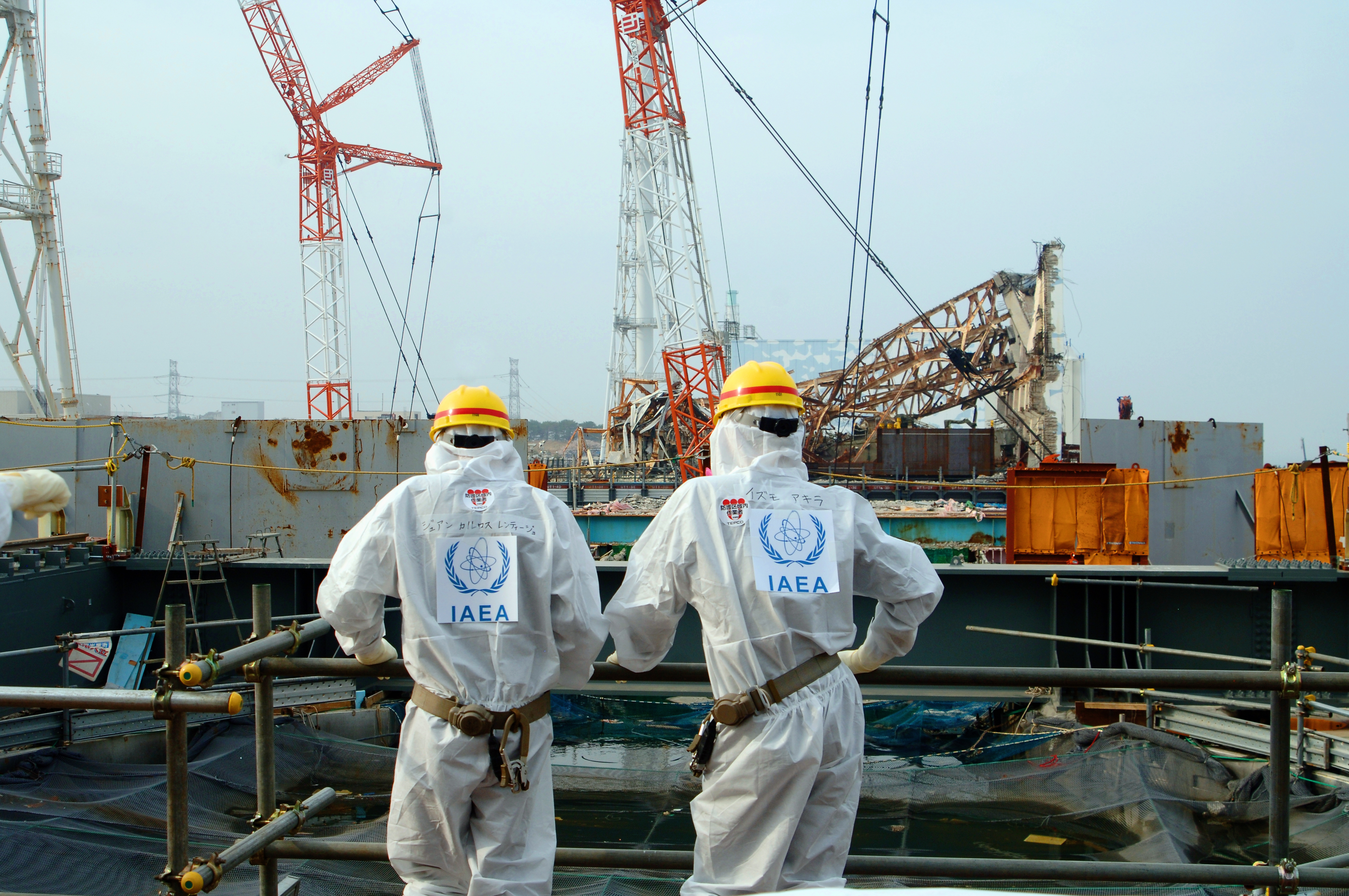
Tecnicos da Agencia Internacional de Energia Atômica examinam os escombros da Unidade 4 de Fukushima Daiichi, durante o processo de desmontagem da instalação.

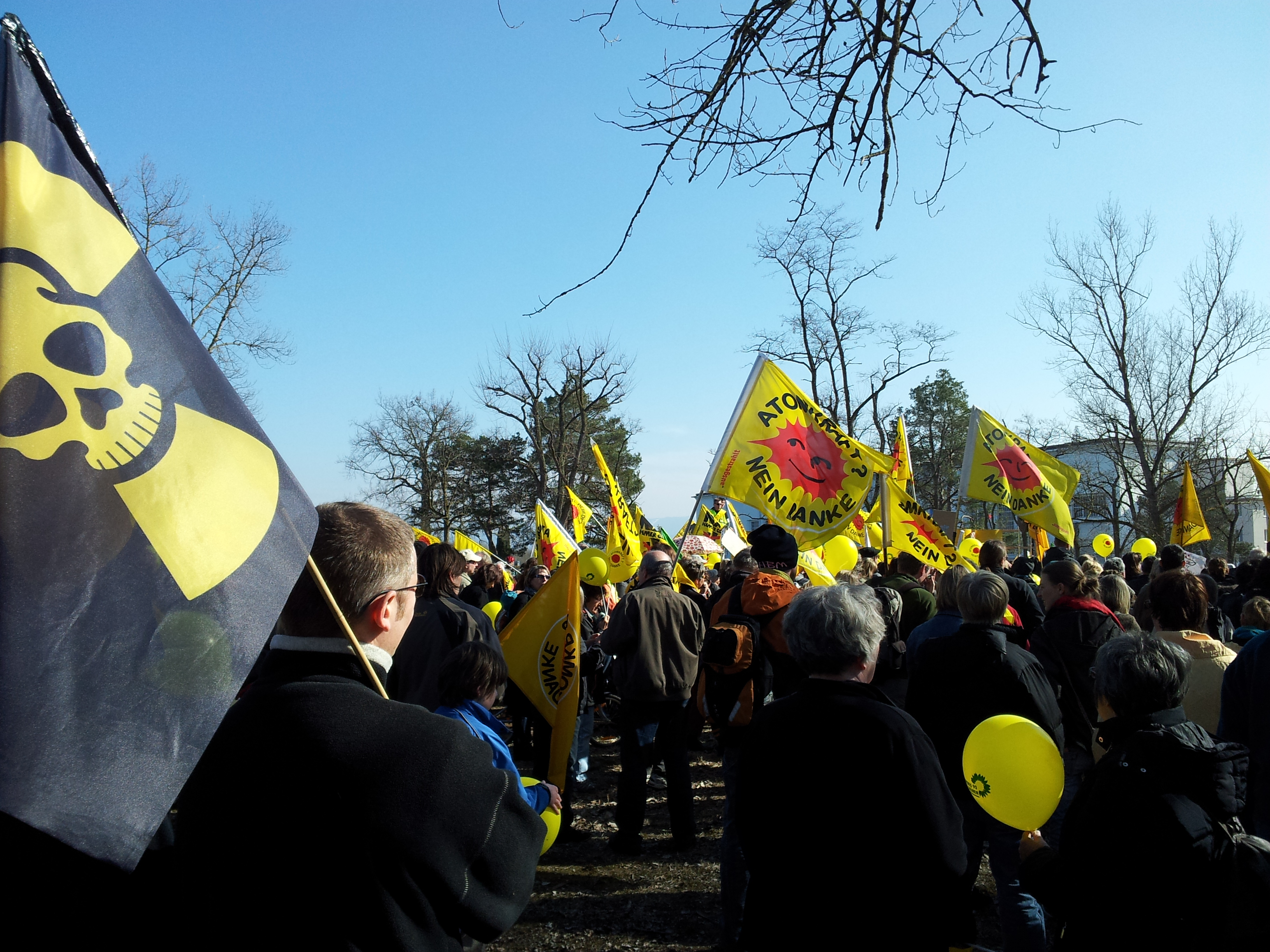
Protesto contra a central nuclear francesa de Fessenheim um ano após o acidente em Fukushima

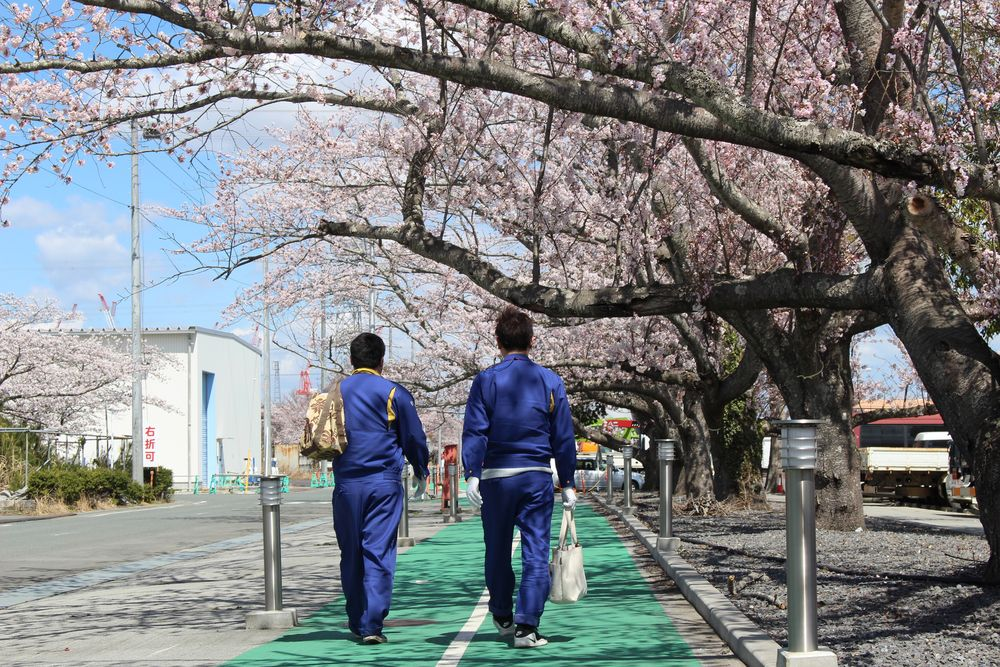
Funcionários da TEPCO caminham em meio a um pomar de cerejeiras nos arredores da Usina de Fukushima Daiichi. As arvores absorveram particulas radiativas precipitadas pela água da chuva, levando muitas a serem cortadas. Essas, porém, foram poupadas pela radiação e persistem florescendo.

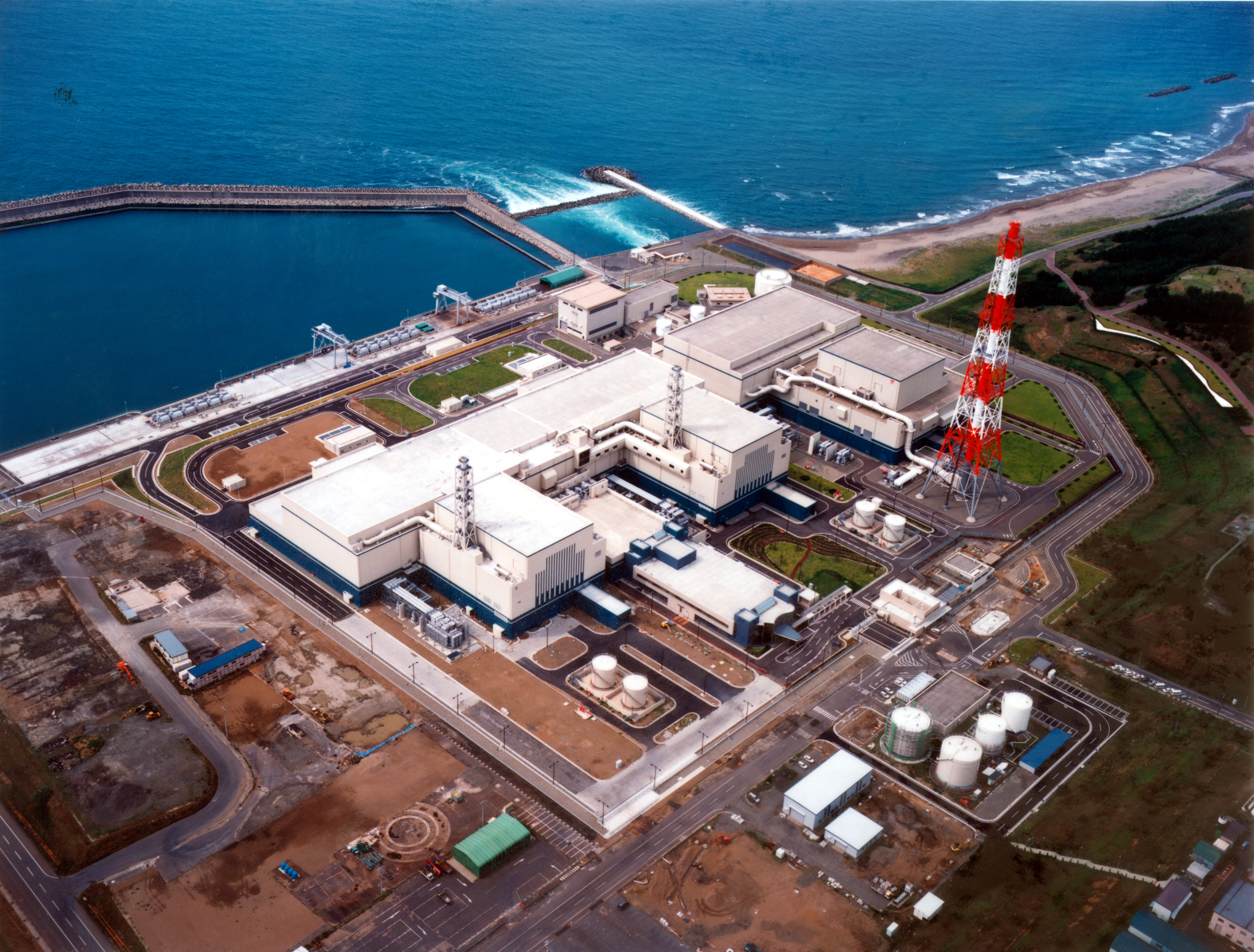
A Central nuclear de Kashiwazaki-Kariwa é uma das maiores usinas nucleares do mundo, localizada na província de Niigata, no Japão. Operada pela Tokyo Electric Power Company (TEPCO), a instalação tem sete reatores nucleares de água fervente (BWR) com uma capacidade total instalada de cerca de 8.212 megawatts elétricos (MWe). Após o desastre nuclear de Fukushima em 2011, todas as operações na usina foram suspensas para melhorias de segurança e adequações às regulamentações mais rígidas impostas pela Autoridade de Regulação Nuclear do Japão (NRA). A usina foi ativada novamente em meados de 2024, com o objetivo de realizar pesquisas envolvendo fusão nuclear.

O desastre nuclear de Fukushima em 2011 foi um evento trágico que abalou o mundo e serviu como um alerta sobre os perigos da energia nuclear. As consequências devastadoras do acidente, como a contaminação radioativa, a evacuação de milhares de pessoas e o impacto na economia, exigem uma reflexão profunda sobre o futuro da energia e a necessidade de construir um amanhã mais seguro e sustentável. A energia nuclear é frequentemente considerada uma alternativa para aliviar as mudanças climáticas devido à sua capacidade de gerar eletricidade com baixas emissões de gases de efeito estufa durante a operação. Quando comparada a fontes de energia mais intensivas em carbono, como carvão e gás natural, a energia nuclear pode desempenhar um papel na redução das emissões de dióxido de carbono (CO2) provenientes da geração de eletricidade. Em suma, embora a energia nuclear possa contribuir para a redução das emissões de gases de efeito estufa no setor elétrico, é importante considerar seus custos, desafios de segurança e resíduos, bem como explorar alternativas renováveis para enfrentar eficazmente as mudanças climáticas. A energia nuclear pode desempenhar um papel, mas especialistas apontam que deve ser parte de uma estratégia energética mais ampla que inclua uma combinação de fontes de energia limpa, segura e sustentável.
A primeira lição aprendida, sem dúvidas, é a necessidade de segurança. Antes de 2011, um acidente de nível 7 tal como havia ocorrido em Chernobyl, na então Ucrânia Soviética, era completamente impensável. Mas Fukushima despertou a indústria para a necessidade de mudanças. O desastre de Fukushima levou a uma reavaliação dos padrões de segurança nuclear em muitos países. As autoridades reguladoras revisaram e fortaleceram os requisitos de segurança para usinas nucleares existentes e em construção, incorporando lições aprendidas com o acidente para garantir que os reatores nucleares sejam mais capazes de resistir a desastres naturais e eventos extremos.  Muitos países revisaram e atualizaram seus procedimentos de resposta a emergências nucleares, incluindo planos de evacuação, fornecimento de água e alimentos seguros, distribuição de iodeto de potássio e coordenação entre agências governamentais.
Muitos países estão trabalhando para melhorar os sistemas de gerenciamento de resíduos nucleares, incluindo o armazenamento seguro de combustível usado e a busca por soluções de longo prazo para o armazenamento e disposição final de resíduos radioativos. O acidente de Fukushima destacou a importância de uma cultura de segurança forte na indústria nuclear. As empresas e operadores nucleares estão implementando medidas para promover uma cultura de segurança que priorize a segurança dos trabalhadores, a prevenção de acidentes e a transparência na comunicação de riscos nucleares. O desastre de Fukushima resultou em um aumento da supervisão e regulamentação da indústria nuclear por parte das autoridades governamentais e agências reguladoras. Muitos países estão fortalecendo suas agências reguladoras nucleares, dando-lhes mais autoridade e recursos para garantir a conformidade com os padrões de segurança e regulamentações nucleares:

A segunda lição é que acidentes são “inevitaveis”, ponto frequentemente abordado por críticos da energia nuclear. É verdade que nenhum sistema é 100% seguro e que acidentes nucleares, embora raros, são possíveis:
Nada é perfeito, não importa o quanto as pessoas tentem fazer as coisas funcionarem, e na área industrial sempre haverá falhas de design, componentes ou procedimentos. Sempre haverá erros do operador e condições ambientais inesperadas. Devido à inevitabilidade destas falhas, e porque muitas vezes existem incentivos económicos para que as empresas não se esforcem muito para agir de forma segura, o governo regula os sistemas arriscados numa tentativa de os tornar menos arriscados . Os sistemas de alerta formais e informais constituem outro método de lidar com os sistemas inerentemente arriscados da sociedade industrial. E a sociedade pode sempre estar mais bem preparada para responder quando ocorrem acidentes e catástrofes.

Mas, por muitas razões, mesmo a regulamentação da qualidade, a atenção redobrada aos avisos e os planos cuidadosos de resposta a catástrofes não podem eliminar a possibilidade de acidentes industriais catastróficos. Como essa possibilidade está sempre presente, é importante perguntar se alguns sistemas industriais têm um potencial catastrófico tão grande que não deveriam ser autorizados a existir.
No entanto, a probabilidade de um acidente grave como o de Fukushima é extremamente baixa, especialmente com as medidas de segurança aprimoradas que foram implementadas após o evento:
“…Ninguém gosta de imaginar outro acidente nuclear. Mas é nossa responsabilidade planejar todas as possibilidades, por mais improváveis que sejam. É necessário fazer mais trabalho para estabelecer diretrizes sobre o regresso das populações aos locais afectados – e para compreender melhor os efeitos na saúde das baixas doses de radiação.”
Apesar de acidentes nucleares serem eventos extremamente raros, a história nos ensina que eles podem acontecer e que é crucial estar sempre preparado para lidar com eles. Embora os padrões de segurança e as regulamentações nucleares tenham melhorado muito ao longo dos anos, e as usinas nucleares modernas sejam projetadas com múltiplas camadas de proteção, ainda existem riscos associados à energia nuclear que devem ser reconhecidos e gerenciados de forma adequada:
“No meio de uma crise climática iminente e de uma necessidade desesperada de reduzir as emissões, a análise dos custos, riscos e benefícios da energia nuclear não pode ser mais oportuna e relevante. Se a expansão global da energia nuclear para fazer face às alterações climáticas for inevitável, como poderemos prevenir, ou pelo menos mitigar, os efeitos do próximo acidente ou desastre nuclear? Se os acidentes nucleares já não são inimagináveis, poderemos aceitar a inevitabilidade de futuros acidentes nucleares e concentrar os nossos esforços tanto na mitigação como na prevenção de acidentes?”

A questão geral da energia nuclear não é simples. Não é necessário sublinhar o quão perigoso é depois do desastre nuclear de Fukushima , que está longe de terminar. O uso continuado de combustíveis fósseis ameaça um desastre global , e não num futuro distante. O caminho sensato seria avançar o mais rapidamente possível para fontes de energia sustentáveis , como a Alemanha está a fazer agora. As alternativas são desastrosas demais para serem contempladas.

— Noam Chomsky , "Truth to power", The Japan Times , (22 de fevereiro de 2014)
É essencial que os países com usinas nucleares implementem medidas robustas de segurança, incluindo planos de emergência e resposta a acidentes, treinamento regular de pessoal, manutenção adequada de instalações nucleares e atualização constante das regulamentações nucleares. Além disso, é importante que haja uma cultura de segurança forte na indústria nuclear, onde a segurança seja priorizada acima de tudo e a transparência na comunicação de riscos seja garantida. Embora ainda não seja impossível eliminar completamente o risco de acidentes nucleares, é possível reduzi-los a níveis aceitáveis por meio de uma combinação de tecnologia avançada, regulamentações rigorosas, supervisão eficaz, preparação adequada e responsabilidade.. É por isso que é essencial estar sempre vigilante e comprometido com a segurança nuclear, para garantir que os riscos associados à energia nuclear sejam minimizados e que os impactos de qualquer acidente nuclear sejam mitigados da melhor forma possível. A terceira lição é a necessidade de transparência. O acidente foi um evento trágico que evidenciou a importância crucial da transparência em diversos aspectos. A falta de comunicação clara e precisa por parte das autoridades japonesas contribuiu para a gravidade da crise, enquanto a abertura e o compartilhamento de informações após o evento foram essenciais para o aprendizado e a prevenção de futuros acidentes. Durante o acidente, a comunicação oficial foi frequentemente confusa e inconsistente, gerando pânico e desinformação na população. A divulgação clara e precisa de informações sobre os riscos, a situação da usina e as medidas de segurança em andamento teria sido crucial para minimizar o impacto do acidente. A falta de transparência por parte das autoridades japonesas abalou a confiança pública na energia nuclear. A abertura e o compartilhamento de informações sobre o acidente, suas causas e consequências são essenciais para reconstruir a confiança e promover um debate público informado sobre o futuro da energia nuclear:
“…a confiança pública perdida ainda não foi recuperada. Apesar do estabelecimento de um regulador nuclear independente e de normas regulamentares muito mais rigorosas, apenas 21,6 por cento do público japonês acredita que é possível garantir a segurança das centrais nucleares. Apenas 12,3% do público apoia a manutenção ou a expansão da energia nuclear e 60,6% apoia a eliminação progressiva da energia nuclear ou o encerramento imediato de todos os reactores nucleares. No entanto, o governo e a indústria nuclear praticamente não mudaram as suas atitudes em relação à energia nuclear. Em 25 de Dezembro de 2020, o Ministério da Economia, Comércio e Indústria divulgou um relatório detalhando a “Estratégia de Crescimento Verde” de Tóquio para alcançar a neutralidade carbónica até 2050, que inclui a energia nuclear como um “sector de crescimento”. Parece que o governo e a indústria nuclear podem ter esquecido o acidente.”
A transparência permite que especialistas e o público identifiquem falhas e sugiram melhorias na segurança nuclear. As lições aprendidas com Fukushima, como a necessidade de reforçar os sistemas de proteção e de melhorar a comunicação em situações de emergência, podem ser utilizadas para fortalecer a segurança nuclear em todo o mundo. A transparência garante que as autoridades e a indústria nuclear sejam responsabilizadas por suas ações. A falta de clareza sobre as responsabilidades pelo acidente de Fukushima gerou críticas e questionamentos. A abertura e o compartilhamento de informações são essenciais para garantir que os responsáveis sejam devidamente responsabilizados.  A transparência facilita o aprendizado com os erros do passado e a prevenção de futuros acidentes nucleares. O compartilhamento de informações e conhecimentos sobre o acidente de Fukushima, como relatórios técnicos, análises de especialistas e estudos científicos, é fundamental para evitar que um evento semelhante se repita.
A transparência não se limita à divulgação de informações após um acidente. É fundamental que a indústria nuclear seja transparente em todas as etapas do ciclo de vida de uma usina, desde a sua construção até a desativação, incluindo: (1) A divulgação de informações sobre os riscos e impactos da usina para a comunidade local, que é crucial para garantir a participação pública e a tomada de decisões informadas. (2) A comunicação clara e transparente sobre os riscos e medidas de segurança em vigor, essencial para manter a confiança da população durante a operação da usina. (3) O planejamento e a execução da desativação de usinas de forma transparente, com a participação da comunidade local, são fundamentais para minimizar os impactos e riscos para o meio ambiente e para a saúde pública.

A terceira lição é a separação dos interesses privados de demandas da sociedade. O desastre ressalta a necessidade de um equilíbrio adequado entre o lucro corporativo e o interesse público, especialmente em setores altamente regulamentados e que têm um impacto significativo na sociedade, como a energia nuclear. É fundamental que as empresas e operadoras nucleares priorizem a segurança e a responsabilidade social sobre os lucros e busquem uma abordagem transparente e colaborativa ao lidar com questões de segurança nuclear. Além disso, o desastre destaca a importância de uma supervisão governamental eficaz e de regulamentações robustas para garantir que as empresas operem de acordo com os mais altos padrões de segurança e proteção ambiental. A separação clara entre as esferas pública e privada e uma supervisão rigorosa são essenciais para prevenir a negligência e garantir que os interesses da sociedade sejam adequadamente protegidos:
A falha regulatória sistêmica — em oposição ao simples erro — é difícil de identificar com precisão. Após um acidente em uma indústria de risco, sempre é possível encontrar alguma falha de uma agência reguladora. Afinal, tudo está sujeito a erros, tanto nas agências reguladoras quanto nas usinas químicas ou de energia. Para dizer que a regulação falhou numa base sistémica, é necessário ter fortes provas de incompetência ou conluio das agências.
A Tokyo Electric Power Company foi amplamente acusada em priorizar o lucro em detrimento da segurança. A empresa ignorou alertas sobre os riscos de tsunamis e terremotos, atrasou a implementação de medidas de segurança e cortou custos em áreas cruciais.  A TEPCO e o governo japonês falharam em comunicar os riscos da usina nuclear à população local. A falta de transparência e accountability dificultou a fiscalização e a responsabilização dos responsáveis pelas falhas que culminaram no acidente. Aprendendo com este acidente, o governo criou a Agência de Segurança Nuclear e Industrial , que supervisiona a indústria nuclear e garante a segurança, independente do Ministério da Economia, Comércio e Indústria, que enfatiza a segurança energética, e tornou a Autoridade de Regulação Nuclear, um gabinete externo  foi restabelecido como, independente, Ministério do Ambiente . Foram estabelecidas novas normas regulamentares para centrais nucleares, incluindo a hipótese de catástrofes naturais e ataques terroristas em grande escala, exigindo a tomada de medidas contra acidentes graves e aplicando as novas normas às centrais nucleares existentes. Após o acidente, todas as centrais nucleares do Japão foram forçadas a encerrar, mas o governo disse que retomará as operações com base em novos padrões regulamentares baseados em centrais nucleares que passaram na inspeção da comissão reguladora.
Em resumo, aprender com os desastres nucleares é essencial para garantir que os erros do passado não se repitam e para promover um futuro energético mais seguro, sustentável e responsável. Essas lições devem orientar o desenvolvimento e a operação de usinas nucleares e influenciar as políticas e regulamentações energéticas em todo o mundo. o desastre de Fukushima serve como um alerta sombrio dos resultados da negligência em relação à segurança nuclear. O acidente revelou uma série de falhas graves no planejamento, na regulamentação e na resposta a emergências nucleares, destacando a importância crítica de priorizar a segurança em todas as fases da operação de usinas nucleares.